# Beija-Flor (escola de samba)
Grêmio Recreativo Escola de Samba Beija-Flor de Nilópolis (ou simplesmente Beija-Flor) é uma escola de samba brasileira do município de Nilópolis, que participa do carnaval da cidade do Rio de Janeiro. A quadra da escola está localizada na Rua Pracinha Wallace Paes Leme, número 1025, no Centro de Nilópolis, na Baixada Fluminense. Foi fundada em 25 de dezembro de 1948 como Bloco Associação Carnavalesca Beija-Flor. Entre seus fundadores estão Milton de Oliveira (Negão da Cuíca), Edson Vieira Rodrigues (Edinho do Ferro Velho), Valentim Lemos, Helles Ferreira da Silva, Hamilton Floriano, José Fernandes da Silva, os irmãos Mário Silva e Walter da Silva e Dona Eulália, que foi quem sugeriu o nome Beija-Flor, inspirado no Rancho Beija-Flor, onde ela desfilava quando mais nova. A escola tem como cores o azul e o branco; e como símbolo, a ave beija-flor. A Portela é a escola madrinha da Beija-Flor, que tem como apelidos "A Deusa da Passarela" e "Maravilhosa e Soberana".
A Beija-Flor ocupa o posto de terceira maior vencedora do carnaval do Rio de Janeiro, ficando atrás apenas de Portela e Mangueira. Possui quinze títulos de campeã, conquistados nos anos de 1976, 1977, 1978, 1980, 1983, 1998, 2003, 2004, 2005, 2007, 2008, 2011, 2015, 2018 e 2025, sendo a escola que mais venceu na "era sambódromo". A escola ainda foi vice-campeã em outras treze oportunidades (1979, 1981, 1985, 1986, 1989, 1990, 1999, 2000, 2001, 2002, 2009, 2013 e 2022). Começou desfilando como bloco até que, em 1954, se transformou em escola de samba. Nesse mesmo ano, venceu a segunda divisão do carnaval. Nos anos seguintes, oscilou entre as três divisões da folia carioca.
A história da escola mudou completamente com a chegada do carnavalesco Joãosinho Trinta para o carnaval de 1976. Com o apoio financeiro do bicheiro Anísio Abraão David, o carnavalesco inaugurou uma nova fase na estética do carnaval, com alegorias grandes e fantasias luxuosas, conquistando três títulos consecutivos nos seus três primeiros anos na escola. Com Joãosinho, a Beija-Flor ainda conquistou outros dois títulos e realizou desfiles icônicos que não foram campeões, como "O Mundo É Uma Bola" (1986), no qual desfilou debaixo de um forte temporal que inundou o sambódromo; e "Ratos e Urubus, Larguem Minha Fantasia" (1989), comumente listado por especialistas como um dos melhores desfiles da história do carnaval. Em 1998, o diretor de carnaval Laíla criou uma Comissão de Carnaval, que teve diversas formações diferentes ao longo dos anos, conquistando nove campeonatos para a escola. Além de Anísio, Joãosinho e Laíla, a escola teve outras personalidades marcantes em sua história, como o compositor Cabana; o cantor Neguinho da Beija-Flor (intérprete oficial da escola por mais de quarenta anos ininterruptos); e o casal de mestre-sala e porta-bandeira Claudinho e Selminha Sorriso.
Entre os clássicos sambas da escola estão: "Sonhar com Rei Dá Leão" (1976); "A Criação do Mundo na Tradição Nagô" (1978); "A Saga de Agotime" (2001); "Áfricas - Do Berço Real à Corte Brasiliana" (2007); e "Monstro É Aquele Que Não Sabe Amar — os Filhos Abandonados da Pátria Que Os Pariu" (2018). Ao longo dos anos, a Beija-Flor coleciona prêmios e homenagens. A escola é uma das maiores vencedoras do Estandarte de Ouro, considerado o "óscar do carnaval", além de possuir diversas outras premiações. Em 2022, a Beija-Flor foi declarada como patrimônio cultural de natureza imaterial do Estado do Rio de Janeiro.

## Fundação
O Bloco Associação Carnavalesca Beija-Flor (mais tarde escola de samba) foi fundado em 25 de dezembro de 1948 por um grupo de amigos formado por Milton de Oliveira (Negão da Cuíca), Edson Vieira Rodrigues (Edinho do Ferro Velho), Valentim Lemos, Helles Ferreira da Silva, Hamilton Floriano, José Fernandes da Silva e os irmãos Mário Silva e Walter da Silva. O grupo comemorava o Natal na esquina da Avenida Mirandela com a Rua João Pessoa, no Centro de Nilópolis, quando tiveram a ideia de criar um bloco carnavalesco para suprir a extinção dos blocos Irineu Perna-de-Pau e dos Teixeiras. A reunião oficial do Bloco ocorreu no Grêmio Teatral de Nilópolis. Negão da Cuíca foi eleito presidente e Edinho do Ferro Velho foi eleito secretário do Bloco. Durante a reunião, também foram escolhidos nome, cores, símbolo e madrinha da agremiação.

## Nome
Após horas de reunião, os integrantes do bloco não chegavam a um consenso sobre o nome da nova agremiação. "Flor do Abacate" teria sido uma das sugestões. Após muita indecisão, Dona Eulália, mãe de Negão da Cuíca (o presidente do bloco) sugeriu o nome Beija-Flor. O nome foi inspirado no Rancho Beija-Flor, que existia na cidade de Valença, na região serrana do Rio e que Dona Eulália desfilava quando mais nova. Dona Eulália foi admitida como fundadora do Bloco por ter escolhido seu nome, sendo a única mulher entre os fundadores.

## Cores, símbolo e apadrinhamento

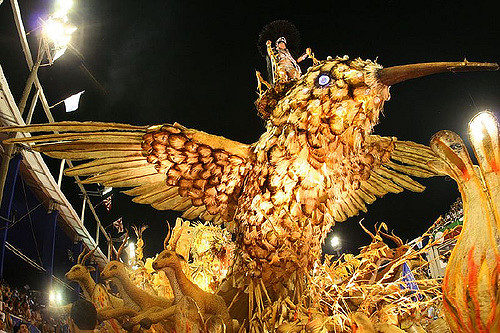
O beija-flor, símbolo da escola, no carro abre-alas do desfile do carnaval de 2007.

Há duas versões para a escolha das cores azul e branco. Uma versão sustenta que seria em homenagem à Nilópolis, que desde 1947, com sua emancipação, passou a adotar as duas cores em sua bandeira. A outra versão aponta para uma inspiração na bandeira de Israel. A escola madrinha da Beija-Flor é a Portela. Por sua vez, a Beija-Flor é madrinha da Mocidade Independente de Padre Miguel, Leão de Nova Iguaçu, Arame de Ricardo, e Delírio da Zona Oeste. É comum o beija-flor, símbolo da agremiação, vir representado em alegorias dos desfiles da escola, principalmente no carro abre-alas. A Beija-Flor é conhecida como "A Deusa da Passarela" e "Maravilhosa e Soberana". Também é comum utilizar o gentílico da cidade de Nilópolis (nilopolitana) para se referir à escola e seus torcedores. Algumas composições da agremiação fazem referência a esses apelidos, como os sambas de 2007 ("Então dobre o Run / Pra Ciata de Oxum imortal / Soberana do meu carnaval, na princesa nilopolitana"); de 2014 ("A Deusa do samba na Passarela / A marca do carnaval... É ela"); de 2015 ("Oh minha deusa soberana / Resgata sua alma africana"); e de 2016 ("Sou Beija-Flor, na alegria ou na dor / A deusa da passarela, é ela! / Primeira na história do Marquês / Que na Sapucaí é soberana / De fato nilopolitana").

## Bandeira
A bandeira, ou pavilhão, possui em dezesseis raios de cores intercaladas (oito azuis e oito brancos) partindo de uma circunferência central de cor branca em direção às extremidades da bandeira. Dentro a circunferência central está a logomarca da escola; a inscrição "G.R.E.S. Beija-Flor de Nilópolis"; e as estrelas azuis que representam a quantidade de títulos de campeã da agremiação. Abaixo da circunferência central, na parte inferior da bandeira, está inscrito o ano de utilização da mesma. Ao longo dos anos o tom de azul da bandeira da escola foi escurecido progressivamente. Até o desfile de 1995 foi usado o tom azul turquesa. O tom de azul foi sendo escurecido até que, em 2010, foi adotada a tonalidade azul anil. Anualmente, a bandeira pode sofrer pequenas variações a cada ano, como, por exemplo, a disposição dos raios.

## Logomarca
A atual logomarca da escola, que está em uso desde 30 de julho de 2017, consiste no desenho de um beija-flor azul, com traços simples, beijando uma flor estilizada, com pétalas formadas por cinco corações, que representam os projetos sociais da Beija-Flor:
- Coração verde: os projetos ambientais
- Coração amarelo: o carnaval
- Coração roxo: projetos de educação
- Coração laranja: a profissionalização
- Coração vermelho: esportes

Abaixo do desenho, a inscrição "G.R.E.S. Beija-Flor de Nilópolis" em letras azuis. O logotipo utilizado anteriormente consistia no desenho de um beija-flor beijando uma flor, o nome da escola e as estrelas representando os títulos de campeã da agremiação. Entre 1995 e 2010, o logo da escola tinha o desenho de dois beija-flores beijando duas flores.

## Lugar de origem

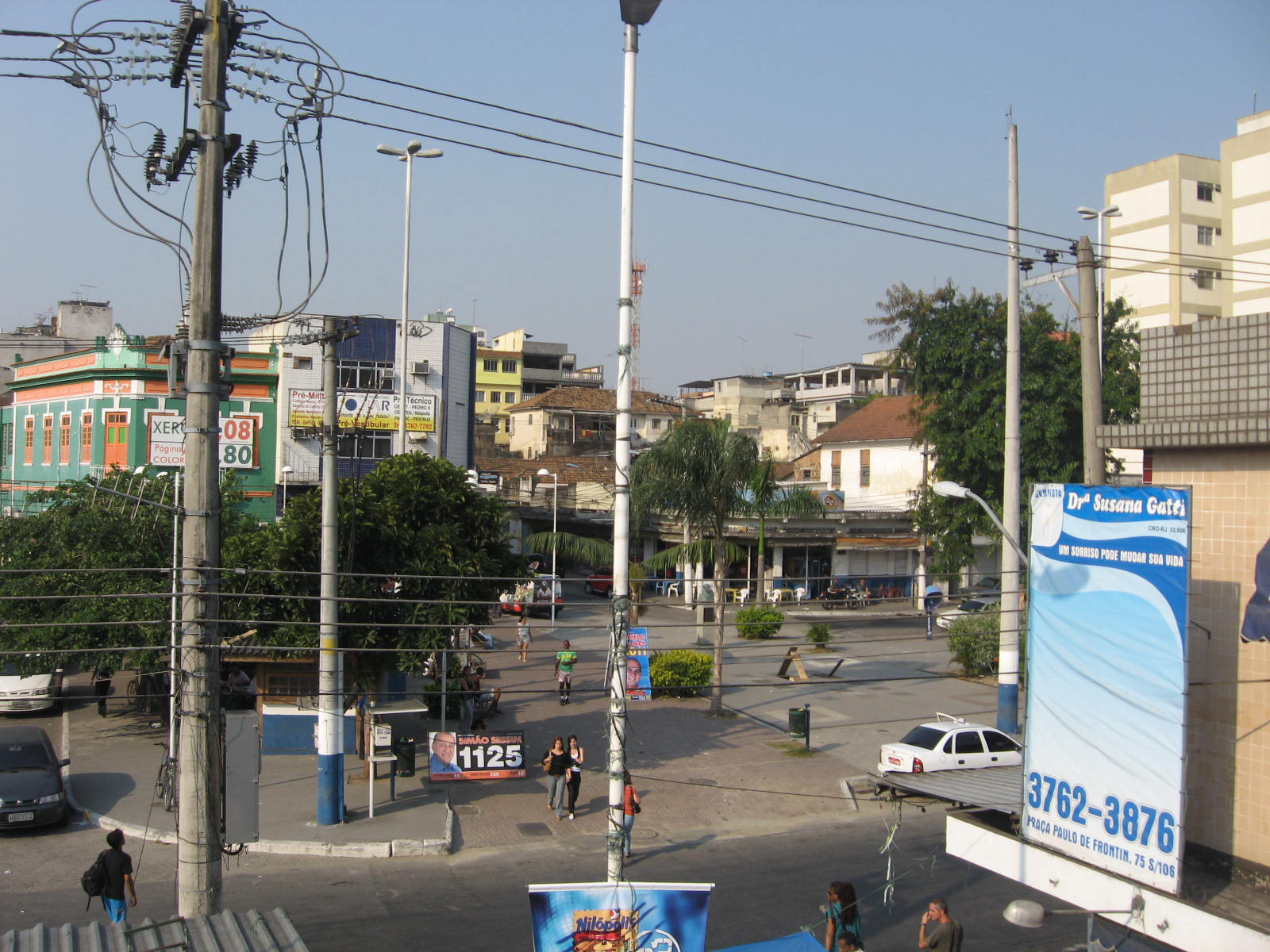
Centro de Nilópolis, onde se localiza a quadra da Beija-Flor.

O município de Nilópolis, na Baixada Fluminense, é o berço da Beija-Flor. A cidade e a escola de samba trilharam caminhos semelhantes, uma vez que parte dos governantes de Nilópolis também administrava a agremiação. Os principais locais de sociabilidade da cidade encontram-se nas imediações da estação de trem: a Avenida Mirandela (onde a Beija-Flor realiza seu tradicional desfile pós-carnaval); e do outro lado, a Praça Paulo de Frontin (antigo palco das manifestações públicas e do carnaval de rua da cidade). Apesar do forte comércio e da presença de indústrias, é a escola de samba a maior expressão do município. Juridicamente "GRES Beija-Flor", a escola passou a ser chamada formalmente de "Beija-Flor de Nilópolis", tamanha identificação. Na cidade, também é comum locais de comércio que levam o nome da escola, sem ligação com a agremiação, apenas em forma de homenagem. No pórtico de entrada da cidade, foi construída uma escultura de um beija-flor, em homenagem à escola. A escultura foi retirada pelo prefeito Alessandro Calazans em seu mandato. Porém, seu sucessor, Farid Abrahão David, ao ser eleito em 2016, anunciou a reconstrução da escultura.
Ligação com o poder público
No início do Século XX, imigrantes judeus, principalmente sírio-libaneses, se fixaram na cidade, dentre eles, os patriarcas das famílias Sessim e Abraão David, que se estabeleceram como comerciantes locais. Na década de 1960, a família iniciou carreira na política. Em 1962, o médico Jorge Sessim David foi eleito deputado estadual pela UDN. Em 1972, Simão Sessim foi eleito prefeito de Nilópolis pela ARENA. Na mesma época, Anísio Abraão David (primo de Simão) e seu irmão, Nelson Abraão David, entraram para o jogo do bicho, controlando as bancas de aposta em Nilópolis. A ascensão da família Abraão-Sessim em Nilópolis, coincide com a ascensão da Beija-Flor. Também em meados da década de 1970, a escola de samba passou a ser controlada pelo clã Abraão David e a contar com o aporte financeiro da família. Nesta mesma época, a Beija-Flor se firmou na elite do carnaval carioca, com desfiles caros e luxuosos. A ligação entre o poder público e a escola de samba foi mantida, ao longo dos anos, com a eleição de membros da família Abraão-Sessim, que comandavam tanto a cidade como a escola de samba.

## História

### Como bloco
O bloco foi campeão municipal logo em 1949, seu primeiro ano de desfile, tendo sido tricampeão até 1953, seu último desfile como bloco. Um fato curioso é que nessa época um dos blocos rivais da Beija-Flor era o Bloco do Centenário, que chegou a ser presidido por Aniz Abraão David, o Anísio. Segundo depoimento de integrantes antigos da Beija-Flor, havia uma certa rivalidade entre os dois blocos, chegando até mesmo a Anísio ter, certa vez, desligado a iluminação durante o desfile da Beija-Flor. Por outro lado, seu irmão Nelson, ainda jovem, gostava de frequentar os eventos sociais da Beija-Flor, e mais tarde, lá conheceria sua futura esposa, Marlene Sennas, filha do primeiro presidente da escola.

### A transformação em escola de samba
Em 1953, através da articulação do compositor Cabana, que morava em Nilópolis, mas tinha família oriunda do Rio Comprido, na capital, começaram as articulações para a transformação do bloco em escola de samba, que se inscreveu na Confederação Brasileira de Escolas de Samba para participar dos desfiles do segundo grupo carioca, onde obteve a primeira colocação. Seu primeiro presidente, após a transformação em escola de samba, foi José Rodrigues Sennas, ex-militar, morador da comunidade, que não estava entre os fundadores originais, mas foi convidado por eles para assumir o posto. Vice-campeã do segundo grupo, novamente, em 1962, foi novamente rebaixada após o 10º e último lugar de 1963. Em 1964, amargou novo rebaixamento, indo parar na terceira divisão do carnaval. Em 1965, Anísio, ex-adversário, então já em ascensão no jogo do bicho, teve uma rápida passagem pela presidência da escola. Posteriormente, seu irmão Nelson foi eleito presidente, em 1972, derrotando em eleição o ex-presidente Helles, e um terceiro candidato.

### Década de 1970
Após vários anos pelas divisões inferiores, apenas em 1973, o primeiro sob a administração de Nelson, quando apresentou um enredo sobre a educação, conquistou o vice-campeonato do segundo grupo, retornando à divisão principal, com o samba “Educação Para O Desenvolvimento”, dos compositores Darvin e César Roberto Neves (que anos depois tornou-se diretor de harmonia da escola). A partir de então, seu irmão Anísio tornou-se patrono e presidente de honra, transformando-se numa espécie de mecenas, e assumindo cada vez mais as decisões na escola.
- 1976: "Sonhar com Rei Dá Leão"

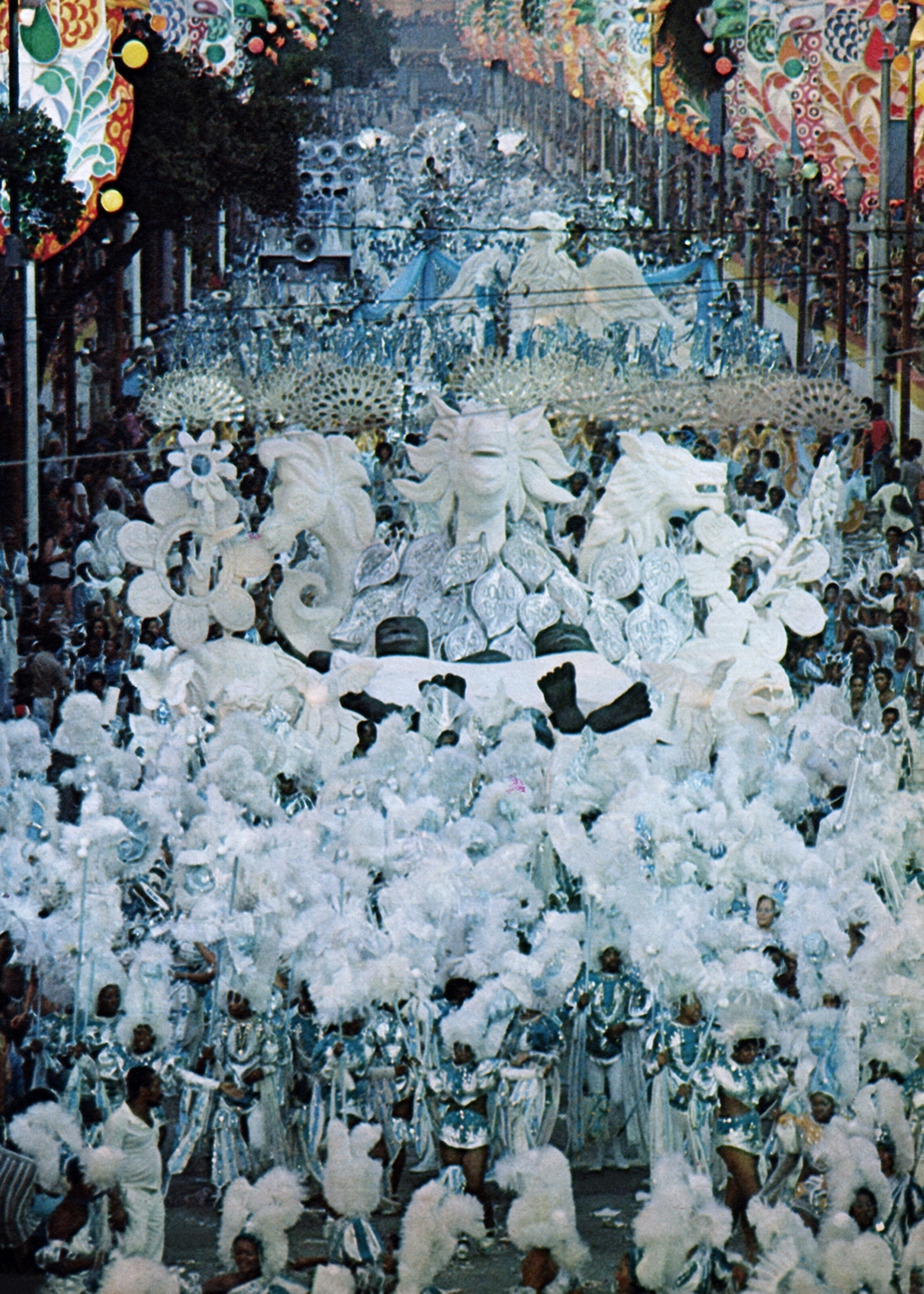
Desfile da Beija-Flor no carnaval de 1976, com destaque para a premiada alegoria do casal sonhando.

Para o carnaval de 1976, Nelson e Anísio contrataram o carnavalesco Joãosinho Trinta, que estava no Salgueiro, onde venceu os carnavais de 1974 e 1975. Apesar dos títulos conquistados, Joãosinho enfrentava condições precárias de trabalho no Salgueiro e brigas internas com a diretoria, sem perspectiva de melhora da situação. Para se transferir para a Beija-Flor, os irmãos que comandavam a escola lhe prometeram melhores condições de trabalho, mais dinheiro para a confecção do desfile, e a chance de desenvolver um trabalho social com crianças carentes, algo que o carnavalesco sonhava em fazer no Salgueiro, mas não tinha apoio da diretoria. Joãosinho também impôs como condição a contratação do diretor de carnaval e harmonia Laíla, seu "homem de confiança" no Salgueiro. Anísio pediu a Joãosinho Trinta uma homenagem a Natal da Portela, contraventor do jogo do bicho e patrono da Portela, morto em 1975. O carnavalesco desenvolveu então um enredo sobre o próprio jogo do bicho, incluindo nele a homenagem a Natal e a Portela. A Beija-Flor foi a oitava escola das quatorze agremiações que se apresentaram pelo Grupo 1 de 1976. Uma das novidades do desfile foi a apresentação de uma alegoria com movimentos. O carro abre-alas da escola tinha uma roleta espelhada giratória. A imprensa elogiou o desfile. Segundo o Jornal do Brasil, "Joãosinho Trinta conseguiu tirar da escola o ranço ufanista que a acompanhava há alguns anos [...] Todo o aspecto onírico do prosaico e marginalizado jogo do bicho foi revivido com leveza, suavidade e força [...] a Beija-Flor desfilou com a galhardia das escolas grandes e agradou bem mais do que as próprias, sendo a primeira a ouvir da plateia o grito espontâneo e sempre intuitivamente certeiro do já ganhou". No debate do prêmio Estandarte de Ouro, Haroldo Costa apontou que a Beija-Flor "apresentou o enredo mais carioca, além de ter devolvido ao sambista o prazer de brincar. A ironia e a brincadeira na letra do samba, por exemplo, são coisas bem cariocas. E a escola saiu bonita". A Beija-Flor recebeu o Estandarte de Ouro de melhor enredo, sendo esse o primeiro prêmio recebido pela escola. Também recebeu o Troféu Natal de melhor enredo e de melhor alegoria para o carro do casal sonhando.
A Beija-Flor foi campeã do carnaval de 1976, conquistando seu primeiro título na elite da folia carioca. Também foi a primeira vez que uma escola de outro município foi campeã no carnaval da cidade do Rio de Janeiro. A escola de Nilópolis encerrou a hegemonia das chamadas "quatro grandes" (Portela, Mangueira, Império Serrano e Salgueiro), que desde 1939 se revezavam na primeira colocação. A vitória da escola inaugurou uma era de desfiles caros bancados por contraventores do jogo do bicho, com fantasias luxuosas e alegorias grandes. Para derrotar a Beija-Flor, outras escolas adotaram esse mesmo modelo nos anos seguintes. O desfile também marcou a estreia de Neguinho da Beija-Flor na agremiação. Na época, usando o nome "Neguinho da Vala", o cantor, que era intérprete do bloco Leão de Nova Iguaçu, foi levado para a escola pelo histórico compositor Cabana. Neguinho é autor do samba-enredo do desfile. O intérprete venceu a disputa de samba-enredo da escola e foi alçado ao posto de intérprete oficial da escola, criando o famoso grito de guerra "Olha o Beija-Flor aí, gente!". A equipe montada pela Beija-Flor teve ainda a chegada de Juju Maravilha, que dançou com o mestre-sala Zequinha, substituindo a porta-bandeira China; e do figurinista Viriato Ferreira. A travesti Eloina dos Leopardos, figura já conhecida na cultura gay carioca, desfilou na frente da bateria a mando de Joãosinho Trinta, sendo considerada a primeira rainha de bateria da história do carnaval, numa época em que ainda não existia esse termo.
- 1977: "Vovó e o Rei da Saturnália na Corte Egipciana"

Para tentar conquistar o bicampeonato consecutivo para a Beija-Flor, Joãosinho Trinta desenvolveu um enredo sobre a história do carnaval, usando como "narradora" a figura de uma vovó que, diante da transmissão de um desfile contemporâneo pela televisão, relembra a história da folia. O enredo abordou as origens do carnaval com as festas dos antigos egípcios para Ísis e o boi Ápis; os bacanais dos gregos antigos; e a Saturnália na Roma Antiga. Também homenageou o carnaval brasileiro, relembrando os ranchos carnavalescos e as grandes sociedades. O tema "A Corte Egipciana", apresentado pelo rancho Ameno Resedá no carnaval de 1908, foi uma das inspirações para o enredo de Joãosinho. A Beija-Flor foi a penúltima das doze agremiações que se apresentaram pelo Grupo 1 de 1977, iniciando seu desfile por volta das nove horas de uma manhã quente e ensolarada. Especialistas elogiaram o desfile, apontando a Beija-Flor como uma das favoritas ao título. Em sua crítica, o jornal O Globo escreveu que "os gritos de já ganhou ressoaram com mais intensidade quando passou a Beija-Flor, com muitos espelhos para refletir o sol da manhã, com a bateria na frente, bem ao estilo de Laíla, e com fantasias mais ricas [...] A beleza da escola ficou por conta dos seus carros alegóricos, da ala dos bonecos (uma das mais aplaudidas), da empolgação dos sambistas, e da grande aceitação do seu samba". Segundo o Jornal do Brasil, "a Beija-Flor pisou forte, firme e digna [...] Passou leve e pomposa". A Beija-Flor recebeu dois prêmios do Estandarte de Ouro: melhor comunicação com o público e melhor ala de baianas. A Beija-Flor venceu o carnaval de 1977 com apenas um ponto de vantagem sobre a vice-campeã, Portela. A escola de Nilópolis conseguiu a pontuação máxima em Comissão de Frente, Enredo, Evolução, e Fantasias, perdendo pontos nos demais quesitos. Os quesitos mais despontuados foram Mestre-sala e Porta-bandeira e Samba-enredo, com a perda de três pontos em cada. A Beija-Flor conquistou seu segundo título consecutivo, enquanto Joãosinho Trinta foi campeão pela quarta vez consecutiva.
- 1978: "A Criação do Mundo na Tradição Nagô"

Pela primeira vez o desfile foi realizado na Rua Marquês de Sapucaí. A Beija-Flor foi a penúltima das dez agremiações que se apresentaram pelo Grupo 1 de 1978. A escola iniciou sua apresentação com o dia claro, nublado, por volta das sete horas da manhã. Para tentar conquistar o tricampeonato, Joãosinho Trinta desenvolveu um enredo sobre o mito da criação do mundo segundo a cultura iorubá, disseminada no Brasil por Iá Detá, Iá Kalá e Iá Nassô, africanas escravizadas que fundaram o Candomblé da Barroquinha na Bahia. Especialistas elogiaram o desfile, apontando a escola entre as favoritas ao título de campeã. Segundo o Jornal do Brasil, "a Beija-Flor passou garantindo assombro, canto, e alegria. Sustentou na bateria, não atravessou, não errou, deslumbrou", concluindo que "todo mundo cantou o samba. Todo mundo gostou da perfeição dos destaques, do garbo da porta-bandeira Juju Maravilha e do mestre-sala Élcio PV, da bateria, harmonia e evolução dirigidas pelo mestre Laíla, dos impecáveis figurinos de Viriato Ferreira". O jornal O Globo apontou Beija-Flor e Mangueira como as favoritas, destacando que seria uma briga entre a "tradição do morro (Mangueira) contra o luxo de Nilópolis". Ainda segundo O Globo, a escola desfilou com "fantasias luxuosas e alegorias de bom gosto". Em pesquisa realizada com o público presente no desfile, a Beija-Flor foi eleita a melhor escola com 18,6% dos votos. A Beija-Flor recebeu três Estandartes de Ouro, incluindo o prêmio principal, de melhor escola. Também foram premiadas a ala "Desvio", que desfilou com fantasia de camaleão dourado; e o figurinista Viriato Ferreira, que desfilou como destaque de luxo.
O samba-enredo do desfile é comumente listado entre os melhores da história do carnaval. A obra é resultado de uma junção de dois sambas distintos: um de Gilson Dr. e Mazinho e outro de Neguinho da Beija-Flor. A junção foi realizada por Joãosinho Trinta. Posteriormente, o samba foi adaptado como canto de torcida por torcedores de Vasco, Santos e Palmeiras. A Beija-Flor venceu o carnaval de 1978 com três pontos de vantagem sobre a vice-campeã, Mangueira. A escola de Nilópolis conquistou seu terceiro título consecutivo, enquanto Joãosinho Trinta foi campeão pela quinta vez consecutiva. Dos dezessete julgadores do carnaval, apenas três não deram nota máxima à escola, que perdeu dois pontos no quesito Enredo e dois pontos em Bateria.
- 1979: "O Paraíso da Loucura"

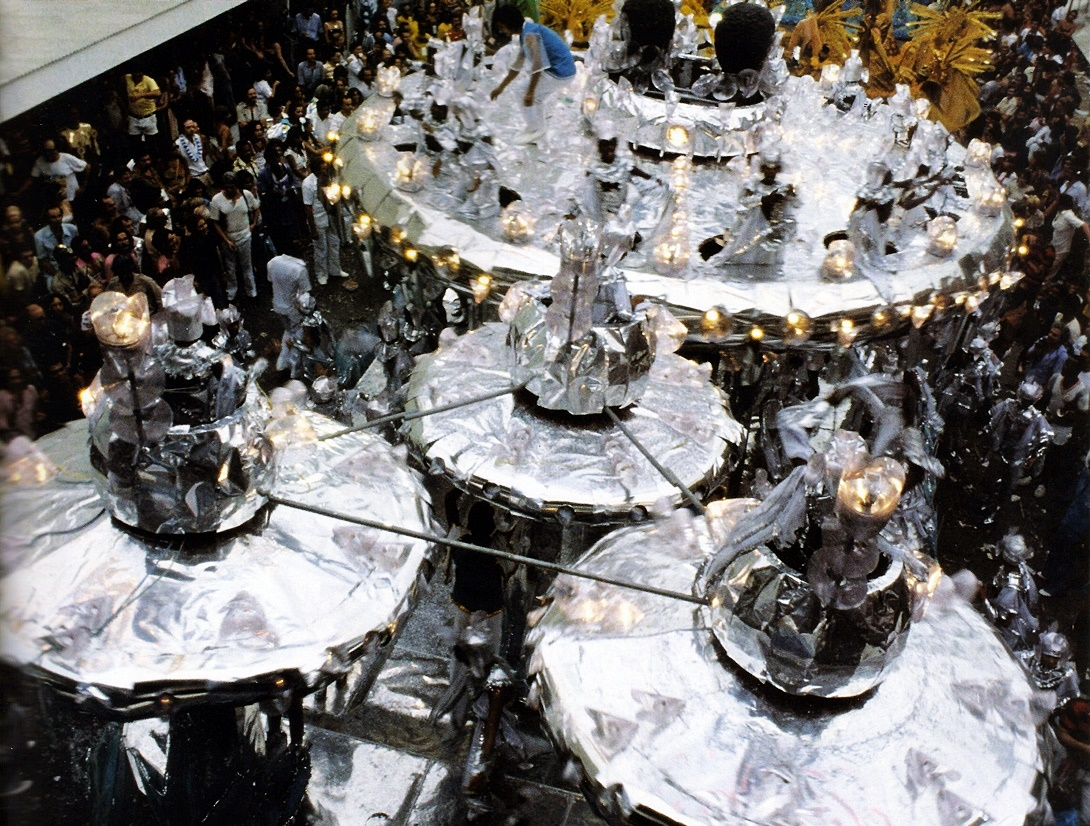
Carro do Disco Voador no desfile vice-campeão da Beija-Flor no carnaval de 1979.

A equipe que conquistou o tricampeonato em 1978 foi mantida, com exceção do figurinista Viriato Ferreira, que assumiu como carnavalesco da Portela. Para tentar conquistar o tetracampeonato, Joãosinho Trinta desenvolveu um enredo sobre o carnaval, com uma perspectiva surrealista, convidando os foliões a esquecerem dos problemas da vida e se entregarem à "loucura carnavalesca". Oitava e última escola a se apresentar pelo Grupo 1-A (antigo Grupo 1), a Beija-Flor realizou um desfile luxuoso, com quatro grandes alegorias. O carro abre-alas, "O Paraíso da Loucura", teve como destaques Jésus Henrique e Pinah. A segunda alegoria, "O Jardim das Delícias", fez referência ao quadro surrealista O Jardim das Delícias Terrenas, do pintor Hieronymus Bosch. O terceiro carro, "O Chuveiro da Ilusão", foi decorado com cascatas de espelho simulando água. A última alegoria, "Disco Voador", reproduziu naves espaciais prateadas, que giravam e tinham efeitos de iluminação, repleta de crianças em cima. Especialistas criticaram o desfile. Segundo o Jornal do Brasil, houve "falta de empolgação" e "figurinos mal pensados e pouco elaborados"; e a "apatia do público era reflexo do que se passava na pista, onde a escola continuava a enrolar-se num arsenal de truques que, pela primeira vez, deixaram de ser trunfos". O jornal O Globo classificou a Beija-Flor como "a grande decepção do ano", apontando que a escola "chegou a ser vaiada no fim por causa do samba atravessado e da falta de entusiasmo dos seus componentes". O júri da TV Globo também não poupou críticas, classificando a escola em sétimo lugar. Em meio às críticas pelo "excesso de luxo" dos seus desfiles, Joãosinho Trinta disse a famosa frase: "Pobre gosta de luxo, quem gosta de miséria é intelectual". Apesar das críticas, a Beija-Flor foi vice-campeã do carnaval de 1979, com apenas dois pontos de diferença para a campeã, Mocidade Independente de Padre Miguel. A Beija-Flor perdeu quatro pontos em Alegorias; Evolução; Mestre-sala e Porta-bandeira; e Samba-enredo; sendo um ponto em cada quesito. O quesito mais despontuado foi Enredo, com a perda de quatro pontos. Élcio PV recebeu o Estandarte de Ouro de melhor mestre-sala do ano.

### Década de 1980

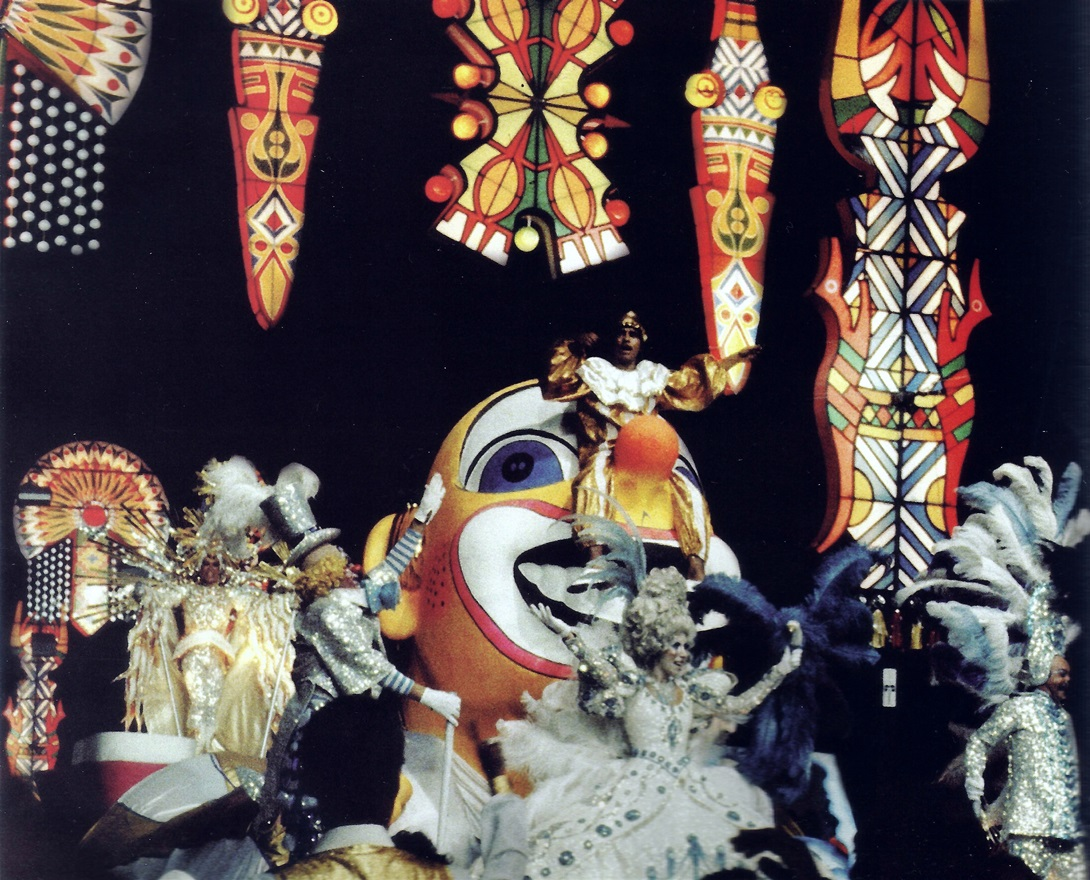
O alegre desfile campeão da Beija-Flor no carnaval de 1980.

- 1980: "O Sol da Meia-noite, Uma Viagem ao País das Maravilhas"

Para o carnaval de 1980, a AESCRJ tomou a polêmica decisão de abolir os quesitos Mestre-Sala e Porta-Bandeira e Comissão de Frente com a justificativa de que eles estavam se tornando onerosos, visto que as escolas estavam negociando financeiramente os melhores profissionais. Apesar de não serem julgados, a apresentação dos quesitos foi mantida como obrigatória. Quinta escola a se apresentar pelo Grupo 1-A, a Beija-Flor realizou um desfile sobre o imaginário infantil. A ideia surgiu depois do carnavalesco Joãosinho Trinta perguntar a uma criança de oito anos de idade algo que ela sonhava em fazer e ouviu como resposta que a criança faria "o sol brilhar à meia-noite". O enredo misturou personagens e lugares fantásticos, inspirados nos clássicos da literatura infantil. O carro abre-alas reproduziu um carrossel prateado giratório com mulheres vestidas de fada. Alas e alegorias fizeram referências a histórias como Cinderela, Branca de Neve e os Sete Anões, Tom & Jerry, Tarzan e o Sítio do Pica Pau Amarelo. A Comissão de Frente, que desfilou com fantasia de soldadinho de chumbo, recebeu o prêmio Estandarte de Ouro. A escola encerrou seu desfile recebendo gritos de "já ganhou" do público presente na Rua Marquês de Sapucaí. Especialistas elogiaram a apresentação, listando a escola entre as favoritas ao título de campeã. Beija-Flor, Imperatriz Leopoldinense e Portela foram campeãs com nota máxima de todos os jurados. Foi o quarto título de campeã conquistado pela Beija-Flor em cinco anos. Na segunda divisão do carnaval, Laíla e Neguinho da Beija-Flor defenderam a Unidos da Tijuca, que venceu o Grupo 1-B, sendo promovida ao grupo de elite. Para o ano seguinte, Laíla decidiu se desligar da Beija-Flor e seguir com a Unidos da Tijuca no Grupo 1-A.
- 1981: "Carnaval do Brasil, a Oitava das Sete Maravilhas do Mundo"

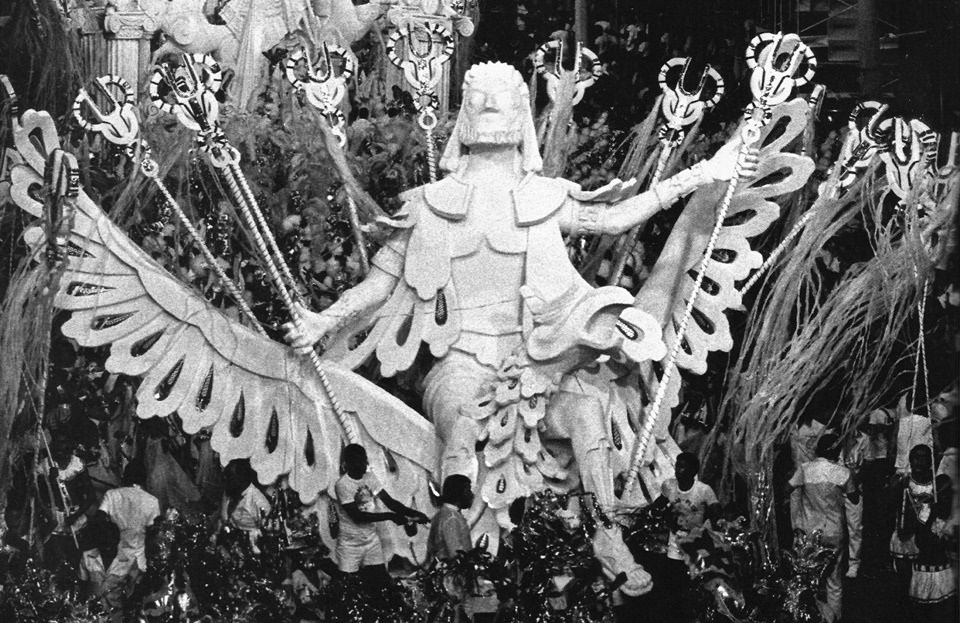
Alegoria da Estátua de Zeus em Olímpia, uma das "oito maravilhas" apresentadas no desfile da Beija-Flor no carnaval de 1981.

A Beija-Flor foi a quinta escola a se apresentar pelo Grupo 1-A do carnaval de 1981. O desfile apresentou as "sete maravilhas do mundo", adicionando o carnaval brasileiro como a "oitava maravilha". O enredo foi criticado por não seguir fielmente a lista de sete maravilhas do mundo antigo, trocando o Mausoléu de Halicarnasso pela Muralha da China. Joãosinho Trinta argumentou que o enredo não abordava apenas o mundo antigo e que, portanto, poderia criar a lista que quisesse. As oito maravilhas apresentadas pelo enredo foram representadas em alegorias. Simbolizando os Jardins Suspensos da Babilônia, o carro abre-alas teve três mil e quinhentos litros de água, distribuídos em chafarizes. A seguir, foram retratados a Estátua de Zeus em Olímpia; o Colosso de Rodes; a Pirâmide de Quéops; a Muralha da China; o Templo de Ártemis; o Farol de Alexandria; e, encerrando o desfile, o carnaval do Brasil foi representado numa alegoria com diversos destaques com fantasias luxuosas. Envolvido num inquérito sobre o desaparecimento do pintor de paredes Misaque José Marques e do publicitário Luís Carlos Jatobá, suspeitos de terem assaltado sua casa em Niterói, Anísio Abraão David recebeu vaias do público. Segundo o jornal O Globo, as campeãs do ano anterior, Beija-Flor, Imperatriz e Portela, foram as escolas mais aplaudidas pelo público e, novamente, seriam as favoritas ao título. Confirmando a expectativa, as três escolas foram as primeiras colocadas. A Imperatriz foi bicampeã com seis pontos de vantagem para a Beija-Flor. A escola de Nilópolis conseguiu a pontuação máxima apenas nos quesitos Fantasias e Comissão de Frente (que voltou a ser avaliada). O quesito mais despontuado foi Samba-enredo, com a perda de quatro pontos. Élcio PV recebeu o Estandarte de Ouro de melhor mestre-sala.
- 1982: "O Olho Azul da Serpente"

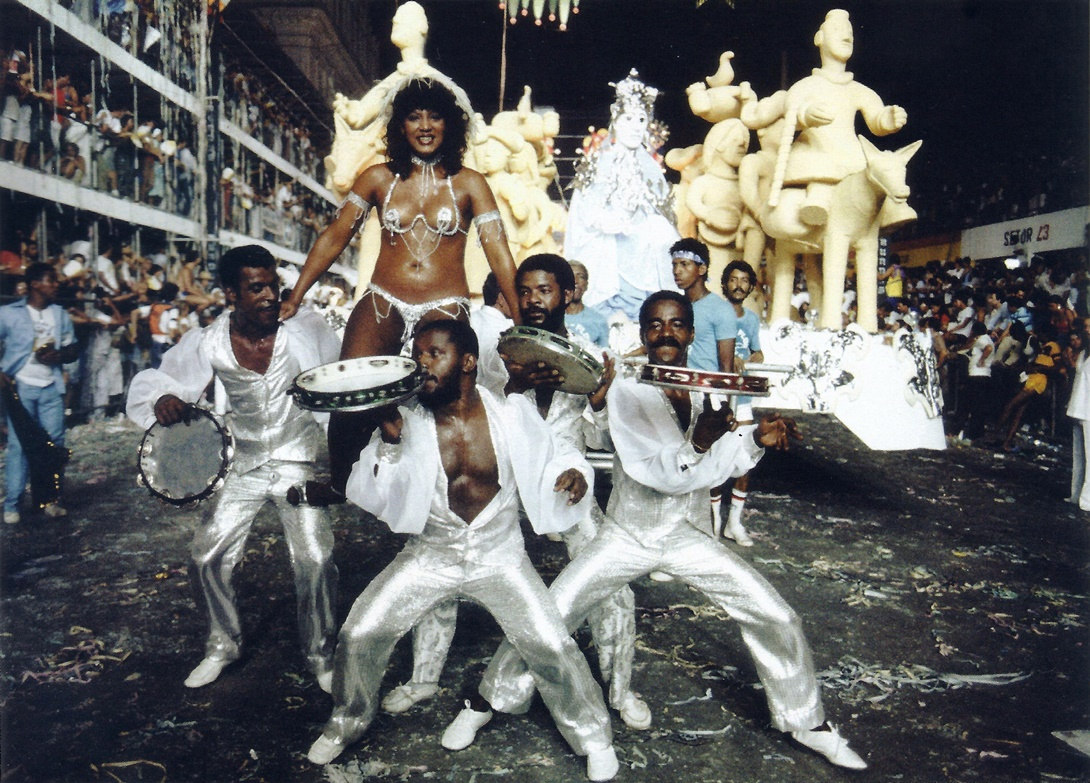
Desfile da Beija-Flor no carnaval de 1982.

Para o carnaval de 1982, Joãosinho Trinta criou um enredo fantasioso sobre uma serpente, que na verdade seria o Rio Capibaribe, misturando histórias, lendas e o folclore de Pernambuco; com referências a literatura de cordel, maracatu, Bumba meu boi, Mestre Vitalino, Quilombo dos Palmares e Maurício de Nassau. A Beija-Flor foi a sexta das doze agremiações que se apresentaram pelo Grupo 1-A. Participaram do desfile personalidades como Martha Rocha, Wagner Montes e Roberto Dinamite. O quesito Mestre-sala e Porta-bandeira voltou a ser avaliado, mas valendo menos do que os demais quesitos. Devido a um acidente ocorrido no desfile do ano anterior, quando um destaque de luxo caiu de uma alegoria, a Riotur determinou que as escolas não colocassem pessoas em cima dos carros alegórico sob risco de penalização. Beija-Flor, Imperatriz e São Carlos infringiram a regra e perderam três pontos de cada julgador do quesito Alegorias e Adereços. A Beija-Flor ainda perdeu pontos em Enredo, Mestre-sala e Porta-bandeira e Samba-enredo, se classificando em sexto lugar. Foi o pior resultado da escola em seis anos. Desde a chegada de Joãosinho, a Beija-Flor só havia sido campeã ou vice. Patrono da agremiação, Anísio Abraão David ameaçou entrar na Justiça contra o resultado, mas depois mudou de ideia. A escola seria a terceira colocada, caso não perdesse pontos em Alegorias por infringir o regulamento.
- 1983: "A Grande Constelação das Estrelas Negras"

A Beija-Flor foi a última das doze agremiações que se apresentaram pelo Grupo 1-A de 1983, iniciando seu desfile por volta das onze horas da manhã, sob calor de quarenta graus. A escola foi recebida pelo público com gritos de "já ganhou!". O enredo desenvolvido por Joãosinho Trinta homenageou sete personalidades negras: Ganga Zumba, o primeiro líder do Quilombo dos Palmares; o jornalista e escritor José do Patrocínio; Luana de Noailles, a primeira modelo negra do Brasil; a cantora Clementina de Jesus; Pinah Ayoub, destaque da Beija-Flor que dançou com o príncipe Charles durante sua passagem pelo Rio em 1978; o jogador de futebol Pelé; e o ator Grande Otelo. Dos cinco homenageados vivos, apenas Pelé não participou do desfile. Os demais desfilaram cada um em uma alegoria. O desfile dividiu a opinião dos especialistas. O Jornal do Brasil apontou que a escola fez um "belo desfile", destacando que "na raça de seus componentes, e na brilhante atuação da bateria, a Beija-Flor conseguiu superar as dificuldades, inclusive de um enredo repetitivo em sua concepção [...] conseguindo encantar o público, apesar do samba ser inferior à maioria dos seus antecessores, o que não chegou a ser um problema porque Neguinho da Beija-Flor, como sempre, o puxou com extrema competência". O júri da Rede Globo apontou o Império Serrano em primeiro lugar e a Beija-Flor em segundo. Por outro lado, os jurados do prêmio Estandarte de Ouro criticaram o desfile, apontando que Joãosinho "decepcionou" e que a escola fez sua pior apresentação desde a chegada do carnavalesco em 1976. Os comentaristas da Rede Bandeirantes apontaram Mocidade, Portela e Império Serrano como as favoritas ao título. O mestre-sala Élcio PV, que desmaiou de calor após o desfile, foi premiado com o Estandarte de Ouro. Juju Maravilha também recebeu o Estandarte de melhor porta-bandeira.
A Beija-Flor foi a campeã do carnaval de 1983, com três pontos de vantagem sobre a vice-campeã, Portela, conquistando seu quinto título no carnaval, três anos após sua última conquista. Dos vinte julgadores, apenas cinco não deram nota máxima à escola, que perdeu dois pontos em Enredo; um ponto em Comissão de Frente; um ponto em Fantasias; um ponto em Mestre-sala e Porta-bandeira; e um ponto em Samba-enredo. O resultado é um dos mais polêmicos da história do carnaval, especialmente pelo desempenho do jurado Messias Neiva, de Alegorias e Adereços, que conferiu nota dez apenas à Beija-Flor, enquanto as demais escolas receberam nota igual ou inferior à oito. Entrevistado pelo jornal O Globo no dia seguinte à apuração, Messias disse não se lembrar dos enredos das escolas e declarou ter dado nota dez apenas à Beija-Flor pelo fato da agremiação ter desfilado de dia, quando a visibilidade é maior. As justificativas não foram bem aceitas pelo público, uma vez que outras escolas também desfilaram de dia e receberam notas menores. No Desfile das Campeãs, a Beija-Flor desfilou entre vaias e aplausos do público presente no Sambódromo.
- 1984: "O Gigante em Berço Esplêndido"

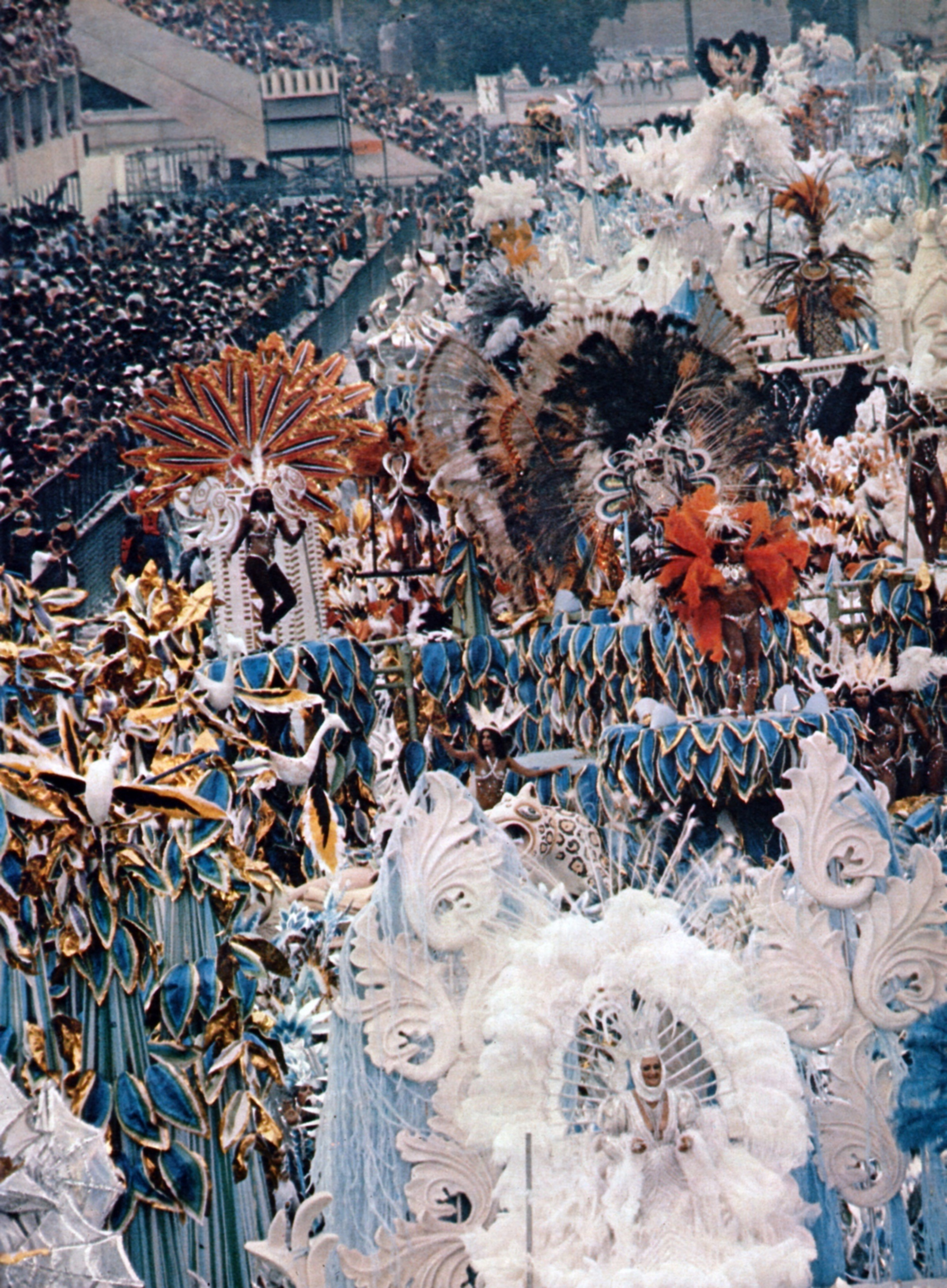
Desfile da Beija-Flor em 1984.

No dia 11 de setembro de 1983, o então governador do Rio de Janeiro, Leonel Brizola, anunciou a construção de um local definitivo para os desfiles. O projeto foi executado pelo arquiteto Oscar Niemeyer e concluído em cinco meses, sendo inaugurado no dia 2 de março de 1984. Inicialmente denominado Avenida dos Desfiles, o local ficou popularmente conhecido como "sambódromo", termo criado pelo então vice-governador do Rio, Darcy Ribeiro, idealizador da obra. O sambódromo foi construído na Rua Marquês de Sapucaí, onde desde 1978 eram realizados os desfiles das escolas de samba. Pela primeira vez, o desfile da primeira divisão do carnaval carioca foi dividido em duas noites. A ideia, sugerida pela AESCRJ, foi acatada pela Riotur devido a grande quantidade de escolas de samba. Ficou definido que uma escola seria campeã da primeira noite de desfiles (iniciada no domingo) e outra escola venceria a segunda noite (iniciada na segunda-feira), sendo que os dois desfiles teriam comissões julgadoras diferentes. No sábado seguinte aos desfiles seria realizada uma nova apresentação, valendo o título de supercampeã, disputada pelas três primeiras colocadas do desfile de domingo mais as três melhores classificadas do desfile de segunda-feira e as duas primeiras colocadas do Grupo 1-B (a segunda a divisão do carnaval). A Beija-Flor participou da segunda noite de desfiles, competindo com Estácio de Sá; Unidos da Ponte; Mocidade Independente; Vila Isabel; Imperatriz Leopoldinense; e Mangueira. Sexta e penúltima agremiação a se apresentar, a Beija-Flor realizou um desfile luxuoso, mas "frio". Especialistas apontaram que o samba-enredo, composto e interpretado pelos irmãos Nêgo e Neguinho da Beija-Flor, não animou o público presente no Sambódromo. O enredo desenvolvido por Joãosinho Trinta exaltou a força do povo brasileiro e o seu potencial para transformar o país. A ideia surgiu através do mutirão organizado em Nilópolis pelo próprio carnavalesco. Com a transferência de Juju Maravilha para a União da Ilha, Élcio PV indicou sua esposa, Dóris, para substituí-la, marcando a estreia dela como porta-bandeira no carnaval. Élcio PV recebeu o Estandarte de Ouro de melhor mestre-sala. A Beija-Flor obteve o terceiro lugar do "desfile de segunda-feira". A escola conseguiu a pontuação máxima em Evolução, Harmonia e Mestre-sala e Porta-bandeira, perdendo pontos nos demais quesitos. Com o resultado, a escola se classificou para disputar o Supercampeonato que foi realizado no sábado seguinte ao carnaval, também no sambódromo. A Beija-Flor se classificou em quinto lugar. A escola foi penalizada em todos os quesitos, com destaque para o Samba-enredo, que perdeu seis pontos. Seguindo o regulamento do Supercampeonato, os quesitos Alegorias e Adereços, Enredo e Fantasias não foram avaliados.
Em julho de 1984, a Beija-Flor foi uma das agremiações fundadoras da Liga Independente das Escolas de Samba do Rio de Janeiro (LIESA). Dirigentes de dez das principais escolas de samba do Rio decidiram se desligar da AESCRJ e fundar a nova entidade com o objetivo de administrar o desfile do grupo principal, negociar diretamente a subvenção com Prefeitura e os direitos de imagem com as emissoras de televisão, além de controlar e repartir o lucro dos desfiles com as agremiações. Ainda em 1984, Farid Abrahão David assumiu a presidência da Beija-Flor, substituindo seu irmão, Nelson Abrahão David, que ocupava o posto desde 1972.
- 1985: "A Lapa de Adão e Eva"

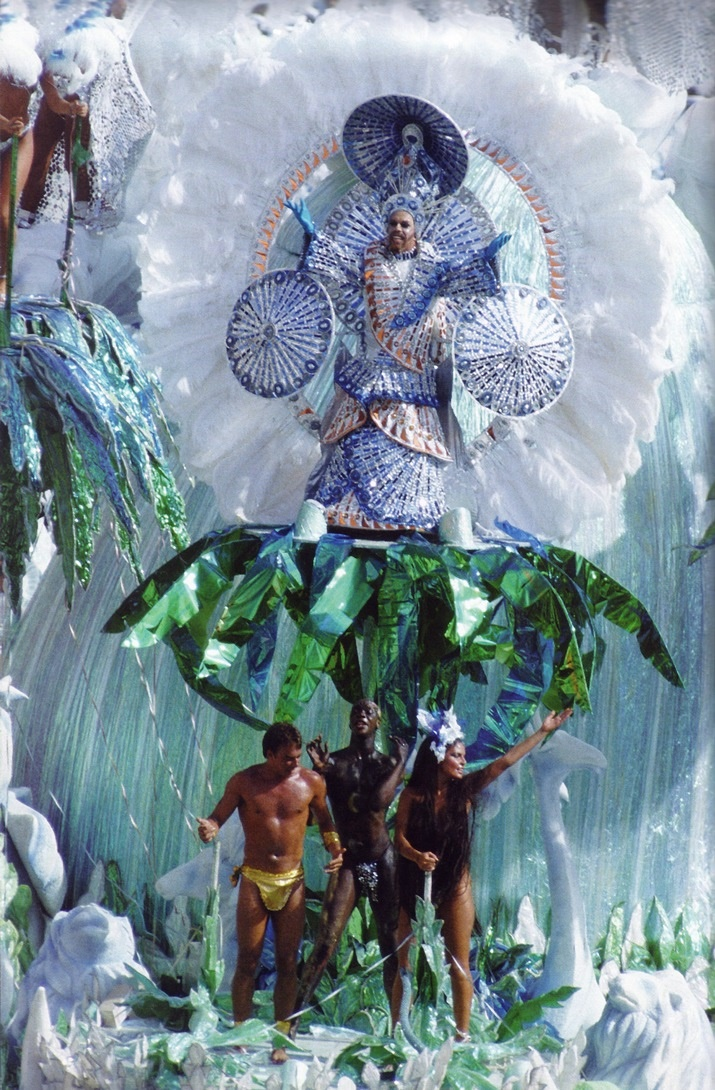
Paulo César Grande (Adão), Márcia Porto (Eva), Jorge Lafond (Madame Satã) e Jésus Henrique (O Criador) no abre-alas da Beija-Flor no carnaval de 1985.

Para o carnaval de 1985, Joãosinho Trinta criou um enredo fantasioso transportando a história bíblica de Adão e Eva para a cidade do Rio de Janeiro. No delírio proposto pelo carnavalesco, Adão era o primeiro malandro da Lapa; Eva era a Garota de Ipanema; a serpente era Madame Satã; e a maçã (fruto proibido) era uma banana. Ainda segundo o enredo, Adão e Eva eram expulsos do paraíso (Lapa) indo parar em Sodoma e Gomorra (Praça Tiradentes). A Beija-Flor foi a sexta das oito escolas que se apresentaram na segunda noite (segunda-feira) do Grupo 1-A de 1985. A Beija-Flor iniciou sua apresentação quase seis horas após o horário previsto devido a uma sucessão de atrasos nos desfiles anteriores. Preparada para desfilar de madrugada, a escola fez um alto investimento na iluminação de suas alegorias, mas acabou desfilando de dia, por volta das oito horas da manhã, inutilizando os efeitos de iluminação. No carro abre-alas, o ator Paulo César Grande desfilou representando Adão, a atriz Márcia Porto desfilou como Eva, e Jorge Lafond como a serpente (Madame Satã). Acima deles, o destaque de luxo Jésus Henrique simbolizou "O Criador". Também participaram do desfile, Claudia Raia e Xuxa. Especialistas elogiaram o desfile, apontando a escola como uma das favoritas ao título, junto com a Mocidade Independente, que desfilou com o histórico "Ziriguidum 2001, Um Carnaval nas Estrelas". Beija-Flor e Mocidade empataram em primeiro lugar na avaliação do júri da Rede Globo. As duas escolas também foram apontadas como favoritas pelos comentaristas da Rede Manchete e da Rede Bandeirantes. A Beija-Flor foi vice-campeã do carnaval com seis pontos de diferença para a campeã, Mocidade. A escola de Nilópolis conseguiu a pontuação máxima na maioria dos quesitos, mas perdeu um ponto em Fantasias; um ponto em Samba-enredo; três pontos em Comissão de Frente; e três pontos em Enredo. A Beija-Flor foi a escola mais premiada do Estandarte de Ouro de 1985, recebendo três prêmios: melhor intérprete para Neguinho da Beija-Flor; melhor ala; e Destaque Feminino para Pinah.
- 1986: "O Mundo É Uma Bola"

A Beija-Flor foi a segunda escola a se apresentar na segunda noite (segunda-feira) do Grupo 1-A do carnaval de 1986. No ano da Copa do Mundo do México, a Beija-Flor realizou um desfile sobre o futebol. O desfile lembrou a origem milenar do esporte na China, no Japão e no Afeganistão, a criação do jogo moderno na Inglaterra, e a chegada do futebol ao Brasil. Os times "grandes" do Rio de Janeiro (América, Botafogo, Flamengo, Fluminense e Vasco) tiveram suas próprias alegorias. O carro abre-alas tinha a reprodução da bola oficial da Copa do Mundo daquele ano (Azteca da Adidas), sendo o primeiro caso de merchandising explícito no carnaval. No início da apresentação, uma forte chuva atingiu o Sambódromo, perdurando durante todo o desfile. O temporal inundou a pista e os componentes desfilaram com água batendo na altura das canelas, sob o barulho de trovões e relâmpagos. Segundo relato do jornal O Globo, a escola "esquentou ao invés de esfriar os ânimos, ganhou mais garra e levou o público ao delírio. Foram 78 minutos cronometrados de desfile sob um aguaceiro que, quanto mais aumentava, mais levantava a escola". O desfile é comumente listado por especialistas como um dos momentos mais marcantes do carnaval carioca. Especialistas elogiaram a apresentação, apontando a Beija-Flor como uma das favoritas ao título de campeã. O júri da Rede Globo elegeu a escola de Nilópolis como a melhor do ano. A Beija-Flor recebeu o Estandarte de Ouro de melhor escola, além dos prêmios de melhor passista masculino para Moisés Francisco, Destaque Masculino para Jésus Henrique e Prêmio Especial para Joãosinho Trinta. Assim como no ano anterior, a Beija-Flor ficou com o vice-campeonato, o quarto de sua história. A escola conseguiu a pontuação máxima na maioria dos quesitos, perdendo apenas dois pontos em Evolução e dois pontos em Samba-Enredo, se classificando a três pontos de diferença da campeã, Mangueira. O desfile é tema de um dos capítulos do livro Por que perdeu? (2018), do jornalista Marcelo de Mello, que lista dez desfiles derrotados que fizeram história. A reprodução da bola Azteca foi cedida à organização da Copa do México para ser utilizada na cerimônia de abertura do evento, em maio de 1986.
- 1987: "As Mágicas Luzes da Ribalta"

Para o carnaval de 1987, a Beija-Flor escolheu um enredo sobre a história do teatro, desde as mitologias indiana e grega, passando pelo kabuki japonês, o teatro medieval, a Commedia dell'arte, Shakespeare, e finalizando com a história do teatro brasileiro, homenageando nomes como Martins Pena, Oswald de Andrade, Vianinha, Nelson Rodrigues e Maria Clara Machado, além de abordar o Teatro de Revista, o teatro de bonecos mamulengos e o próprio carnaval. A Beija-Flor foi a sexta das oito escolas que se apresentaram na primeira noite (segunda-feira) do Grupo 1 (antigo 1-A). O Jornal do Brasil elogiou a apresentação, apontando que "foi um desfile sensacional. Novamente a escola não tinha um bom samba e alguns carros, que deveriam inflar seus detalhes, não funcionaram [...] O visual, no entanto, continua irresistível. Os carros monumentais de Joãosinho Trinta definitivamente entraram para a história do carnaval". Já o jornal O Globo criticou o desfile, apontando que foi "agressivo com a plateia aqueles carros mais altos que as arquibancadas, inatingíveis para quem está no nível do chão [...] Nesse carnaval, como faltara os materiais necessários, a verticalização sem o luxo costumeiro transformou a escola num desfile de andaimes enlouquecidos". A Beija-Flor recebeu o Estandarte de Ouro pela ala de crianças, que desfilou com máscaras e leques orientais, representando a Ópera de Pequim. Com o desfile, a Beija-Flor se classificou em quarto lugar. A escola conseguiu a pontuação máxima na maioria dos quesitos, perdendo apenas um ponto em Bateria; dois pontos em Conjunto; e três pontos em Samba-enredo. Após o carnaval, Anísio Abraão David deixou a presidência da LIESA, reassumindo a presidência da Beija-Flor.
- 1988: "Sou Negro, do Egito à Liberdade"

O ano de 1988 marcou os cem anos da assinatura da Lei Áurea e algumas escolas, como Beija-Flor, Mangueira e Vila Isabel, escolheram enredos sobre o tema. No enredo desenvolvido por Joãosinho Trinta para a Beija-Flor, orixás foram "sincretizados" com deuses egípcios: Oxalá com Osíris; Xangô com Hórus; Iemanjá com Ísis; Oxóssi com Anúbis; e Oxum com Hator. Segundo o carnavalesco, que teve ajuda de historiadores, "o Egito foi uma grande civilização negra. Mas os historiadores europeus, com sua visão colonialista, nunca a reconheceram como uma nação africana". Terceira escola a se apresentar na segunda noite (segunda-feira) do Grupo 1, a Beija-Flor realizou um desfile luxuoso. Segundo o jornal O Globo, a escola fez um desfile "com majestade e pompa, digno daqueles que acabaram campeões [...] Apresentou a raça negra cercada de tanto luxo, beleza e riqueza, que só pode ter representado os gloriosos tempos africanos pré-tráfico negreiro". O Jornal do Brasil apontou que "a escola veio afinada e altiva [...] o samba, quase medíocre, foi superado pela paixão [...] A Beija-Flor já foi melhor e Joãosinho Trinta mais surpreendente. Mas a escola não se afastou um milímetro de seu compromisso com a beleza". O ritmista Jerônimo Souza Barreto recebeu o Estandarte de Ouro de personalidade do ano. Segundo o júri da premiação, "em meio ao desfile a bateria atravessou. Jerônimo correu para o centro do grupo e fez com que os principais marcadores parassem e recomeçassem a marcação, salvando a escola". A Beija-Flor se classificou em terceiro lugar no carnaval de 1988, um ponto atrás da vice-campeã, Mangueira, e dois pontos atrás da campeã, Vila Isabel, que desfilou com o antológico "Kizomba, Festa da Raça". A Beija-Flor conseguiu a pontuação máxima na maioria dos quesitos, perdendo apenas um ponto em Enredo; um ponto em Harmonia; e um ponto em Samba-enredo.
- 1989: "Ratos e Urubus, Larguem Minha Fantasia"

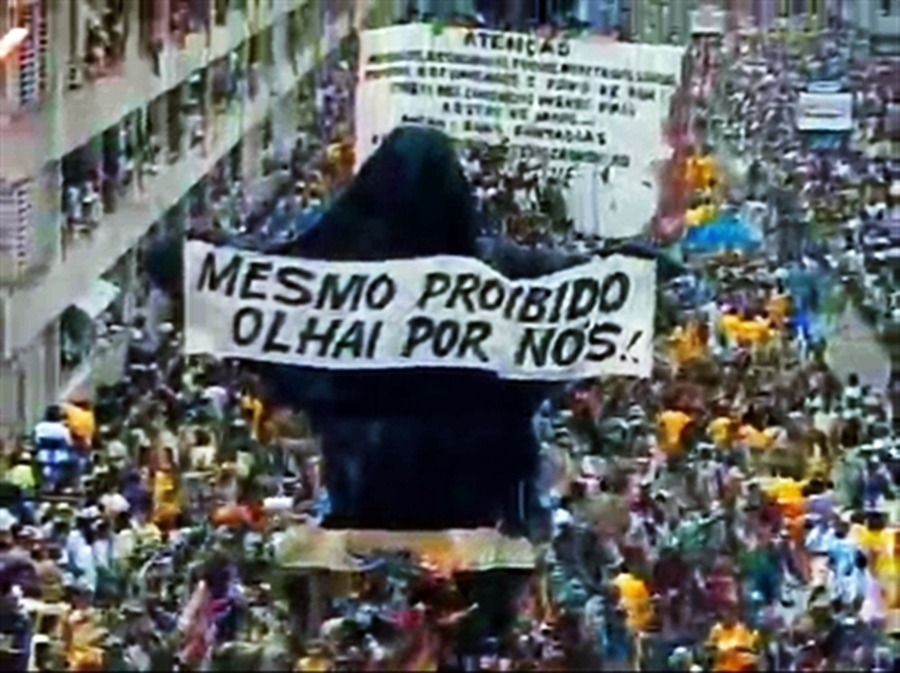
O "Cristo mendigo" proibido no histórico desfile de 1989 da Beija-Flor.

Criticado pelo excesso de luxo em seus carnavais, o carnavalesco Joãosinho Trinta decidiu dar uma respostar aos seus críticos com o enredo "Ratos e Urubus, Larguem Minha Fantasia". Acusado de não saber trabalhar com pouco dinheiro, Joãosinho preparou um desfile usando materiais baratos, sucata e sobras de carnavais anteriores. O enredo apresentou uma crítica social utilizando o lixo como metáfora para questionar temas como política, sexo e religião. Após um desentendimento com Joãosinho Trinta, o mestre-sala Élcio PV se desligou da Beija-Flor junto com sua esposa, Dóris. Um concurso foi realizado para a escolha do novo casal de mestre-sala e porta-bandeira da escola, sendo vencido por Marco Aurélio e Rosária. A Beija-Flor foi a oitava e penúltima escola a se apresentar na segunda noite (segunda-feira) do Grupo 1 de 1989. No sábado de antevéspera do desfile, a 15.ª Vara Cível do Rio acatou um pedido da Arquidiocese do Rio de Janeiro para proibir a escola de desfilar com uma escultura do Cristo Redentor caracterizado de mendigo. O diretor de carnaval, Laíla, teve então a ideia de cobrir a escultura com um plástico preto e pendurar uma faixa com a inscrição "Mesmo proibido, olhai por nós!", transformando o carro abre-alas do desfile numa das imagens mais marcantes do carnaval contemporâneo. Antes do desfile, uma nova decisão judicial liberou a escola de apresentar o "Cristo mendigo", como ficou conhecida a alegoria, mas Joãosinho decidiu manter a escultura coberta, alegando que "tiraram a proibição do papel, mas não do pensamento". O diretor teatral Amir Haddad e seu grupo Tá na Rua foram responsáveis pela Comissão de Frente e por interpretar os mendigos do carro abre-alas. A imprensa aclamou o desfile com adjetivos como "chocante", "inovador", "apoteótico", "incrível" e "revolucionário", listando a Beija-Flor entre as favoritas ao título de campeã. O público presente no Sambódromo também aclamou a escola com aplausos e gritos de "campeã". Em pesquisa realizada pela Rádio Globo com o público no Sambódromo, a Beija-Flor foi eleita a melhor escola das duas noites. A Beija-Flor foi a campeã do Estandarte de Ouro, recebendo quatro prêmios: melhor escola; melhor enredo; Personalidade do Ano para Joãosinho Trinta; e melhor mestre-sala para Marco Aurélio. "Ratos e Urubus" é comumente listado entre os melhores desfiles da história do carnaval carioca.
A Beija-Flor foi a vice-campeã do carnaval de 1989 no critério de desempate após somar a mesma pontuação que a Imperatriz Leopoldinense. Dos trinta julgadores, apenas três não deram nota máxima à Beija-Flor, sendo que as três notas foram descartadas, seguindo o regulamento do concurso. Porém, as notas descartadas seriam utilizadas para efeito de desempate. A escola de Nilópolis obteve três notas abaixo da máxima, enquanto a Imperatriz recebeu nota máxima de todos os jurados, conquistando o título de campeã. No quesito Samba-enredo, a Imperatriz recebeu três notas máximas com o histórico "Liberdade, Liberdade, Abre as Asas sobre Nós", enquanto a Beija-Flor recebeu uma nota nove. O julgador João Máximo alegou que o refrão da Beija-Flor ("Leba larô, ô ô ô ô/ Ebo lebará laiá laiá ô") era ofensivo à língua portuguesa. O trecho é uma saudação às entidades de rua (Exus e Pombajiras), contempladas em parte do enredo. Pedro Ângelo, do quesito Conjunto, deu nota nove alegando que "a partir da metade do desfile, as alas se embolaram". Cláudio Cunha, do quesito Evolução, deu nota nove alegando que a escola abriu um espaço ("buraco") em sua frente. No Desfile das Campeãs, a Beija-Flor desfilou com três bonecos de malhação de Judas representando os três jurados que lhe tiraram pontos. A Justiça voltou a proibir a exibição do "Cristo mendigo" e da faixa pendurada nele, mas, durante o desfile, os componentes da alegoria arrancaram o plástico preto, sob aplausos do público, deixando apenas a cabeça do Cristo coberta. O desfile inspirou um dos versos da música "Reconvexo" (1989), de Caetano Veloso, que questiona "Quem não seguiu o mendigo Joãosinho Beija-Flor?". Também é tema de um dos capítulos do livro Por que perdeu? (2018), do jornalista Marcelo de Mello, que lista dez desfiles derrotados que fizeram história no carnaval carioca.

### Década de 1990
- 1990: "Todo Mundo Nasceu Nu"

Em 1989, a modelo Enoli Lara desfilou nua na União da Ilha do Governador, o que levou a LIESA a criar uma regra proibindo a chamada "genitália desnuda" nos desfiles. Inspirado nessa regra, o carnavalesco Joãosinho Trinta criou o enredo "Todo Mundo Nasceu Nu", sobre a evolução da civilização. A Beija-Flor foi a sexta das oito escolas que se apresentaram na primeira noite (domingo) do Grupo Especial (antigo Grupo 1) de 1990. Antes do desfile, uma das alegorias da escola se chocou contra um cabo de alta tensão, matando o empurrador Fernando Flaviano Machado, de 26 anos de idade, e ferindo outros dois colaboradores que ajudavam a empurrar o carro. Por causa do acidente, a alegoria "Tradição" e o carro que vinha atrás, "Gigante Adormecido", ficaram de fora do desfile. A imprensa classificou o enredo da escola como "confuso". Segundo o Jornal do Brasil, "fantasias pesadas e uma confusão de alas tentaram explicar a teoria do enredo". Para O Globo, "a violenta beleza dos carros, a variedade excessiva de alas, a falta de relação entre elas, e a pretensão do enredo devem ter causado ressaca e consequente apatia do público". Joãosinho apostou em alegorias com movimentos e efeitos de luz e fumaça. Em cima de uma alegria que simulava um vulcão, Jorge Lafond desfilou pelado, com o pênis coberto por uma malha transparente decorada com confetes, o que levou a LIESA, no ano seguinte, a proibir também as genitálias pintadas ou decoradas. Com o desfile, a Beija-Flor conquistou o vice-campeonato do carnaval de 1990 por um ponto de diferença para a campeã, Mocidade Independente. Dos trinta julgadores do carnaval, apenas seis não deram nota máxima à escola, sendo que quatro dessas notas foram descartadas, seguindo o regulamento do concurso. Ao todo, a agremiação perdeu apenas um ponto, no quesito Enredo.

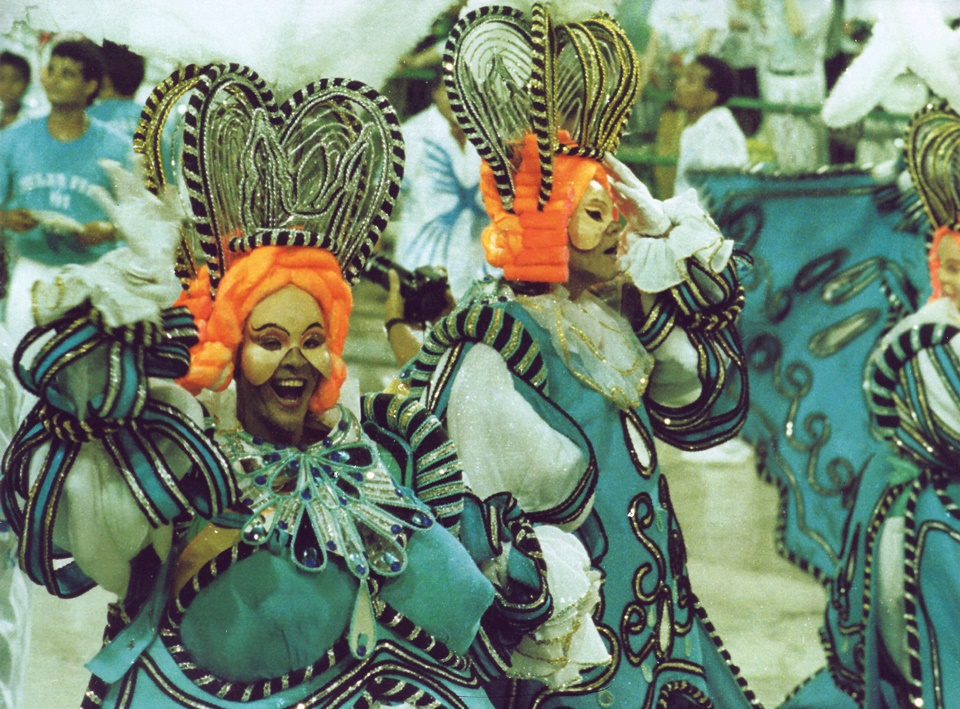
Comissão de Frente da Beija-Flor em 1991.

- 1991: "Alice no Brasil das Maravilhas"

Presidente da Beija-Flor entre 1972 e 1983, Nelson Abrahão David reassumiu a presidência da escola. Para o carnaval de 1991, Joãosinho Trinta desenvolveu um enredo irônico e bem humorado, de crítica social, adaptando a obra Alice no País das Maravilhas para a realidade brasileira. O tema foi inspirado numa exposição homônima montada por Joãosinho no Sesc São Paulo em 1989. A Beija-Flor foi a quinta das oito escolas que se apresentaram na primeira noite (domingo) do Grupo Especial de 1991. Em sua crítica, O Globo listou a Beija-Flor entre as melhores escolas da primeira noite, mas apontou que a agremiação "não conseguiu empolgar o público como fizera em outros carnavais". Com o desfile, a Beija-Flor se classificou em quarto lugar. A escola conseguiu a pontuação máxima apenas no quesito Bateria, perdendo muitos pontos nos demais quesitos. O quesito mais despontuado foi Evolução, com a perda de 2,5 pontos.
- 1992: "Há Um Ponto de Luz na Imensidão"

O então presidente da escola, Nelson Abrahão David, cometeu suicídio com um tiro no ouvido. A presidência da escola foi assumida pelo vice, Luiz Carlos Duarte Baptista. Com um desfile sobre a televisão, a Beija-Flor foi a última das oito escolas que se apresentaram na primeira noite (domingo) do Grupo Especial de 1992. O desfile, sob chuva fina, teve a participação de diversos famosos. Xuxa, Angélica e Mara Maravilha desfilaram no carro dos programas infantis. Os Trapalhões foram destaque na alegoria do humor. No carro alegórico da novela Escrava Isaura, Lucélia Santos. Na alegoria da novela Pantanal, Sérgio Reis, Marcos Palmeira e Marcos Winter. No carro "Ciências e Culturas", dois componentes desfilaram pelados, o que era proibido pelo regulamento, resultando numa penalização de dois pontos para a Beija-Flor. A atriz Ana Darce, de 26 anos de idade, desfilou com a genitália pintada com tinta prateada; enquanto o ator Torez Bandeira, de dezoito anos, desfilou com o pênis decorado com purpurina azul. A escola ainda teve outros problemas como falha de acabamento em fantasias e alegorias e componentes com fantasias incompletas. Após o desfile, o carnavalesco Joãosinho Trinta anunciou seu desligamento da Beija-Flor após dezessete carnavais na escola. A Beija-Flor se classificou em sétimo lugar no carnaval de 1992, seu pior resultado desde 1975. A escola conseguiu a pontuação máxima apenas no quesito Conjunto, perdendo muitos pontos nos demais quesitos. O quesito mais despontuado foi Alegorias, com a perda de quatro pontos.
- 1993: "Uni-duni-tê, a Beija-Flor Escolheu: É Você"

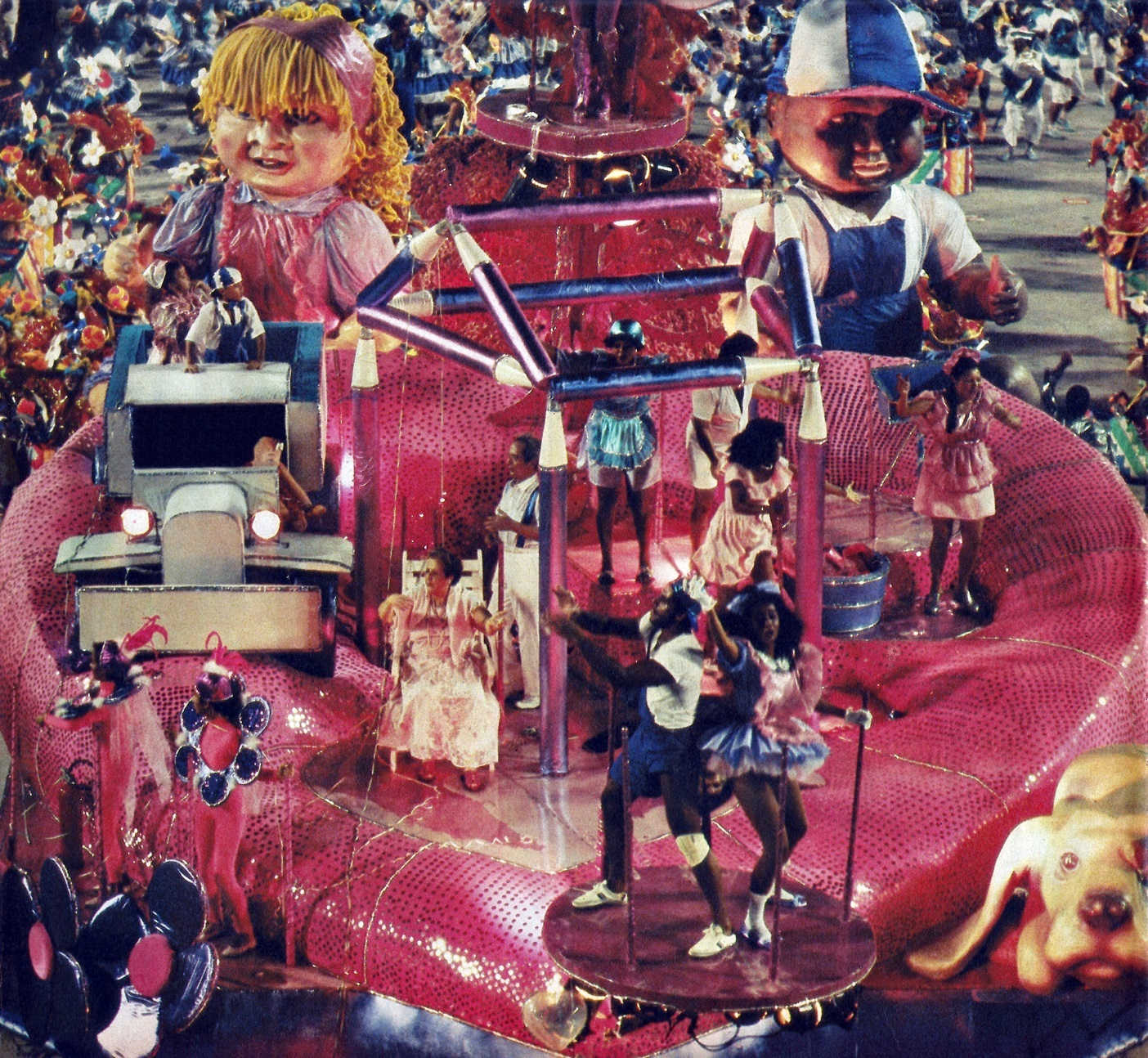
Alegoria da Beija-Flor em 1993, tendo como destaque Alexandre Frota vestido de criança.

Para o carnaval de 1993, a Beija-Flor promoveu diversas mudanças em sua equipe. Edmar e Juju Maravilha assumiram o posto de primeiro casal de mestre-sala e porta-bandeira; enquanto Mestre Odilon assumiu o comando da bateria. A escola contratou a carnavalesca Maria Augusta, que desenvolveu um enredo sobre a infância, imprimindo seu estilo de fantasias e alegorias leves e coloridas, que a consagrou na União da Ilha na década de 1970. A Beija-Flor foi a sexta e penúltima escola a se apresentar na segunda noite (segunda-feira) do Grupo Especial. Segundo o Jornal do Brasil, a escola desfilou "livre, leve e solta, sem artistas nos carros, com crianças como destaque e, principalmente, com meia Nilópolis nas alas [...] deixou de lado o luxo e a riqueza, baixou a bola e optou pela simplicidade". O jornal O Globo apontou que a escola desfilou "alegre, leve e colorida [...] Ao contrário do gigantismo de seu antecessor (Joãosinho Trinta), os carros mais baixos criados por Maria Augusta surpreenderam pela simplicidade e criatividade". A sexta alegoria da escola quebrou ainda na concentração e não participou do desfile. Neide Tamborim foi premiada com o Estandarte de Ouro de melhor passista. Com o desfile, a Beija-Flor obteve o terceiro lugar, garantindo seu retorno ao Desfile das Campeãs após ter ficado de fora em 1992. Dos trinta julgadores do carnaval, apenas sete não deram nota máxima à escola. Ao todo, a agremiação perdeu 3,5 pontos, sendo: um ponto em Alegorias; um ponto em Fantasias; meio ponto em Conjunto; meio ponto em Samba-enredo; e 1,5 pontos em Comissão de Frente. Após o carnaval, o diretor Laíla se desligou da escola. Anos mais tarde, Neguinho da Beija-Flor assumiu que cantou o samba desmotivado após assistir ao Salgueiro, que desfilou antes com o histórico "Peguei Um Ita no Norte".
- 1994: "Margareth Mee, a Dama das Bromélias"

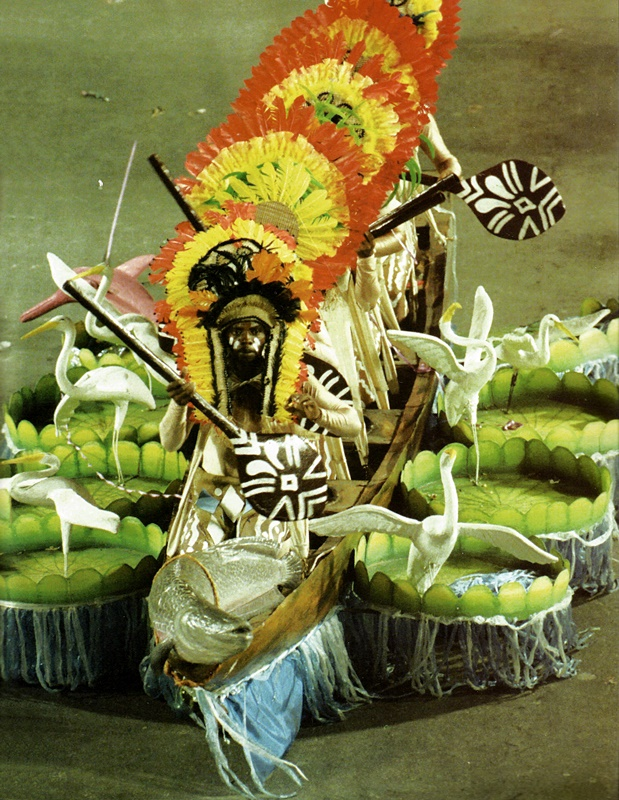
Ala "Canoas Indígenas", vencedora do Estandarte de Ouro de 1994.

Durante a preparação para o carnaval de 1994, o patrono da escola - Anísio Abraão David - foi preso durante uma operação em que vários contraventores foram detidos, incluindo presidentes de outras agremiações. Presidente da Beija-Flor entre 1984 e 1986, Farid Abrahão David reassumiu a presidência da escola. A agremiação realizou um concurso para escolher o seu novo carnavalesco. Venceu o paraense Milton Cunha, que fez sua estreia como carnavalesco. O enredo escolhido para 1994 homenageou Margaret Mee, botânica inglesa, especializada em plantas da Amazônia brasileira, morta em 1988. Por causa do enredo, Milton Cunha escolheu utilizar matérias-primas da Amazônia como capim seco, bambu, sapê, cascas de árvores, palhas e folhas. A Beija-Flor foi a quinta das oito escolas que se apresentaram na segunda noite (segunda-feira) do Grupo Especial. Segundo o jornal O Globo, a escola desfilou bem, mas foi recebida com frieza pelo público. O Jornal do Brasil também apontou que a escola "não empolgou". A agremiação enfrentou problemas em sua apresentação. A alegoria "Flor do Cactus da Lua" quebrou ainda na concentração e não participou do desfile. A última alegoria da escola pegou fogo durante o desfile após um curto-circuito no gerador do carro. As labaredas atingiram dois metros de altura, mas os bombeiros controlaram o fogo rapidamente e permaneceram em cima do carro durante todo o desfile, que completou o percurso sob aplausos do público. Dos 28 componentes que estavam em cima da alegoria, apenas quatro permaneceram no carro, os demais pularam para a pista de desfile. A atriz Jaciê de Oliveira teve parte de sua fantasia queimada. Um outro componente sofreu queimadura de segundo grau na mão. O carro alegórico "Lendas e Mitos da Amazônia", que teve a atriz Betty Faria como destaque, também teve um princípio de incêndio rapidamente controlado após o desfile. Ao final da apresentação, componentes precisaram acelerar o passo para não ultrapassar o tempo limite de desfile. A ala "Canoas Indígenas" recebeu o prêmio Estandarte de Ouro. Com o desfile, a Beija-Flor se classificou em quinto lugar. A escola conseguiu a pontuação máxima nos quesitos Bateria, Comissão de Frente, Enredo e Fantasias, perdendo pontos nos demais quesitos.
- 1995: "Bidu Sayão e o Canto de Cristal"

Terceira escola a se apresentar na primeira noite (domingo) do Grupo Especial de 1995, a Beija-Flor realizou um desfile em homenagem a cantora lírica carioca Bidu Sayão. O desfile foi dividido em dez setores, cada qual com a predominância de determinada cor: branco, prata, amarelo, laranja, rosa, vermelho, azul, lilás, verde e preto. Um coral com cerca de duzentos sopranos liderados pelo contratenor Edson Cordeiro e a cantora lírica Neti Szpilman, desfilaram junto com Neguinho da Beija-Flor, fazendo o contracanto no refrão do samba-enredo. A bateria da escola desfilou com doze instrumentistas do Theatro Municipal do Rio e da Orquestra Sinfônica Brasileira tocando violino. Aos 92 anos de idade, Bidu Sayão desfilou na última alegoria, junto com o carnavalesco Milton Cunha, que recebeu críticas por sua euforia, sendo acusado de querer "aparecer" mais que a homenageada. Ao final do desfile, a cantora foi "esquecida" no Sambódromo pela direção da escola por quase duas horas, até que o presidente da Liesa, Paulo de Almeida, conseguiu um táxi para levá-la de volta pra casa. A Beija-Flor se classificou em terceiro lugar no carnaval de 1995. A escola conseguiu a pontuação máxima na maioria dos quesitos, perdendo apenas meio ponto no quesito Conjunto e meio ponto no quesito Mestre-sala e Porta-bandeira. O desfile marcou o retorno do diretor Laíla à escola.

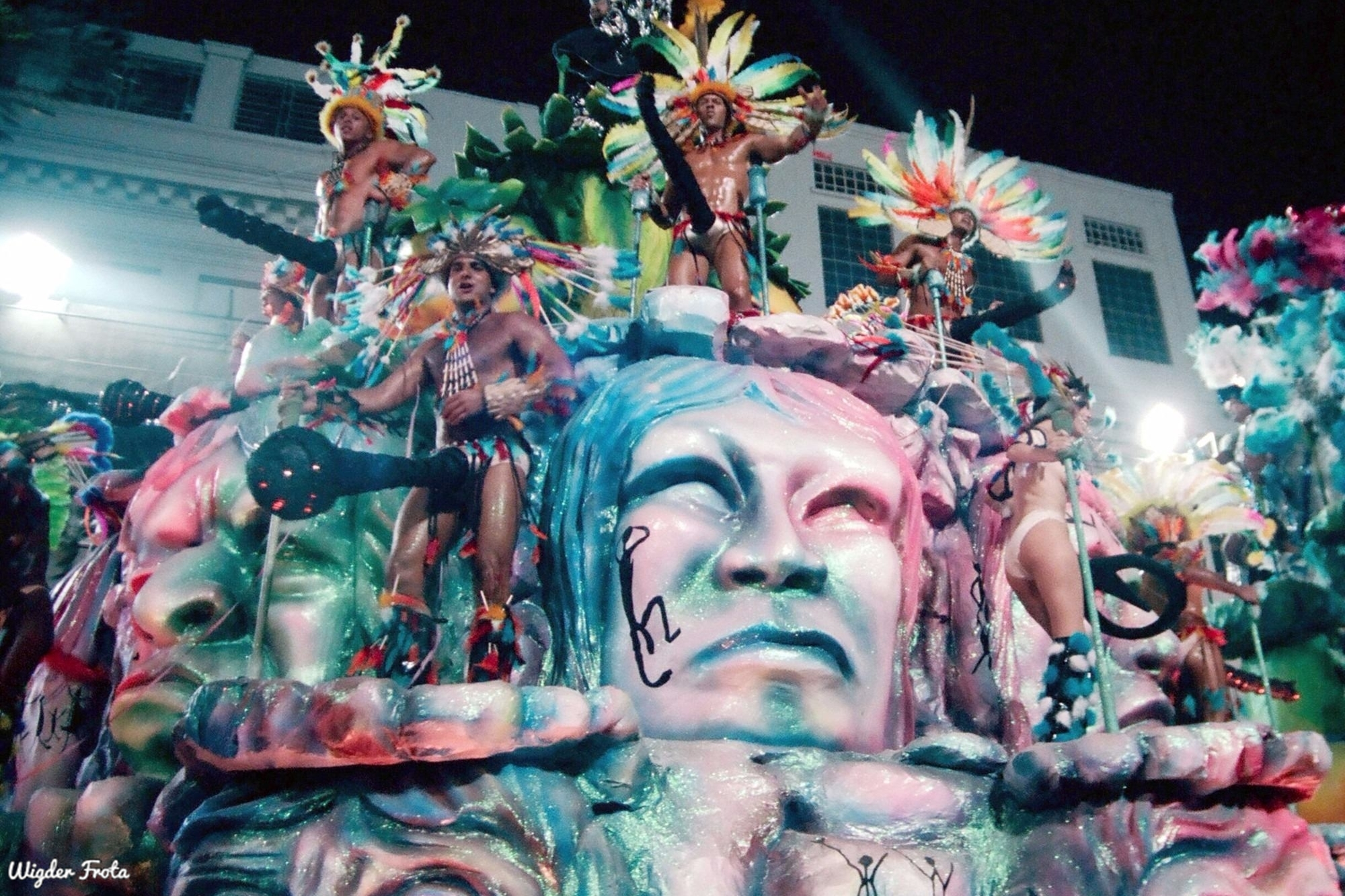
A polêmica alegoria das genitálias no desfile da Beija-Flor em 1996.

- 1996: "Aurora do Povo Brasileiro"

A Beija-Flor foi a sétima das nove escolas que se apresentaram na segunda noite (segunda-feira) do Grupo Especial de 1996. A escola realizou um desfile bem-humorado sobre a História pré-cabralina do Brasil (etapa anterior à chegada dos portugueses no país). Causou polêmica uma alegoria sobre pinturas rupestres da Serra da Capivara na qual componentes desfilaram com reproduções de pênis gigantes de um metro em meio, em referência às pinturas eróticas encontradas no local. A imprensa listou o desfile entre os melhores do ano. Para a Folha de S.Paulo, "Imperatriz, Mocidade e Beija-Flor foram as escolas mais aplaudidas pelo público que compareceu ao Sambódromo". Segundo O Globo, a escola apresentou "homens puxando mulheres pelo cabelo, órgão sexuais gigantes sacudidos para o alto, alegorias diferentes de tudo que passou antes e depois no carnaval. Inovou, mas não abalou. O pecado da Beija-Flor foi o samba, que não empolgou a plateia [...] Os carros estiveram geniais, mas os trajes apenas bons". O desfile marcou a estreia de Claudinho e Selminha Sorriso como primeiro casal de mestre-sala e porta-bandeira, substituindo Edmar e Juju Maravilha. Claudinho recebeu os prêmios Estandarte de Ouro e Troféu Manchete de melhor mestre-sala do ano. A Beija-Flor foi a terceira colocada no carnaval de 1996, repetindo a classificação do ano anterior. A escola conseguiu a pontuação máxima na maioria dos quesitos, perdendo apenas meio ponto no quesito Comissão de Frente e meio ponto no quesito Conjunto.
- 1997: "A Beija-Flor É Festa na Sapucaí"

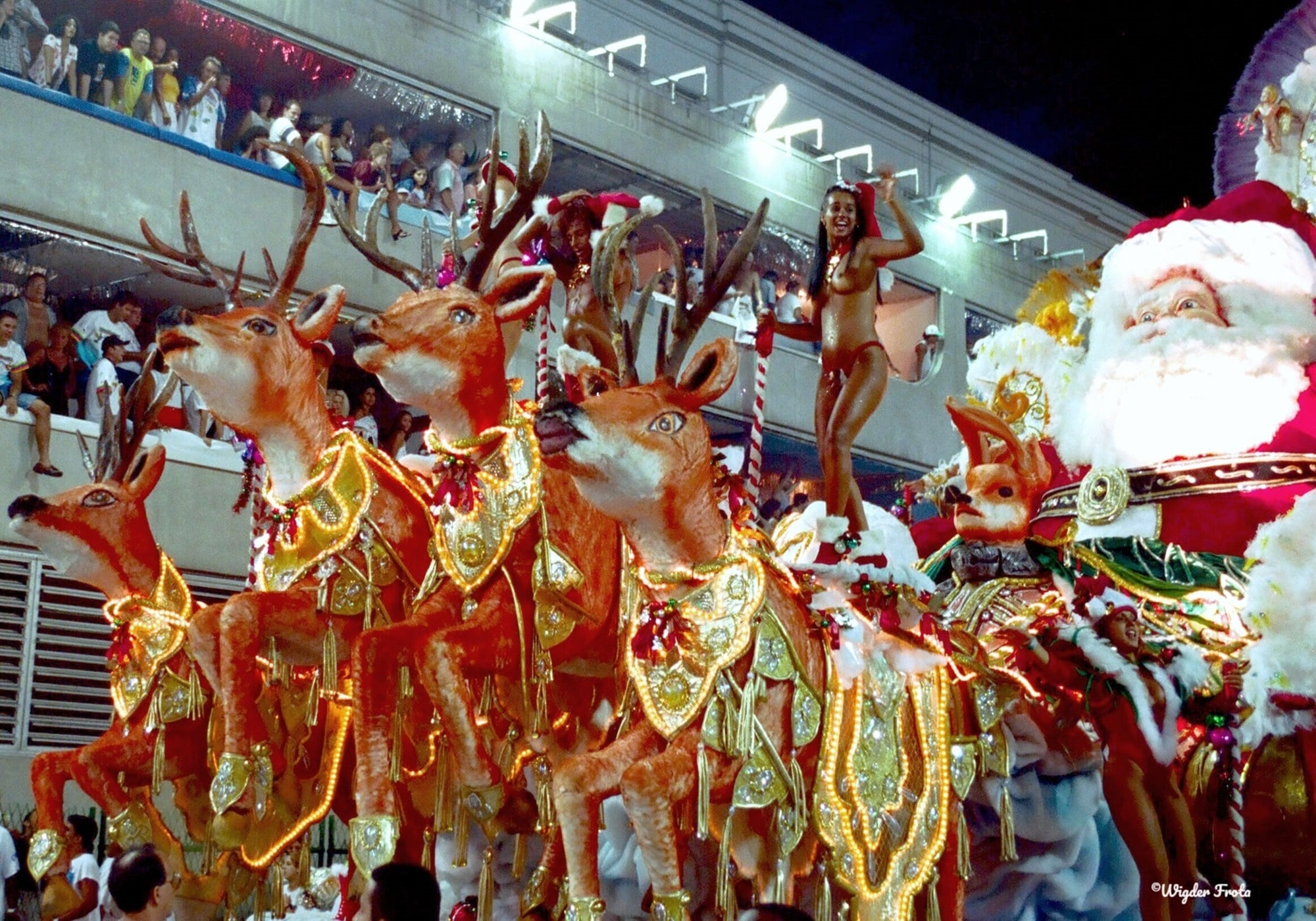
Alegoria do Natal encerrou o desfile da Beija-Flor no carnaval de 1997.

Para o carnaval de 1997, a Beija-Flor escolheu um enredo sobre festas populares. O tema foi sugerido por um estudante de 19 anos de idade, morador de Goiânia, chamado Fernando França Mello, que escreveu uma carta ao presidente da escola, Farid Abrão David, sugerindo o enredo. A Beija-Flor foi a sétima das oito escolas que se apresentaram na segunda noite (segunda-feira) do Grupo Especial. Alas e alegorias fizeram referência a festas como Réveillon, Natal, Festas juninas, Páscoa, Carnaval, Dia das Mães, Dia dos Pais, Halloween, entre outras. A escola também incluiu no enredo o cinquentenário de sua cidade-sede, Nilópolis, comemorado em 1997. O desfile marcou a estreia de Mestre Plínio no comando da bateria e Ghislaine Cavalcanti como coreógrafa da Comissão de Frente. O Globo e Folha de S.Paulo elogiaram as alegorias da escola, mas apontaram que o desfile não empolgou o público presente no Sambódromo. Claudinho e Selminha receberam o Troféu Manchete de melhores mestre-sala e porta-bandeira do ano. A ala de baianinhas, que desfilou com fantasia de bolo dos cinquenta anos de Nilópolis, recebeu o Estandarte de Ouro de melhor ala. Com o desfile, a Beija-Flor se classificou em quarto lugar. A escola conseguiu a pontuação máxima na maioria dos quesitos, perdendo apenas um ponto no quesito Evolução e um ponto no quesito Samba-enredo. Após o desfile, o carnavalesco Milton Cunha se desligou da escola, se transferindo para a União da Ilha.
- 1998: "O Mundo Místico dos Caruanas nas Águas do Patu-Anu"

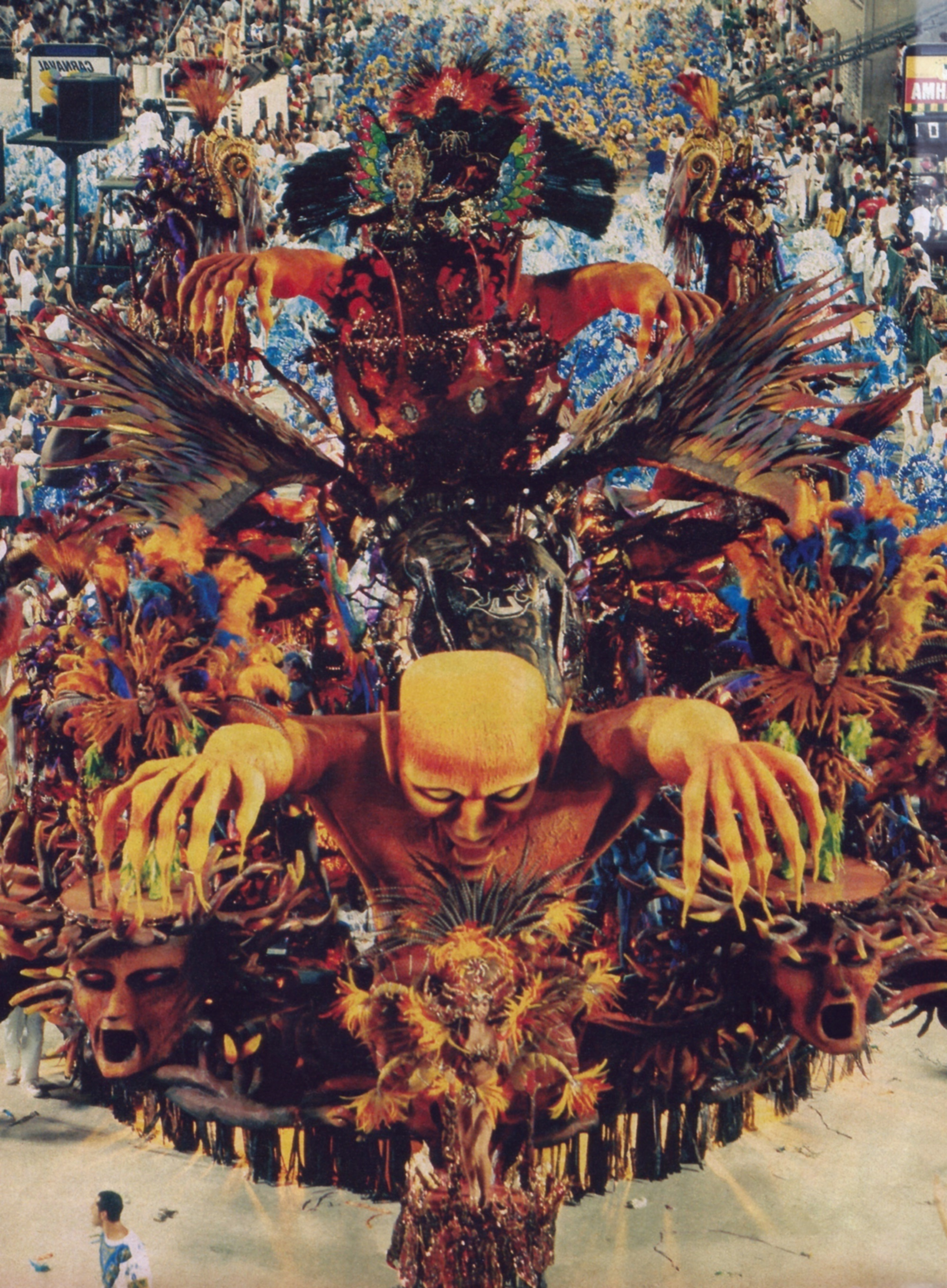
Desfile da Beija-Flor em 1998.

Passando por um jejum de quatorze anos sem títulos, a Beija-Flor decidiu inovar no carnaval de 1998. O diretor de carnaval, Laíla, montou uma comissão de carnavalescos para confeccionar o desfile. Segundo Laíla, a comissão teve por objetivo eliminar os problemas causados pela "centralização" e pelo "egocentrismo" dos carnavalescos. A primeira formação da Comissão de Carnaval da Beija-Flor teve a participação de Cid Carvalho, Fran Sérgio, Amarildo de Mello, Ubiratan Silva, Paulo Fuhro, Victor Santos, Nelson Ricardo de Andrade e Anderson Müller. Cid, Ubiratan e Fran Sérgio já trabalhavam como assistentes na Beija-Flor. Amarildo de Mello venceu o concurso da escola para a escolha do enredo de 1998. Dupla classificada em segundo lugar no concurso, Victor Santos e Paulo Fyuhro também foram convidados para integrar a Comissão. Filho de Anísio Abraão David, o ator Anderson Müller era o único participante do grupo que não tinha experiência com o trabalho de carnavalesco. Quinta das sete escolas que se apresentaram na segunda noite (segunda-feira) do Grupo Especial, a Beija-Flor realizou um desfile sobre lendas dos indígenas marajoaras, baseado no livro O Mundo Místico dos Caruanas e a Revolta de Sua Ave, lançado em 1993 pela Pajé Zeneida Lima, que prestou consultoria aos carnavalescos e participou do desfile. Após articulação do Governo do Pará, empresários paraenses contribuíram com cerca de 300 mil reais para o desfile. A imprensa elogiou o luxo e o bom gosto das alegorias e fantasias, mas classificou o desfile como "frio", apontando que a escola não conseguiu animar o público presente no Sambódromo. A equipe de transmissão da Rede Manchete elogiou a apresentação da Beija-Flor, concedendo três prêmios à agremiação: melhor escola; melhor porta-bandeira para Selminha; e melhor mestre-sala para Claudinho. Selminha ainda recebeu o Estandarte de Ouro de melhor porta-bandeira. Apesar de não ser apontada como favorita pela imprensa, a Beija-Flor conquistou o título do carnaval de 1998 empatada com a Mangueira. Dos 45 julgadores, apenas quatro não deram nota máxima à escola, sendo que as quatro notas foram descartadas, seguindo o regulamento do concurso, que previa o descarte das menores notas de cada quesito. Como as notas descartadas não poderiam ser contadas para o desempate, Beija-Flor e Mangueira somaram a mesma pontuação válida em todos os quesitos, dividindo o título do ano. Com a vitória, a Beija-Flor conquistou seu sexto título de campeã do carnaval carioca. No Desfile das Campeãs, a Beija-Flor recebeu vaias do público presente no Sambódromo.
- 1999: "Araxá, Lugar Alto Onde Primeiro Se Avista o Sol"

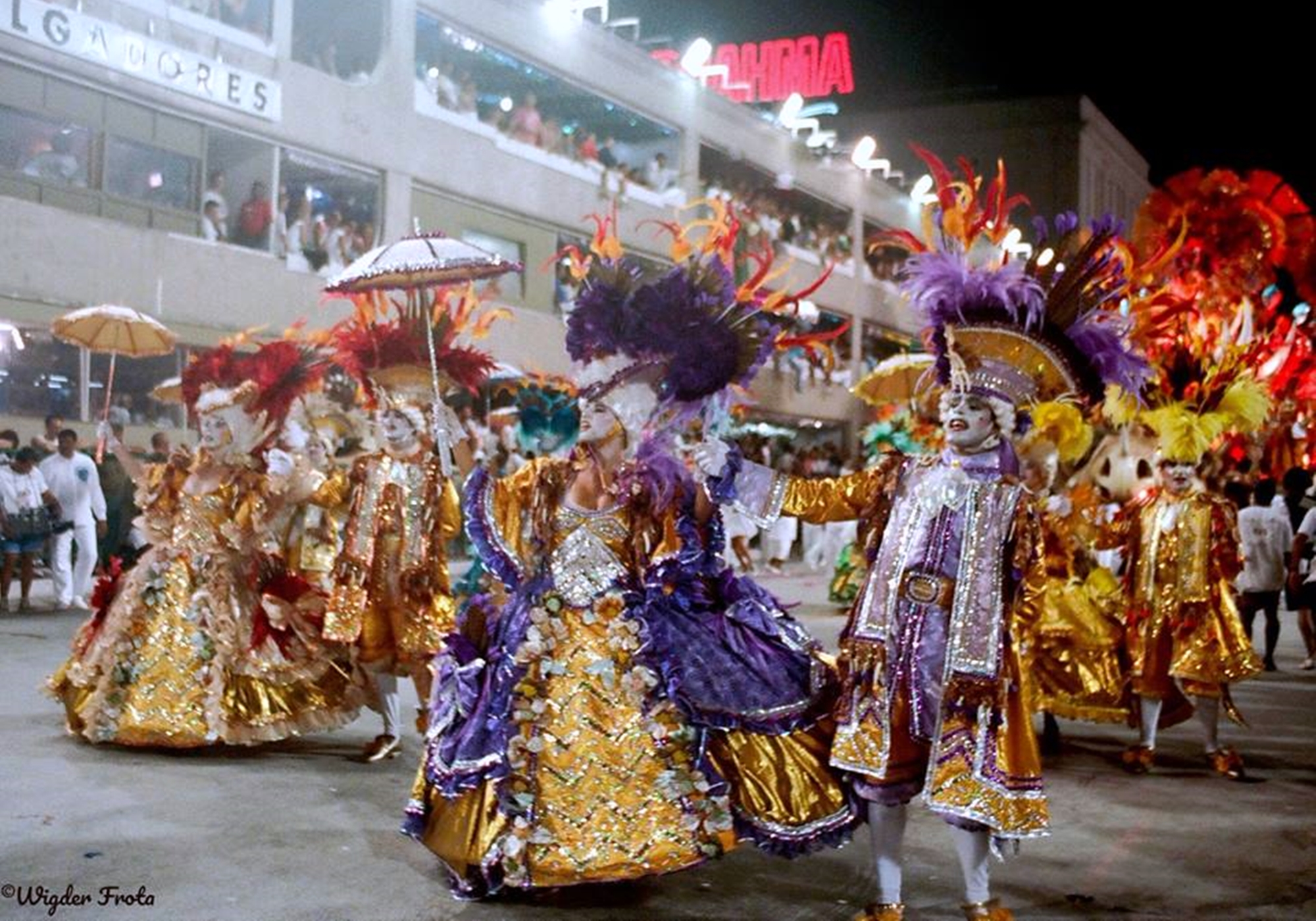
Comissão de Frente da Beija-Flor no carnaval de 1999.

Tentando conquistar o bicampeonato consecutivo, a Beija-Flor escolheu um enredo sobre a cidade mineira de Araxá. A Beija-Flor foi a sexta das sete escolas que se apresentaram na segunda noite (segunda-feira) do Grupo Especial de 1999. A imprensa elogiou o desfile, listando a escola entre as favoritas ao título de campeã. A agremiação apresentou alegorias e fantasias luxuosas e recebeu gritos de "bicampeã" do público presente no Sambódromo. O cantor Belo participou da gravação do samba-enredo para o álbum de 1999 e conduziu o samba no desfile junto com o intérprete Neguinho da Beija-Flor. O samba-enredo do desfile, elogiado pela crítica especializada como um dos melhores do ano, recebeu os prêmios Estandarte de Ouro e Tamborim de Ouro. A Beija-Flor ainda recebeu o Tamborim de Ouro de melhor escola; melhor porta-bandeira pra Selminha; e melhor mestre-sala para Claudinho. Com o desfile, a Beija-Flor conquistou o vice-campeonato do carnaval de 1999 por meio ponto de diferença para a campeã, Imperatriz Leopoldinense. Dos 27 julgadores do carnaval, apenas dois não deram nota máxima à escola. Ao todo, a agremiação perdeu apenas um ponto, sendo: cinco décimos no quesito Evolução; e cinco décimos em Harmonia.

### Década de 2000

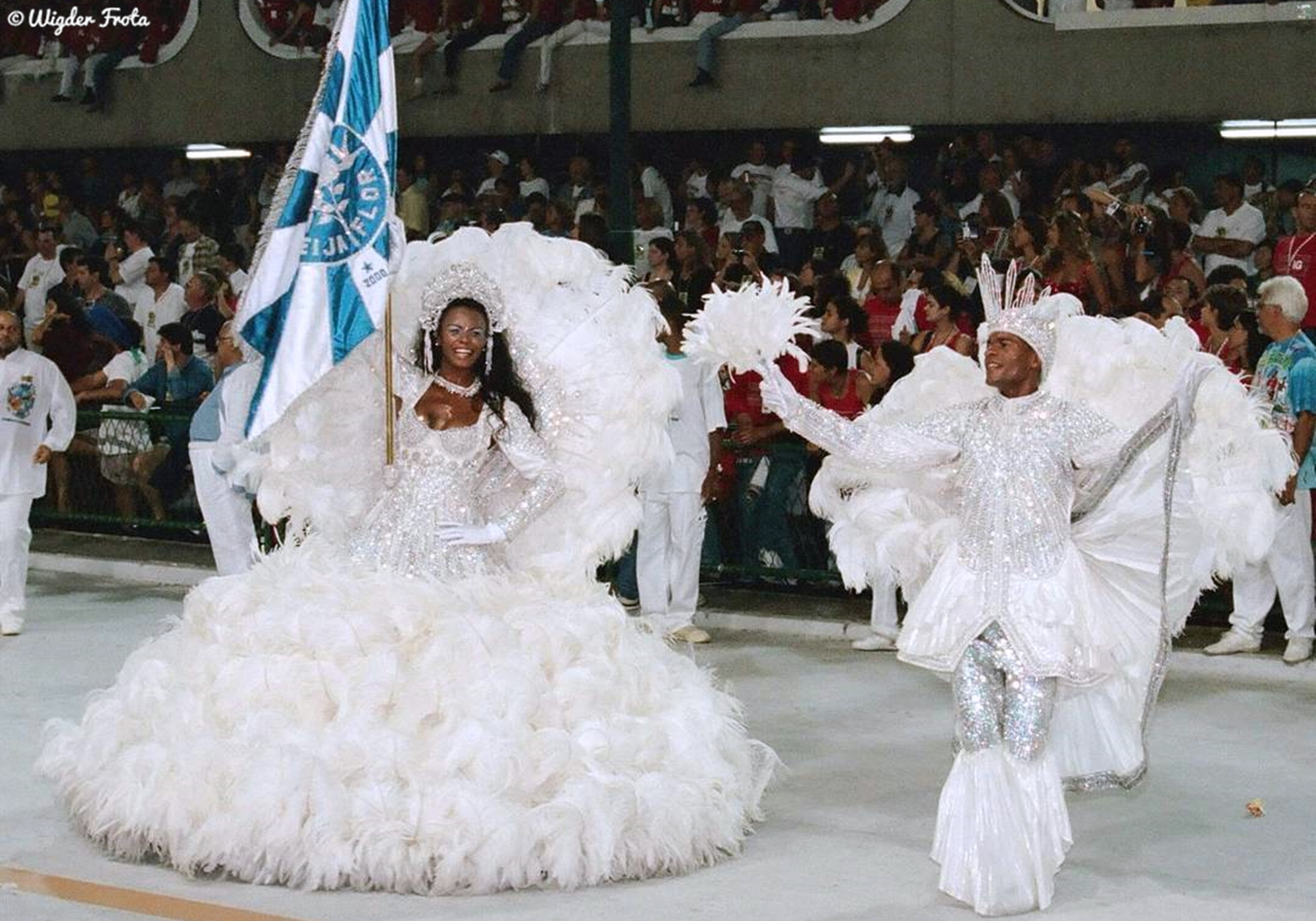
Selminha e Claudinho no desfile de 2000. Casal recebeu o Tamborim de Ouro. Selminha também recebeu o Estandarte de Ouro.

- 2000: "Brasil, Um Coração que Pulsa Forte. Pátria de Todos ou Terra de Ninguém?"

Em comemoração ao aniversário de quinhentos anos da descoberta do Brasil pelos portugueses, a LIESA decidiu que os enredos das escolas abordariam períodos específicos do país. A própria Liga forneceu 21 opções temáticas para as agremiações. Cada escola recebeu uma quantia extra de quinhentos mil reais da Prefeitura do Rio de Janeiro para confeccionar os desfiles. O enredo escolhido pela Beija-Flor apontou uma "conspiração celestial" que uniu brancos, negros e indígenas para formar o povo brasileiro, transformando o Brasil na "pátria de todos os povos". O tema foi inspirado no livro Brasil, Coração do Mundo, Pátria do Evangelho, que tem autoria atribuída a Humberto de Campos, alegadamente psicografada pelo médium Chico Xavier. A escola ainda recebeu seiscentos mil reais da Prefeitura de São Vicente para homenagear a cidade no enredo. O samba-enredo do desfile aponta São Vicente como "a primeira cidade do Brasil" e "berço da democracia", por ter realizado em 1532 a primeira eleição na América. A Beija-Flor foi a sexta das sete escolas que se apresentaram na segunda noite (segunda-feira) do Grupo Especial. A imprensa classificou o enredo como confuso, mas listou a escola entre as favoritas ao título. Assim como no ano anterior, a Beija-Flor conquistou o vice-campeonato por meio ponto de diferença para a campeã, Imperatriz Leopoldinense. Dos trinta julgadores do carnaval, apenas dois não deram nota máxima à escola. Ao todo, a agremiação perdeu apenas um ponto, sendo: cinco décimos no quesito Mestre-sala e Porta-bandeira; e cinco décimos em Conjunto. Selminha e Claudinho receberam o prêmio Tamborim de Ouro. Selminha também recebeu o Estandarte de Ouro de melhor porta-bandeira.
- 2001: "A Saga de Agotime, Maria Mineira Naê"

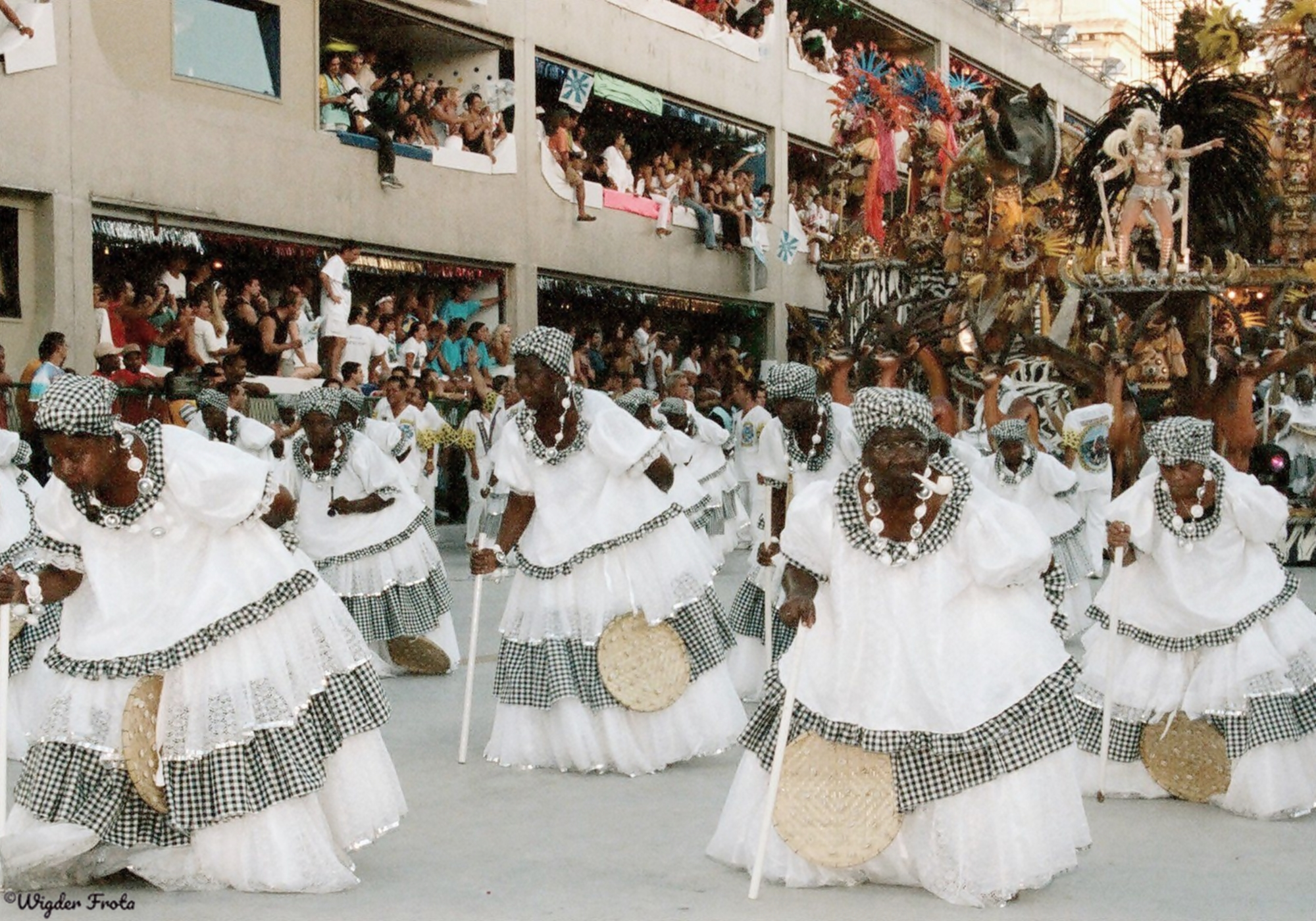
Ala das pretas-velhas foi um dos destaques do desfile da Beija-Flor no carnaval de 2001.

Para o carnaval de 2001, a Beija-Flor escolheu um enredo sobre Nã Agotimé, uma rainha africana que, acusada de feitiçaria por cultuar voduns, foi escravizada e traficada ao Brasil pelo próprio afilhado. Após conseguir sua liberdade, foi para o Maranhão, onde fundou a Casa das Minas, voltando a cultuar os voduns. A ideia do enredo surgiu quando a escola preparava o desfile de 1998, que era baseado num livro da pajé Zeneida Lima, tataraneta de Agotimé, que contou aos carnavalescos a história de sua tataravô. Sétima e última escola a se apresentar na primeira noite (domingo) do Grupo Especial, a Beija-Flor iniciou seu desfile com o dia amanhecendo. A imprensa aclamou o desfile, apontando a escola como favorita ao título de campeã. Vários destaques foram elogiados na apresentação. Na Comissão de Frente, uma componente mascarada, vestida de rainha, trocava de roupa, revelando uma fantasia de pantera negra. Logo depois, desfilou uma ala de senhoras idosas, caracterizadas de pretas-velhas, com bengala, cachimbo e guias no pescoço. As senhoras passaram todo o desfile numa coreografia com a coluna curvada para frente. Em outra ala coreografada, cerca de setecentos componentes, representando escravizados, simulavam movimentos de balanço do mar. A bateria utilizou instrumentos ligados a temática africana, como atabaques e xequerês. A escola apresentou alegorias e fantasias luxuosas, e foi saudada pelo público presente no Sambódromo com aplausos e gritos de "campeã" durante toda a sua apresentação. Em pesquisa realizada pelo IBOPE com o público no Sambódromo, Beija-Flor e Grande Rio foram eleitas as melhores escolas das duas noites. A Beija-Flor recebeu o Estandarte de Ouro de melhor escola e de melhor enredo. Também recebeu cinco prêmios do Tamborim de Ouro: melhor porta-bandeira para Selminha; melhor mestre-sala para Claudinho; melhor Comissão de Frente; melhor ala das baianas; e melhor ala de crianças. Apesar do amplo favoritismo apontado por especialistas, a Beija-Flor foi vice-campeã pelo terceiro ano consecutivo, com meio ponto de diferença para a Imperatriz Leopoldinense. Dos trinta julgadores do carnaval, apenas uma não deu nota máxima à escola, enquanto a Imperatriz recebeu nota máxima de todos. A julgadora Vera Rupp deu nota 9,5 às alegorias da Beija-Flor por causa de um carro danificado e pela falta de uma destaque em outra alegoria. O carro danificado foi o segundo do desfile. Segundo a Folha de S.Paulo, a alegoria bateu num poste e perdeu parte de sua lateral. A derrota da Beija-Flor é constantemente listada entre as maiores injustiças da história do carnaval. O desfile é tema de um dos capítulos do livro Por que perdeu? (2018), do jornalista Marcelo de Mello, que lista dez desfiles derrotados que fizeram história.
- 2002: "O Brasil Dá o Ar de Sua Graça. De Ícaro a Rubem Berta, o Ímpeto de Voar"

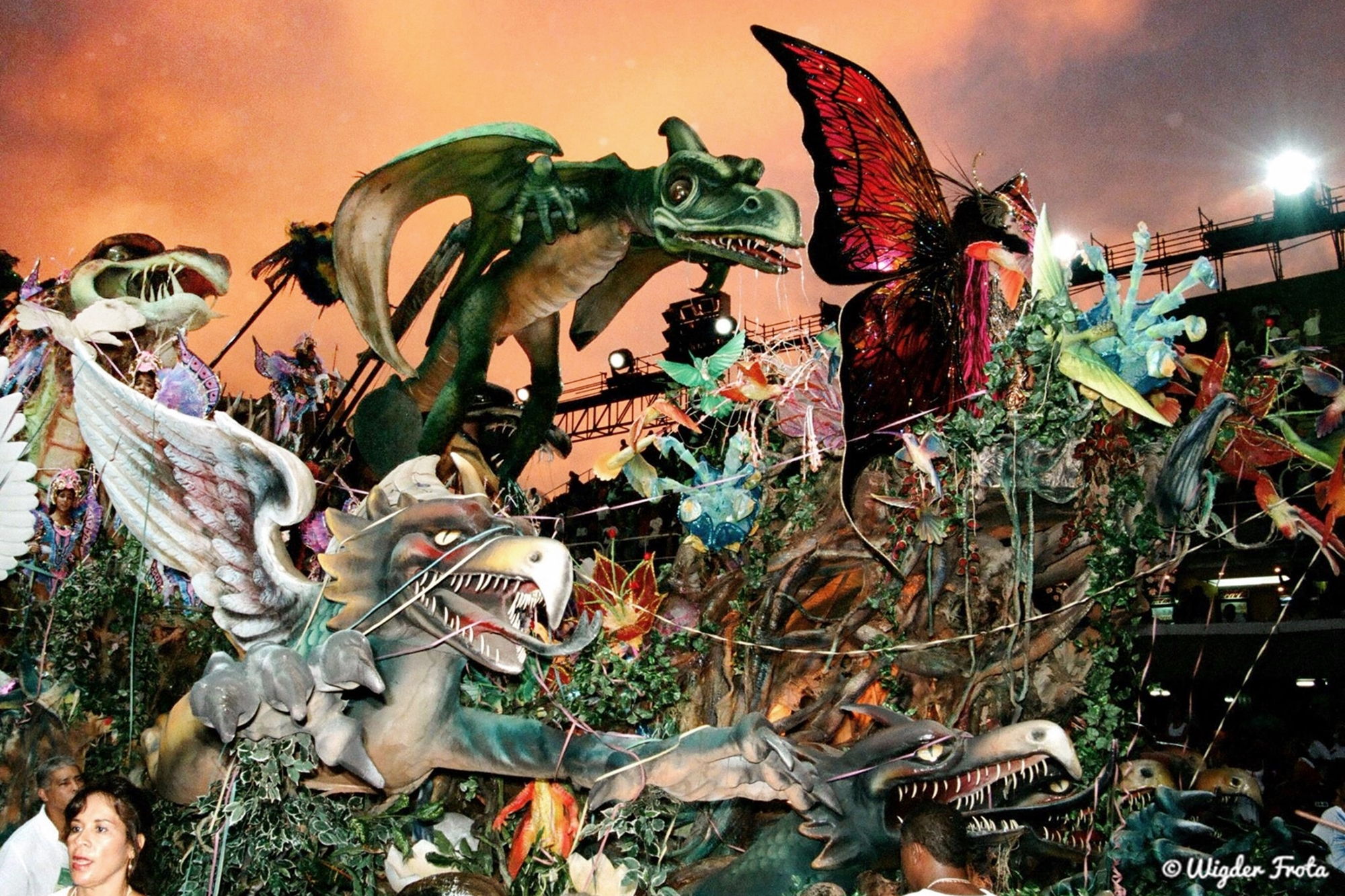
Abre-alas da Beija-Flor no desfile de 2002.

Após um título e três vice-campeonatos consecutivos, a Beija-Flor chegou ao carnaval de 2002 apontada por especialistas como favorita. Sétima e última escola a se apresentar na primeira noite (domingo) do Grupo Especial, a Beija-Flor realizou um desfile sobre o ato de voar, patrocinado pela Varig. Antes da Beija-Flor, o Salgueiro realizou um desfile sobre aviação, patrocinado pela Tam, o que gerou comparações entre as duas. Porém, enquanto o Salgueiro focou na história da aviação, a Beija-Flor abordou o ato de voar, desde aves e insetos, passando pela mitologia de Ícaro e suas asas de cera, até chegar à aviação e a corrida espacial. A escola iniciou sua apresentação com o dia claro, sendo saudada pelo público presente no Sambódromo com gritos de "campeã". A escola inovou ao colocar o casal de mestre-sala e porta-bandeira, Claudinho e Selminha, após a Comissão de Frente, ideia posteriormente adotada pelas outras agremiações. A imprensa elogiou o desfile, classificando a escola como a melhor da primeira noite. Neguinho da Beija-Flor, Selminha e Claudinho receberam os prêmios Estandarte de Ouro e Tamborim de Ouro. Pelo quarto ano consecutivo, a Beija-Flor ficou com o vice-campeonato. Dessa vez, com diferença de apenas um décimo para a campeã, Mangueira. Dos quarenta julgadores do carnaval, apenas dois não deram nota máxima à escola. Ao todo, a agremiação perdeu apenas seis décimos, sendo: cinco no quesito Alegorias e um em Fantasias. Indignado com a perda de décimos em Alegorias, o patrono da Beija-Flor, Anísio Abraão David, declarou que a derrota "foi um roubo" e ameaçou não levar os carros alegóricos da escola para o Desfile das Campeãs. Anísio mudou de ideia e a escola desfilou com suas alegorias, mas levou faixas de protesto contra a jurada que deu nota 9,5 aos seus carros alegóricos.
- 2003: "O Povo Conta a Sua História: Saco Vazio não Para em Pé. A Mão que Faz a Guerra Faz a Paz"

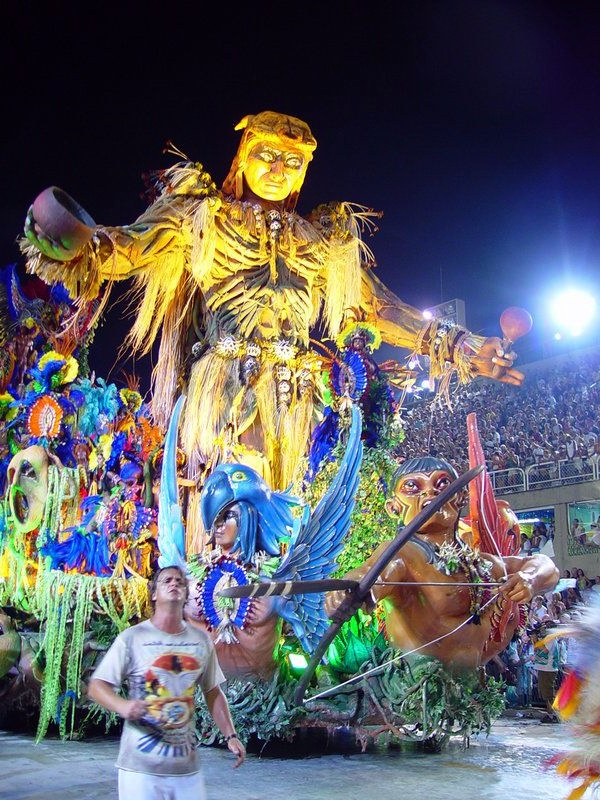
Desfile campeão da Beija-Flor em 2003.

A Beija-Flor foi a terceira escola a se apresentar na segunda noite (segunda-feira) do Grupo Especial de 2003. A escola realizou um "desfile-manifesto" pedindo paz e o fim da fome e de outras mazelas sociais brasileiras. Foram homenageados diversos líderes que, segundo o enredo, lutaram contra a opressão, como Zumbi dos Palmares, Tiradentes e Lampião. Torcedor declarado da escola, o então presidente do Brasil, Luiz Inácio Lula da Silva, foi homenageado com uma escultura na última alegoria do desfile. Eleito no final de 2002, Lula teve como uma de suas propostas de campanha o enfrentamento da fome e da miséria no país, o que resultou na criação do programa Fome Zero. Ex-presidente da Beija-Flor, Nelson Abrahão David, também foi homenageado com uma escultura na última alegoria do desfile, em referência aos programas sociais desenvolvidos pela agremiação. A apresentação teve diversas alas e alegorias dramatizadas com cenas do cotidiano, como assalto armado a carros, moradores de rua pedindo esmola e presos falando ao celular. O desfile foi encerrado por atores do Grupo Teatral Centro Cultural de Nilópolis encenando uma procissão. A imprensa elogiou o desfile, listando a escola entre as favoritas ao título de campeã. Em sua crítica, O Globo apontou que a Beija-Flor "fez um desfile perfeito", mas alertou que "o carro abre-alas sofreu avarias na concentração" e "entrou na avenida com partes incompletas e até quebradas". A Folha de S.Paulo classificou o desfile como "impecável", apontando que a escola "animou o público" e foi, junto com Mangueira, "as que mais arrancaram gritos de 'é campeã' do público presente no Sambódromo". O desfile marcou a estreia de Raíssa de Oliveira como rainha de bateria aos doze anos de idade. A Beija-Flor foi campeã do carnaval de 2003, conquistando seu sétimo título na folia carioca. A escola venceu a disputa com um ponto de vantagem sobre a vice-campeã, Mangueira, invertendo a posição do carnaval anterior. Foi a maior diferença de pontuação entre campeã e vice desde o carnaval de 1994, quando a Imperatriz venceu o Salgueiro por 3,5 pontos. Dos quarenta julgadores, apenas três não deram nota máxima à escola. Ao todo, a agremiação perdeu apenas quatro décimos, sendo: um décimo no quesito Alegorias; dois décimos em Enredo; e um décimo em Mestre-sala e Porta-bandeira. A Beija-Flor recebeu três prêmios do Estandarte de Ouro: melhor intérprete pra Neguinho da Beija-Flor; melhor ala para "Sou Nega Maluca Sim Senhor"; e revelação para o mestre-sala mirim Diego. Claudinho e Selminha receberam o prêmio Tamborim de Ouro.
- 2004: "Manôa, Manaus, Amazônia, Terra Santa: Alimenta o Corpo, Equilibra a Alma e Transmite a Paz"

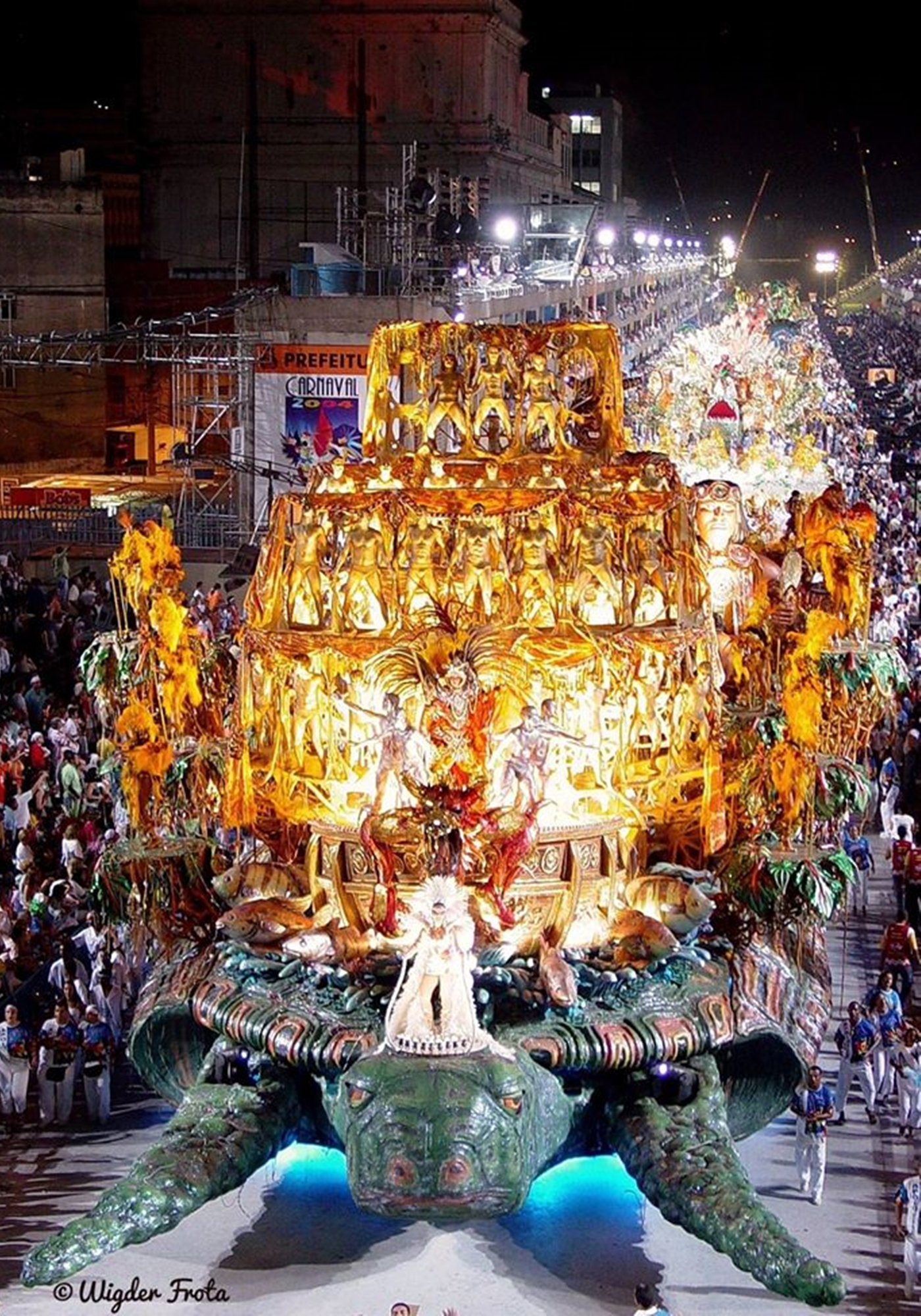
Carro abre-alas da Beija-Flor em 2004.

Tentando conquistar o segundo bicampeonato consecutivo de sua história, a Beija-Flor escolheu um enredo sobre a preservação da Amazônia e as riquezas da região de Manaus. Quinta escola a se apresentar na segunda noite (segunda-feira) do Grupo Especial, a Beija-Flor desfilou debaixo de forte chuva. A escola iniciou sua apresentação sendo saudada pelo público com gritos de "bicampeã". A imprensa elogiou o samba e a harmonia da escola, apontando que os componentes desfilaram empolgados; mas pontuou que a chuva prejudicou a evolução e causou problemas em alegorias e fantasias, o que tiraria pontos da agremiação nesses quesitos. O problema mais sério ocorreu na sexta alegoria, que tinha uma reprodução do Teatro Amazonas. O palco onde desfilaria a atriz Claudia Raia precisou ser retirado por questão de segurança. Sem a peça, o carro desfilou torto, com pedaços rasgados e fora do lugar. A atriz desfilou no chão, mas, com o piso escorregadio, levou quatro tombos ao longo do desfile. Outros componentes também caíram durante a apresentação, incluindo uma baiana, em frente a cabine de jurados. A chuva também danificou algumas fantasias, que se desmancharam ao longo da apresentação, além de aumentar o peso das indumentárias. As baianas mirins não conseguiram rodar a saia da fantasia devido ao peso. A Beija-Flor foi campeã do carnaval de 2004, conquistando seu oitavo título na folia carioca, com oito décimos de vantagem para a vice-campeã, Unidos da Tijuca, que realizou um desfile surpreendente, marcado pelo "carro do DNA", concebido pelo carnavalesco Paulo Barros. Apesar do equilíbrio dos desfiles e da expectativa de uma apuração acirrada, a Beija-Flor liderou toda a leitura das notas, conquistando o título com tranquilidade. Dos 39 julgadores, apenas oito não deram nota máxima à escola. Ao todo, a agremiação perdeu 1,3 pontos, sendo: cinco décimos no quesito Alegorias; um décimo em Comissão de Frente; quatro décimos em Conjunto; dois décimos em Evolução; e um décimo em Mestre-sala e Porta-bandeira. A Beija-Flor recebeu o prêmio Tamborim de Ouro de melhor escola e de melhor ala de baianas.
- 2005: "O Vento Corta as Terras dos Pampas. Em Nome do Pai, do Filho e do Espírito Guarani. Sete Povos na Fé e na Dor... Sete Missões de Amor"

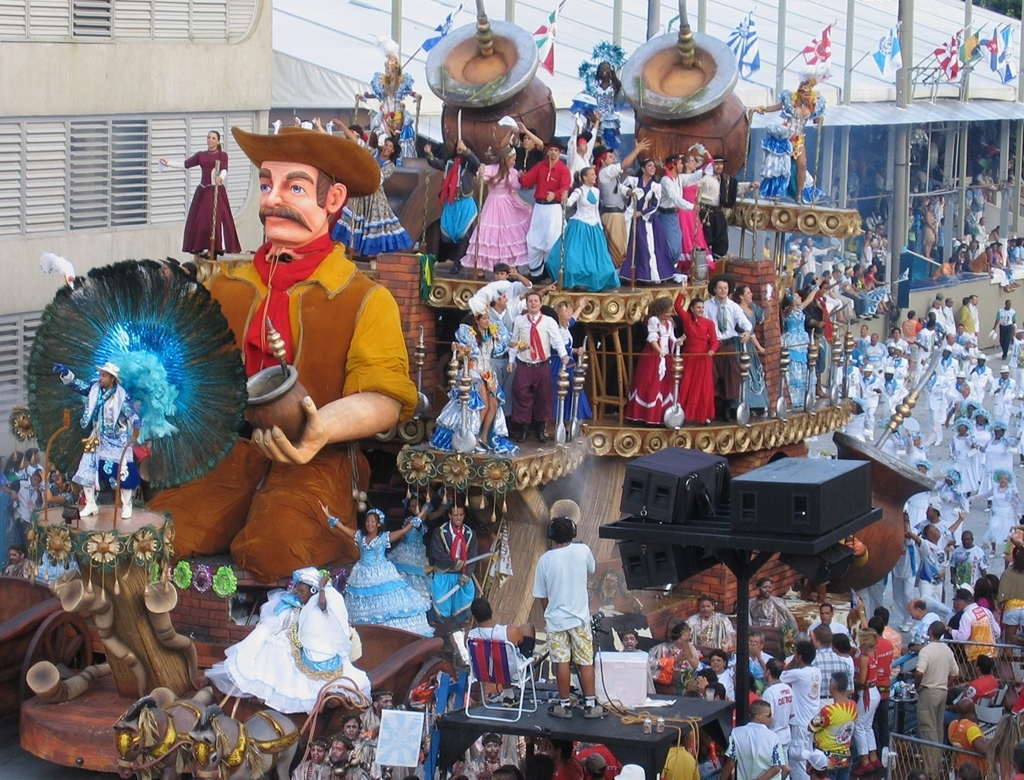
Desfile da Beija-Flor no carnaval de 2005.

Para tentar conquistar o segundo tricampeonato consecutivo de sua história, a Beija-Flor escolheu um enredo sobre as sete missões jesuíticas no Rio Grande do Sul. A escola recebeu patrocínio do estado gaúcho. O samba-enredo do desfile, assinado por onze compositores, foi resultado de uma junção de duas obras distintas. A Beija-Flor foi a última das sete escolas que se apresentaram na segunda noite (segunda-feira) do Grupo Especial, iniciando sua apresentação com o dia claro. A imprensa elogiou o desfile, apontando a escola entre as favoritas ao título. Em sua crítica, O Globo apontou que a escola fez uma apresentação "arrebatadora"; enquanto o UOL classificou o desfile como "tecnicamente perfeito". A apresentação teve alas e alegorias dramatizadas, que retrataram, entre outras passagens, a via crúcis de Jesus Cristo e o assassinato de crianças a mando de Herodes. Ao longo do desfile, o público presente no Sambódromo saudou a escola com gritos de "é tri" e "já ganhou". A Beija-Flor foi campeã do carnaval de 2005, conquistando seu nono título na folia carioca, com apenas um décimo de diferença para a vice-campeã, Unidos da Tijuca. Dos quarenta julgadores, apenas seis não deram nota máxima à escola. Ao todo, a agremiação perdeu seis décimos nos quesitos Alegorias, Conjunto, Enredo, Evolução, Harmonia e Mestre-sala e Porta-bandeira, sendo um décimo em cada quesito. A Beija-Flor recebeu os prêmios Estandarte de Ouro e Tamborim de Ouro de melhor samba-enredo do ano. Selminha e Claudinho também receberam o Estandarte de Ouro. Neguinho da Beija-Flor recebeu o Tamborim de Ouro.
- 2006: "Poços de Caldas Derrama Sobre a Terra Suas Águas Milagrosas. Do Caos Inicial à Explosão da Vida... Água - A Nave-mãe da Existência"

O carnaval de 2006 foi o primeiro confeccionado na Cidade do Samba, inaugurada em setembro de 2005. Para tentar conquistar um inédito tetracampeonato consecutivo em sua história, a Beija-Flor escolheu um enredo sobre a água, patrocinado pela cidade mineira de Poços de Caldas, conhecida por suas fontes de águas minerais. A Beija-Flor foi a última das sete escolas que se apresentaram na primeira noite (domingo) do Grupo Especial, iniciando sua apresentação com o dia claro. A imprensa elogiou o desfile, apontando a escola entre as favoritas ao título. Assim como no anos anteriores, a agremiação apresentou alegorias grandes, fantasias luxuosas e alas coreografadas. Foram utilizados cerca de trinta mil litros de água nas alegorias. O último carro alegórico teve dificuldade para entrar na pista de desfile e componentes precisaram acelerar o passo para não ultrapassar o tempo limite de desfile. A escola finalizou sua apresentação recebendo gritos de "tetracampeã" do público presente no Sambódromo. Com o desfile, a Beija-Flor se classificou em quinto lugar. A escola conseguiu a pontuação máxima nos quesitos Conjunto, Evolução, Harmonia e Samba-enredo. O quesito mais despontuado foi enredo, com a perda de 1,2 pontos. Claudinho recebeu seu quinto Estandarte de Ouro de melhor mestre-sala. Neguinho da Beija-Flor recebeu o Tamborim de Ouro. A Beija-Flor ainda foi premiada com o Troféu Apoteose de melhor Comissão de Frente e de melhor porta-bandeira pra Selminha Sorriso. Após o carnaval, o carnavalesco Cid Carvalho se desligou da escola.
- 2007: "Áfricas - Do Berço Real à Corte Brasiliana"

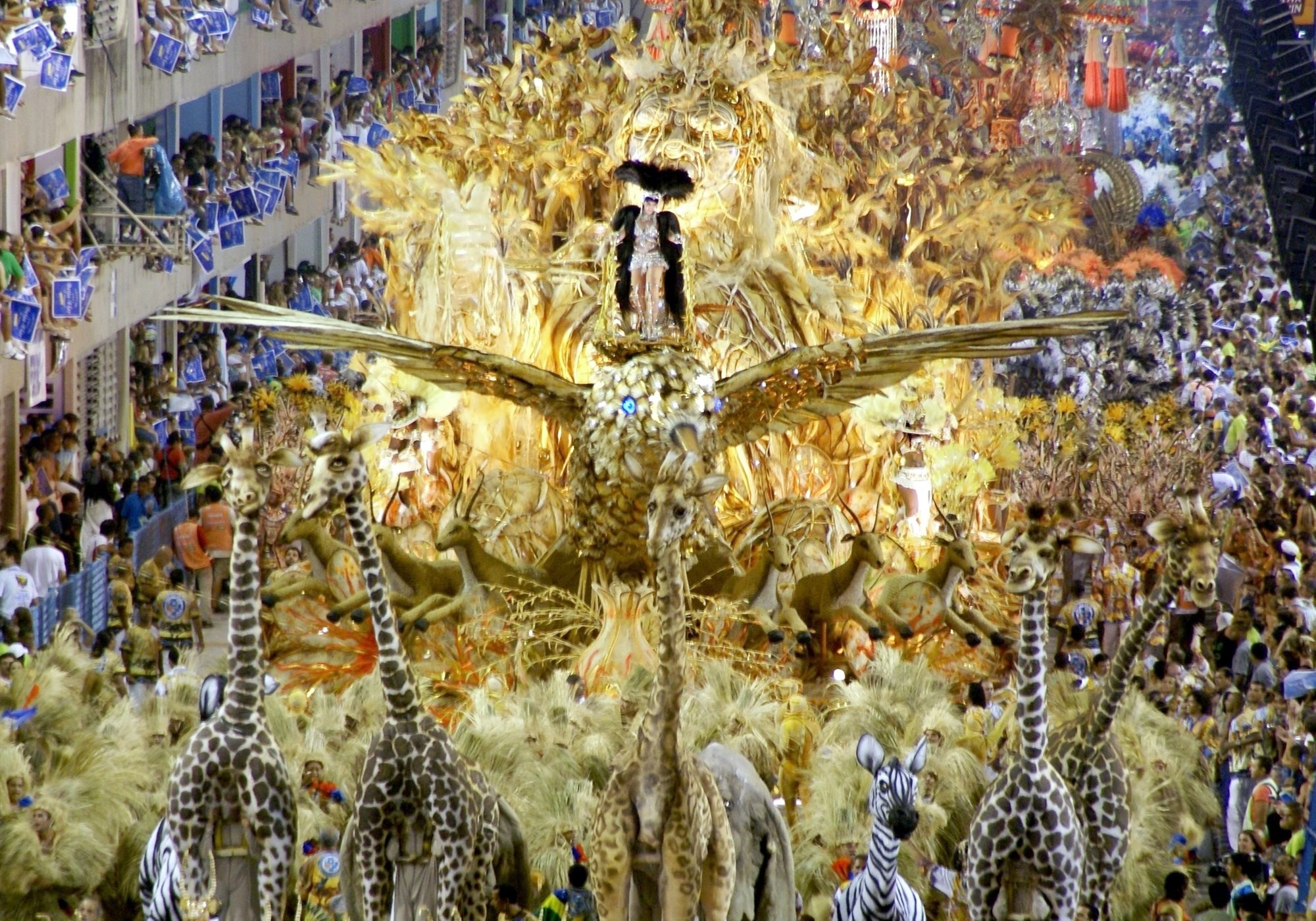
Desfile campeão da Beija-Flor em 2007.

Campeão com a Vila Isabel em 2006, Alexandre Louzada se transferiu para a Beija-Flor, passando a integrar a Comissão de Carnaval da escola, junto com Laíla, Fran Sérgio, Shangai e Ubiratan Silva. O enredo escolhido para o carnaval de 2007 abordou o legado do povo africano, da África ao Brasil; retratando o continente africano e suas belezas naturais; o transporte de escravizados para o Brasil; os orixás; as tradições afro-brasileiras; e personalidades como Agotime, Chico Rei, Rainha N'Ginga; Zumbi dos Palmares e Tia Ciata. A Beija-Flor foi a última escola a desfilar na segunda noite (segunda-feira) do Grupo Especial, encerrando os desfiles de 2007. A escola apresentou um desfile luxuoso, orçado em sete milhões de reais, o mais caro do ano. O desfile chamou atenção pelo tamanho das alegorias, o luxo das fantasias e a riqueza melódica do samba-enredo, apontado pela crítica como o melhor do grupo. Ao longo de toda a apresentação, a escola foi saudada pelo público com gritos de "é campeã". A imprensa especializada elogiou o desfile, apontando a agremiação como favorita ao título.
Confirmando o favoritismo, a Beija-Flor foi campeã, conquistando seu décimo título no carnaval carioca, sendo o quarto no período de cinco anos (2003-2007). Dos quarenta julgadores, apenas cinco não deram nota máxima à escola. Ao todo, a agremiação perdeu sete décimos: um em Comissão de Frente; dois em Harmonia; dois em Alegorias; um em Bateria; e um em Evolução. A escola venceu a disputa com 1,4 pontos de vantagem sobre a vice-campeã, Grande Rio. A Beija-Flor venceu a edição do Estandarte de Ouro, recebendo os prêmios de melhor escola e de melhor samba-enredo. O samba-enredo também recebeu o prêmio Tamborim de Ouro. Após o carnaval, uma operação da Polícia Federal prendeu diversos suspeitos de contravenção, entre eles, Anísio Abraão David (patrono da Beija-Flor) e Capitão Guimarães (presidente da LIESA). A Polícia chegou a suspeitar de fraude no resultado do carnaval de 2007 e a Câmara de Vereadores do Rio instaurou uma CPI para apurar os fatos. A LIESA se defendeu, alegando que o desfile da Beija-Flor foi elogiado pela crítica especializada e premiado pelo Estandarte de Ouro. A CPI do Carnaval apontou falhas no processo do julgamento, mas não encontrou provas de fraude. A Polícia Federal também não provou manipulação no resultado do carnaval de 2007.
- 2008: "Macapaba: Equinócio Solar, Viagens Fantásticas ao Meio do Mundo"

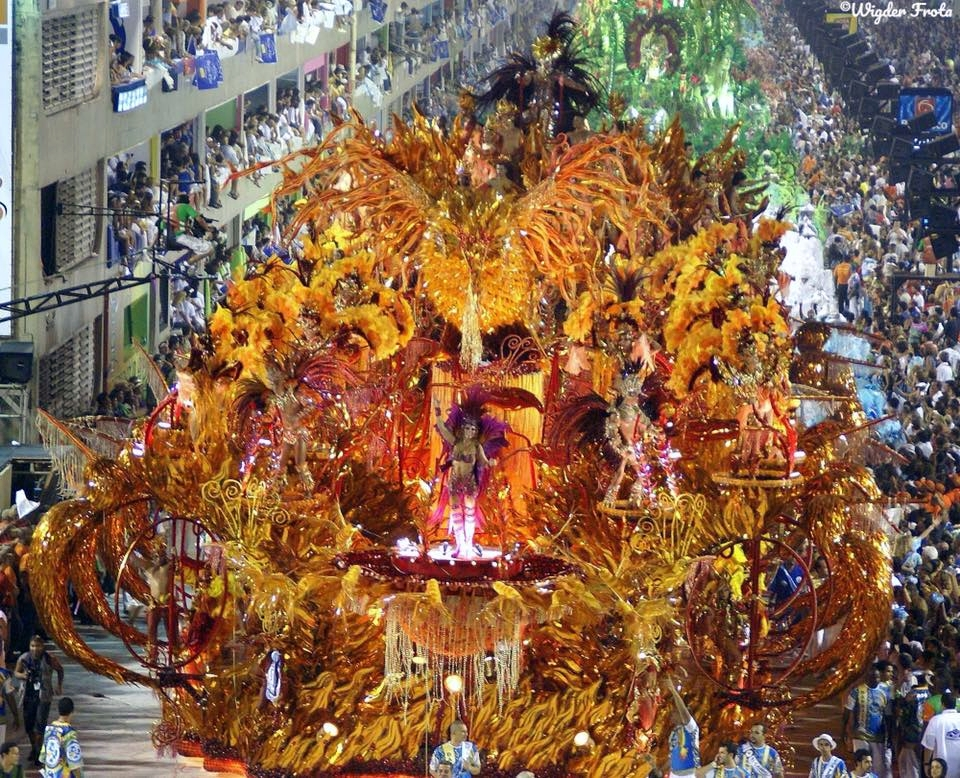
Abre-alas da Beija-Flor no desfile de 2008.

Tentando conquistar o terceiro bicampeonato consecutivo de sua história, a Beija-Flor escolheu um enredo sobre a cidade de Macapá, capital do Amapá, que completou 250 anos de fundação em 2008. O Governo do Estado do Amapá e a Prefeitura de Macapá patrocinaram o desfile com um milhão de reais. Assim como no ano anterior, a Beija-Flor foi a última escola a desfilar na segunda noite (segunda-feira) do Grupo Especial, encerrando os desfiles de 2008. A escola apresentou fantasias e alegorias grandes e luxuosas. No carro abre-alas, de cinquenta metros de comprimento, foram gastos cerca de 150 mil reais só na compra de acetato. A escola desfilou recebendo gritos de "campeã" do público presente no Sambódromo. A imprensa especializada elogiou o desfile, apontando a agremiação como favorita ao título. Confirmando o favoritismo, a Beija-Flor foi bicampeã consecutiva, conquistando seu 11.º título no carnaval carioca. Dos quarenta julgadores, apenas seis não deram nota máxima à escola. A agremiação conseguiu a pontuação máxima na maioria dos quesitos, perdendo apenas quatro décimos em Enredo; dois décimos em Comissão de Frente; e um décimo em Fantasias; vencendo a disputa com 1,3 pontos de vantagem sobre o vice-campeão, Salgueiro. A Beija-Flor recebeu os prêmios Tamborim de Ouro , Troféu Andarilho e Troféu Rádio Manchete de melhor escola do ano.
- 2009: "No Chuveiro da Alegria, Quem Banha o Corpo Lava a Alma na Folia"

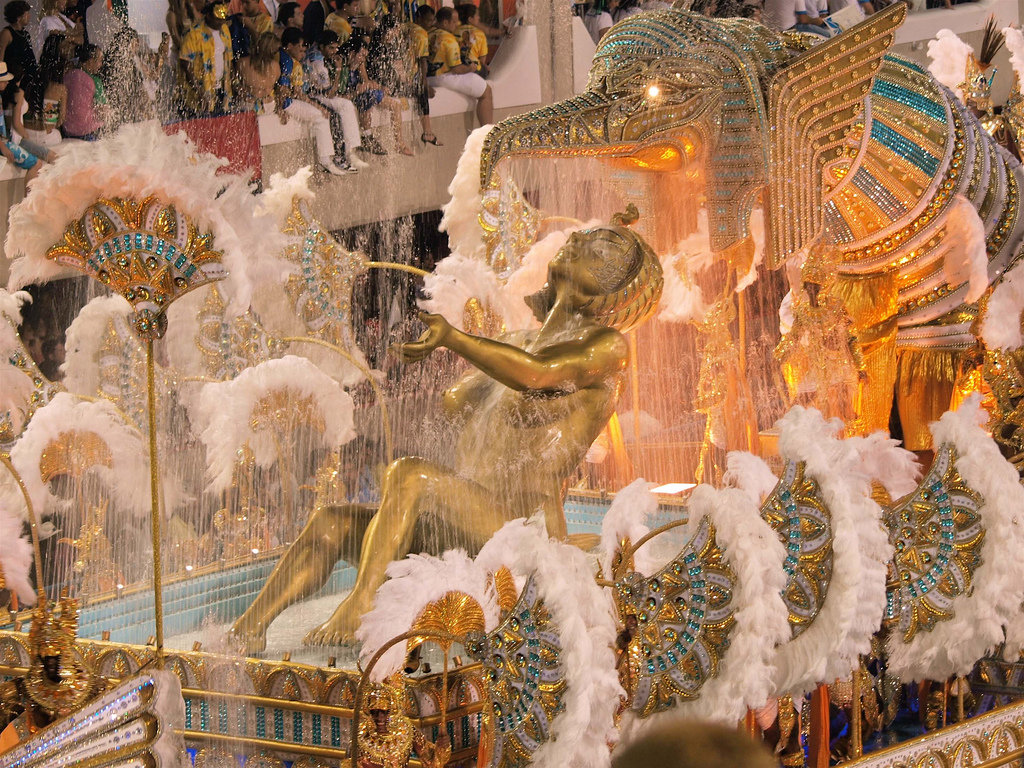
O banho de Cleópatra no carro abre-alas da Beija-Flor no carnaval de 2009.

Na preparação para o carnaval de 2009, Neguinho da Beija-Flor descobriu um câncer no intestino. O intérprete fez uma cirurgia para a retirada de um tumor maligno no reto e, logo após, iniciou a quimioterapia. Ainda em recuperação, Neguinho recebeu autorização médica para desfilar. Momentos antes do desfile, o intérprete se casou com Elaine Reis, numa cerimônia no Sambódromo. O então presidente do Brasil, Luiz Inácio Lula da Silva, e a primeira dama, Marisa Letícia, participaram da cerimônia como padrinhos de Neguinho, assim como Benedita da Silva e Antônio Pitanga. O cantor Roberto Carlos também estava entre os convidados da cerimônia. Quinta e penúltima escola a se apresentar na primeira noite (domingo) do Grupo Especial de 2009, a Beija-Flor realizou um desfile sobre a história do banho. A imprensa elogiou a apresentação, destacando o luxo das fantasias e alegorias. O carro abre-alas, que representou o banho de Cleópatra, foi a maior alegoria apresentada pela Beija-Flor até então, com 51 metros de comprimento e cinco mil litros de água. As alegorias borrifavam água de cheiro no público, exalando aromas como eucalipto, tutti-frutti, sândalo, entre outros. A Beija-Flor foi vice-campeã do carnaval com um ponto de diferença para o campeão, Salgueiro. Foi o 11.º vice-campeonato conquistado pela Beija-Flor no carnaval. A escola conseguiu a pontuação máxima apenas nos quesitos Conjunto, Fantasias e Samba-enredo. O quesito mais despontuado foi Enredo, em que perdeu nove décimos. Neguinho da Beija-Flor foi o intérprete mais premiado do ano, recebendo os prêmios Estandarte de Ouro, Estrela do Carnaval e Troféu Sambario. Selminha Sorriso recebeu o sexto Estandarte de Ouro de sua carreira. Por recomendação médica, Neguinho não participou do Desfile das Campeãs. O intérprete se curou do câncer em 2010. Após doze anos comandando a bateria da Beija-Flor, Mestre Paulinho foi demitido da escola a pedido de Laíla, com quem teve um sério desentendimento. A bateria seguiu sob o comando de Mestre Plínio, que já dividia a direção com Paulinho.

### Década de 2010

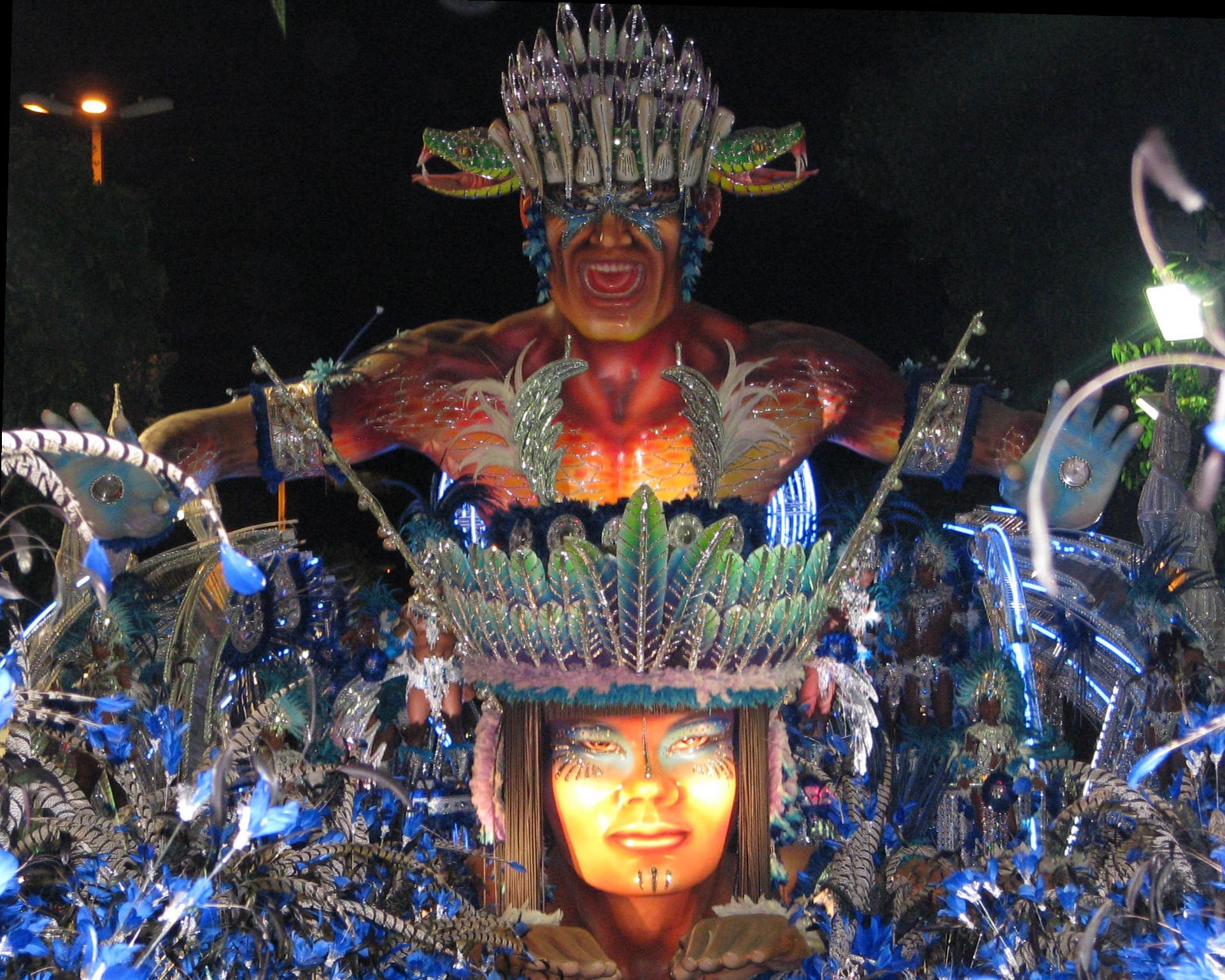
Carro abre-alas da Beija-Flor em 2010.

- 2010: "Brilhante ao Sol do Novo Mundo, Brasília: Do Sonho à Realidade, a Capital da Esperança"

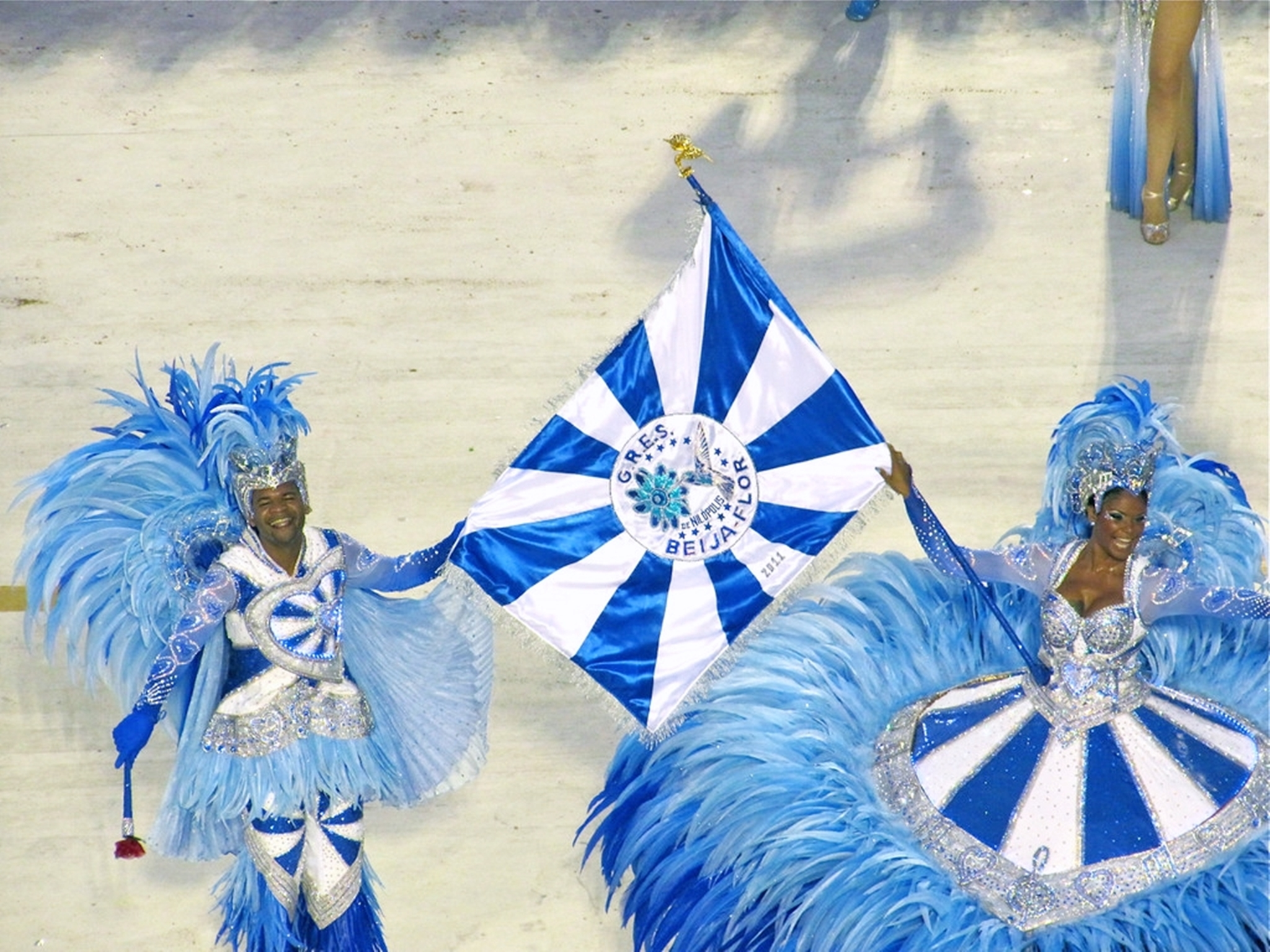
Claudinho e Selminha em 2011.

Para o carnaval de 2010, a Beija-Flor escolheu um enredo em homenagem aos cinquenta anos de Brasília, recebendo o patrocínio de três milhões de reais do governo do Distrito Federal. O carnaval da agremiação foi ofuscado pelo Escândalo do Mensalão no Distrito Federal, que culminou na prisão do então governador do DF, José Roberto Arruda, às vésperas do desfile. A escola recebeu críticas por não abordar questões políticas no desfile, focando no aspecto histórico e cultural da capital federal. A Beija-Flor foi a sexta e última escola a se apresentar na primeira noite (domingo) do Grupo Especial de 2010. A imprensa especializada elogiou os quesitos visuais, destacando as fantasias e alegorias grandes e luxuosas, mas classificou o desfile como "frio" e sem empolgação. A Beija-Flor se classificou em terceiro lugar. A escola conseguiu a pontuação máxima na maioria dos quesitos, mas perdeu pontos em Alegorias (três décimos); Comissão de Frente (dois décimos); Enredo (dois décimos) e Bateria (um décimo). Claudinho e Selminha receberam o Troféu Manchete de melhor casal de mestre-sala e porta-bandeira. Aos 93 anos de idade, Tia Nadir, uma das fundadoras da escola e a mais antiga baiana da agremiação, recebeu o Estandarte de Ouro de Personalidade. Após quinze anos coreografando a Comissão de Frente da Beija-Flor, e participando de seis campeonatos da escola, Ghislaine Cavalcanti pediu demissão da agremiação para se dedicar a outros projetos e à própria família.
- 2011: "A Simplicidade de Um Rei"

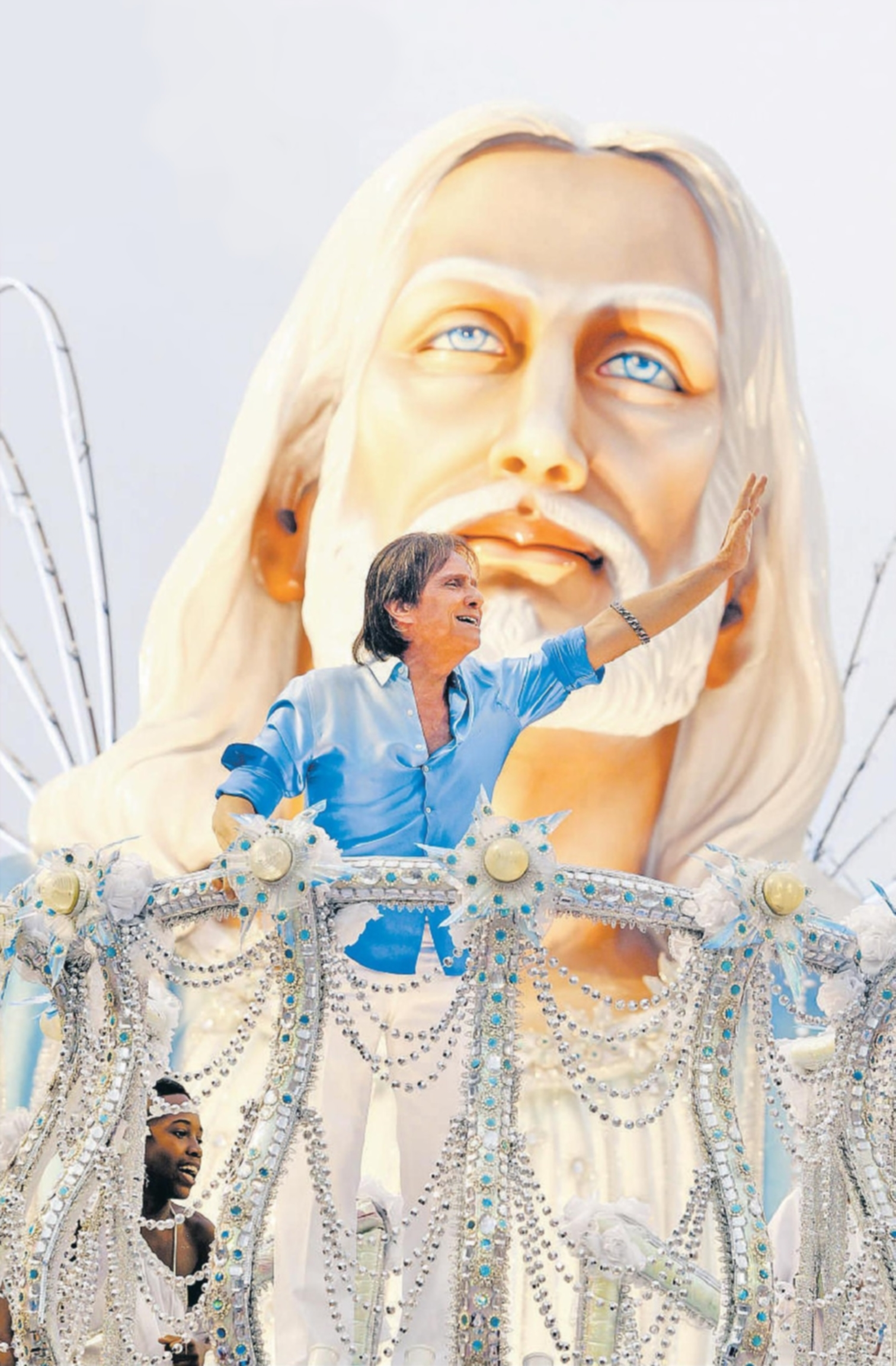
Roberto Carlos no desfile de 2011.

No carnaval de 2011 a Beija-Flor homenageou o cantor e compositor Roberto Carlos, torcedor declarado da agremiação. A proposta da homenagem surgiu em 2009, quando a relação entre o cantor e a escola se intensificou. Naquele ano, a bateria da Beija-Flor foi convidada para tocar no projeto Emoções em Alto Mar, show do cantor realizado num navio; Neguinho da Beija-Flor participou do show carioca da turnê Roberto Carlos - 50 Anos de Música; e Roberto esteve presente no casamento de Neguinho. O enredo foi cogitado para o carnaval de 2010, ano do cinquentenário de carreira do cantor, mas foi preterido pelo patrocínio de Brasília. Para o desfile de 2011, a Beija-Flor recebeu dois milhões de reais de patrocínio da Nestlé, empresa da qual Roberto Carlos era contratado para fazer publicidade (garoto-propaganda). Erasmo Carlos participou do concurso que escolheu o samba-enredo do desfile com uma obra composta por ele junto com o maestro Eduardo Lages e o compositor Paulo Sérgio Valle, mas o samba foi eliminado antes da semifinal da disputa. Por volta de setembro de 2010, durante a confecção do desfile, Alexandre Louzada pediu demissão da Beija-Flor por causa de divergências com Laíla, mas a presidência da escola pediu que o carnavalesco permanecesse na comissão de carnaval. Louzada concordou em continuar, mas alegou que teve suas ideias refutadas durante toda a produção do desfile. Segundo Laíla, as discordâncias começaram durante a produção dos protótipos de fantasias. Os figurinos apresentados por Louzada estavam grandes, diferente do estilo mais simples que a comissão gostaria de adotar para o desfile. Os carnavalescos optaram por fazer um desfile "leve e alegre", com o intuito de empolgar o público, mudando o estilo "pesado" com que a Beija-Flor estava acostumada a desfilar.
A Beija-Flor foi a sexta e última escola a desfilar na segunda noite (segunda-feira) do Grupo Especial, encerrando os desfiles do carnaval de 2011 com o dia claro. A Comissão de Frente, coreografada por Carlinhos de Jesus, teve a participação da atriz Claudia Raia, simbolizando as musas das canções de Roberto Carlos. O desfile teve a participação de diversos amigos famosos de Roberto, como: Erasmo Carlos, Wanderléa, Chitãozinho, Xororó, Agnaldo Timóteo, Agnaldo Rayol, Hebe Camargo, Alcione, Fafá de Belém, Roberta Miranda, Paula Fernandes, Tom Cavalcante, entre outros. O homenageado desfilou na última alegoria, cercado por trezentas crianças. A imprensa especializada listou a escola entre as favoritas ao título, mas fez ressalvas sobre problemas de evolução e na estética das alegorias. A Beija-Flor foi campeã do carnaval, conquistando seu 12.º título na folia carioca. A disputa acirrada prevista pelos especialistas não se concretizou. A Beija-Flor venceu com 1,4 pontos de vantagem sobre a segunda colocada, Unidos da Tijuca. Das cinquenta notas recebidas, apenas sete foram abaixo da máxima (10), sendo que cinco foram descartadas seguindo o regulamento do concurso. Com isso, a agremiação perdeu apenas dois décimos: um no quesito Mestre-sala e Porta-bandeira e outro no quesito Samba-enredo. Com a vitória, a escola se tornou a maior campeã do Sambódromo da Marquês de Sapucaí, com sete títulos conquistados desde 1984, quando o Sambódromo foi inaugurado. Após o resultado, Roberto Carlos foi comemorar na quadra da Beija-Flor, que reuniu cerca de oito mil pessoas na festa do título. A Beija-Flor recebeu os troféus Tamborim de Ouro, Gato de Prata e Rádio Manchete de melhor escola do ano e o prêmio Estrela do Carnaval de melhor samba-enredo. Após o carnaval, o carnavalesco Alexandre Louzada se desligou da escola.
- 2012: "São Luís - O Poema Encantado do Maranhão"

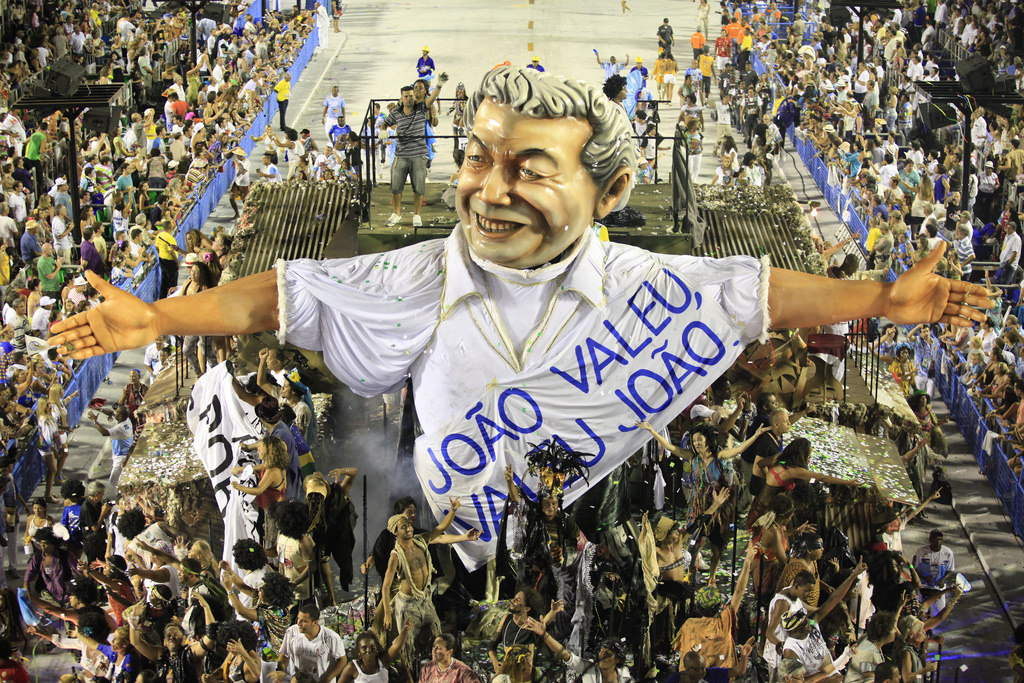
Homenagem ao carnavalesco Joãosinho Trinta no desfile de 2012.

Em abril de 2011, Nelson Alexandre Sennas David (Nelsinho David) foi eleito presidente da Beija-Flor, substituindo seu tio, Farid Abrão, que ocupou o posto nos dezessete anos anteriores. Com 39 anos de idade na ocasião, Nelsinho se tornou o presidente mais novo da história da escola. Nelsinho David é neto de José Rodrigues Sennas, um dos fundadores da Beija-Flor, e filho do ex-presidente Nelson Abrahão David e de Marlene Sennas David, ex porta-bandeira da escola. No carnaval de 2012, a Beija-Flor realizou um desfile sobre os quatrocentos anos da cidade de São Luís, capital do Maranhão. O enredo teve enfoque na cultura da cidade e destaque para as crenças e o misticismo local. Fábio de Mello foi contratado para coreografar a Comissão de Frente. O samba-enredo do desfile foi resultado de uma junção de duas obras distintas. A Beija-Flor foi a sexta, e penúltima, agremiação a se apresentar na primeira noite (domingo) do Grupo Especial. O tripé que acompanhava a Comissão de Frente teve dificuldade para entrar na pista. Atrasada, depois de ficar parada tentando resolver o problema, a escola optou por não apresentar a Comissão no primeiro módulo de jurados, o que lhe rendeu uma penalização de um décimo. A penúltima alegoria do desfile, que teve como destaque a cantora maranhense Alcione, também enfrentou dificuldade para entrar na pista. O último setor do desfile homenageou o carnavalesco maranhense Joãosinho Trinta, morto em dezembro de 2011. O trono onde o carnavalesco desfilaria, na última alegoria, desfilou vazio. Com o desfile, a Beija-Flor se classificou em quarto lugar. A escola conseguiu a pontuação máxima na maioria dos quesitos, mas perdeu um décimo em Alegorias, três décimos em Comissão de Frente, e seis décimos em Enredo. Claudinho e Selminha Sorriso receberam os prêmios SRzd e Sambario.
- 2013: "Amigo Fiel - Do Cavalo do Amanhecer ao Manga-larga Marchador"

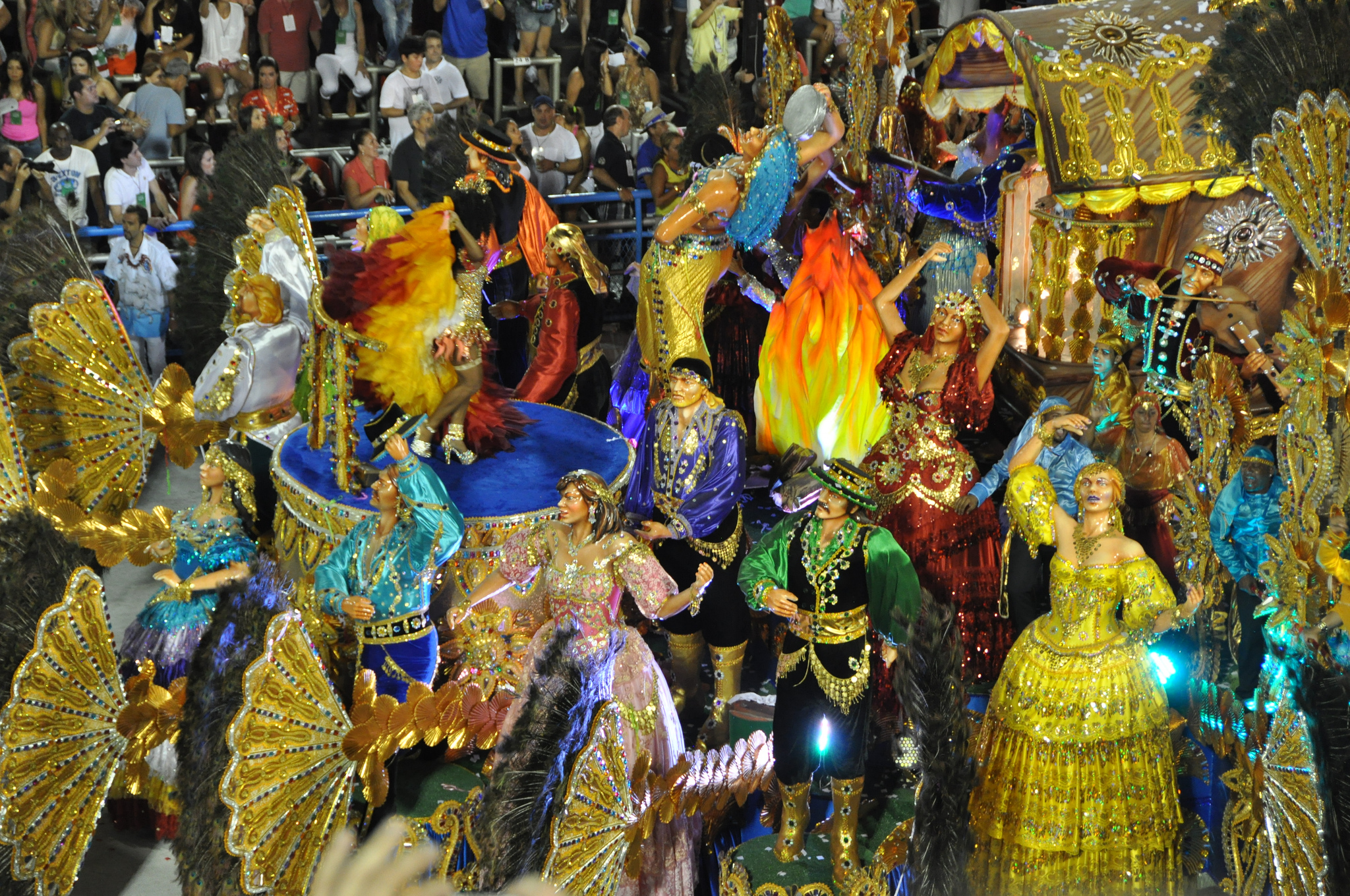
Alegoria dos ciganos foi um dos destaques do desfile vice-campeão de 2013.

Após o carnaval de 2012, Nelsinho David renunciou a presidência da agremiação. Ex-presidente da escola, Farid Abrão David foi reconduzido ao cargo. No carnaval de 2013, a Beija-Flor realizou um desfile sobre a raça de cavalos brasileira Manga-larga Marchador, com patrocínio de seis milhões de reais recebido da Associação Brasileira de Criadores de Cavalos Manga-larga Marchador. A Beija-Flor foi a terceira escola a se apresentar na segunda noite (segunda-feira) do Grupo Especial. O desfile fluía bem até a entrada da penúltima alegoria, que desacoplou em frente a primeira cabine de jurados. Com a alegoria parada, sendo consertada por diretores, o contingente à frente seguiu o cortejo, abrindo um espaço vazio (buraco) de cerca de oitenta metros na pista. A imprensa especializada elogiou o desfile, mas apontou que a escola poderia perder pontos e, consequentemente, o título de campeã, por causa do problema enfrentado. A Beija-Flor foi vice-campeã do carnaval com três décimos de diferença para a campeã, Vila Isabel. Foi o 12.º vice-campeonato conquistado pela Beija-Flor no carnaval. A escola conseguiu a pontuação máxima na maioria dos quesitos, mas perdeu três décimos nos quesitos Comissão de Frente, Conjunto e Enredo (um décimo em cada) e três décimos em Alegorias. Neguinho da Beija-Flor e o primeiro casal, Claudinho e Selminha Sorriso, foram premiados com o Tamborim de Ouro. Neguinho ainda recebeu seu quinto Estandarte de Ouro de melhor intérprete.
- 2014: "O Astro Iluminado da Comunicação Brasileira"

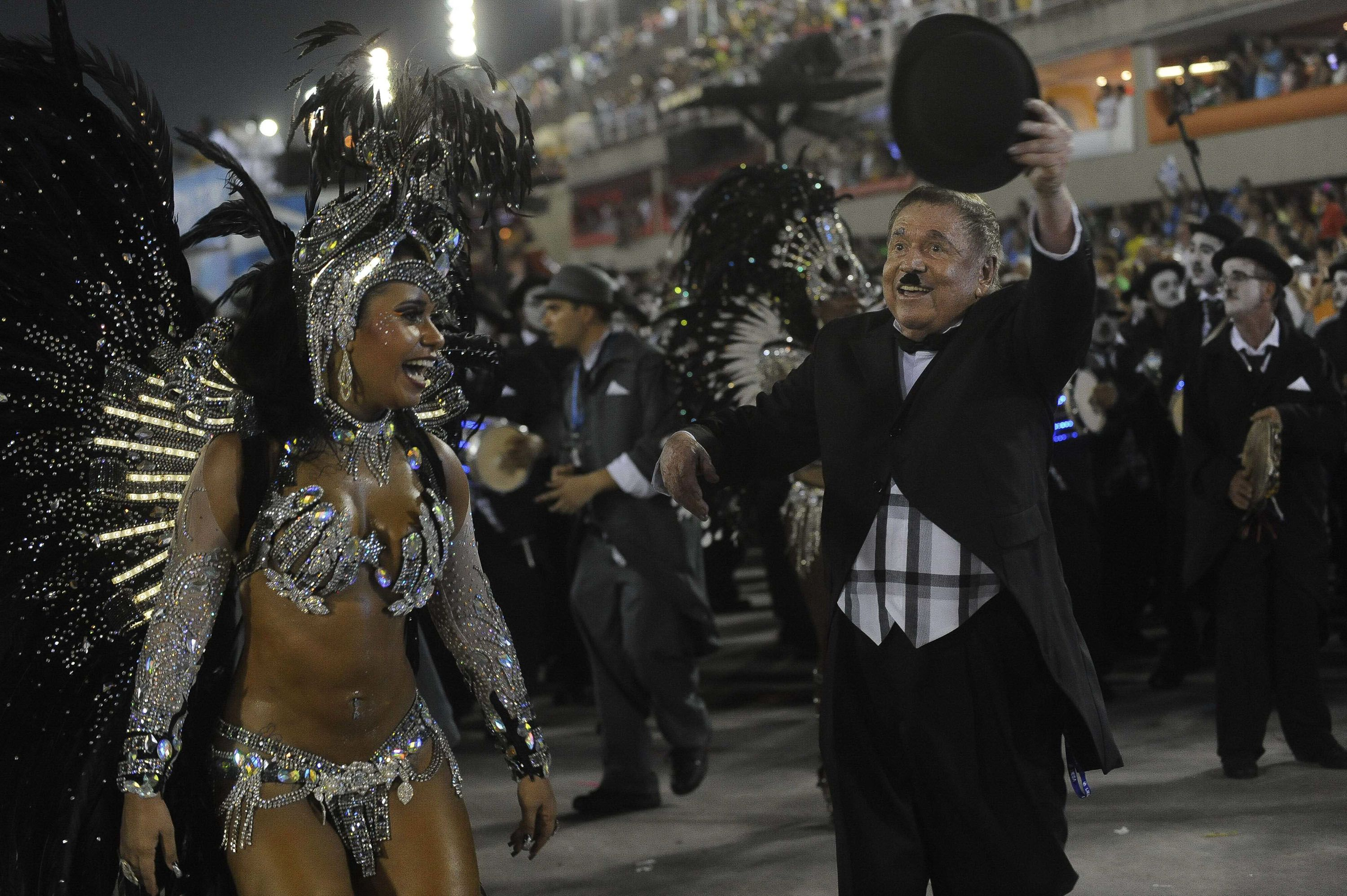
Boni, ao lado de Raíssa, no desfile de 2014.

Para o carnaval de 2014, a Beija-Flor escolheu um enredo sobre a história da evolução da comunicação, culminando numa homenagem ao publicitário, empresário e diretor de televisão Boni. O samba-enredo escolhido para o desfile foi muito criticado no período pré-carnaval, o que fez a escola, numa atitude inédita, divulgar uma nota oficial explicando o significado de cada verso da obra. O coreografo Marcelo Misailidis foi contratado para coreografar a Comissão de Frente. A Beija-Flor foi a última das seis agremiações a se apresentar na primeira noite (domingo) do Grupo Especial. A escola inovou ao integrar a Comissão de Frente com o casal de mestre-sala e porta-bandeira. A Comissão simulava um grande xadrez onde Claudinho e Selminha eram o rei e a rainha do tabuleiro, e os peões eram componentes fantasiados de beija-flores. Boni desfilou na frente da bateria, ao lado de Raíssa, fantasiado de Carlitos, personagem de Charlie Chaplin. O desfile teve a participação de diversos famosos, amigos de Boni, como Faustão, Luciano Huck, Angélica, Regina Duarte, Tony Ramos, Antônio Fagundes, Pedro Bial, Glória Maria, Lima Duarte, Renato Aragão, entre outros. Com o desfile, a Beija-Flor obteve o sétimo lugar, seu pior resultado em 22 anos. Desde 1992, a escola não ficava de fora do Desfile das Campeãs. A agremiação conseguiu a pontuação máxima apenas no quesito Bateria. O quesito mais despontuado foi Samba-enredo, com a perda de um ponto. O resultado gerou protestos de Laíla, que chegou a ameaçar não desfilar no ano seguinte caso os jurados não fossem trocados. O diretor também defendeu a extinção do quesito Conjunto. A LIESA acatou as reivindicações e trocou todos os julgadores de Samba-enredo, além de acabar com o quesito Conjunto.

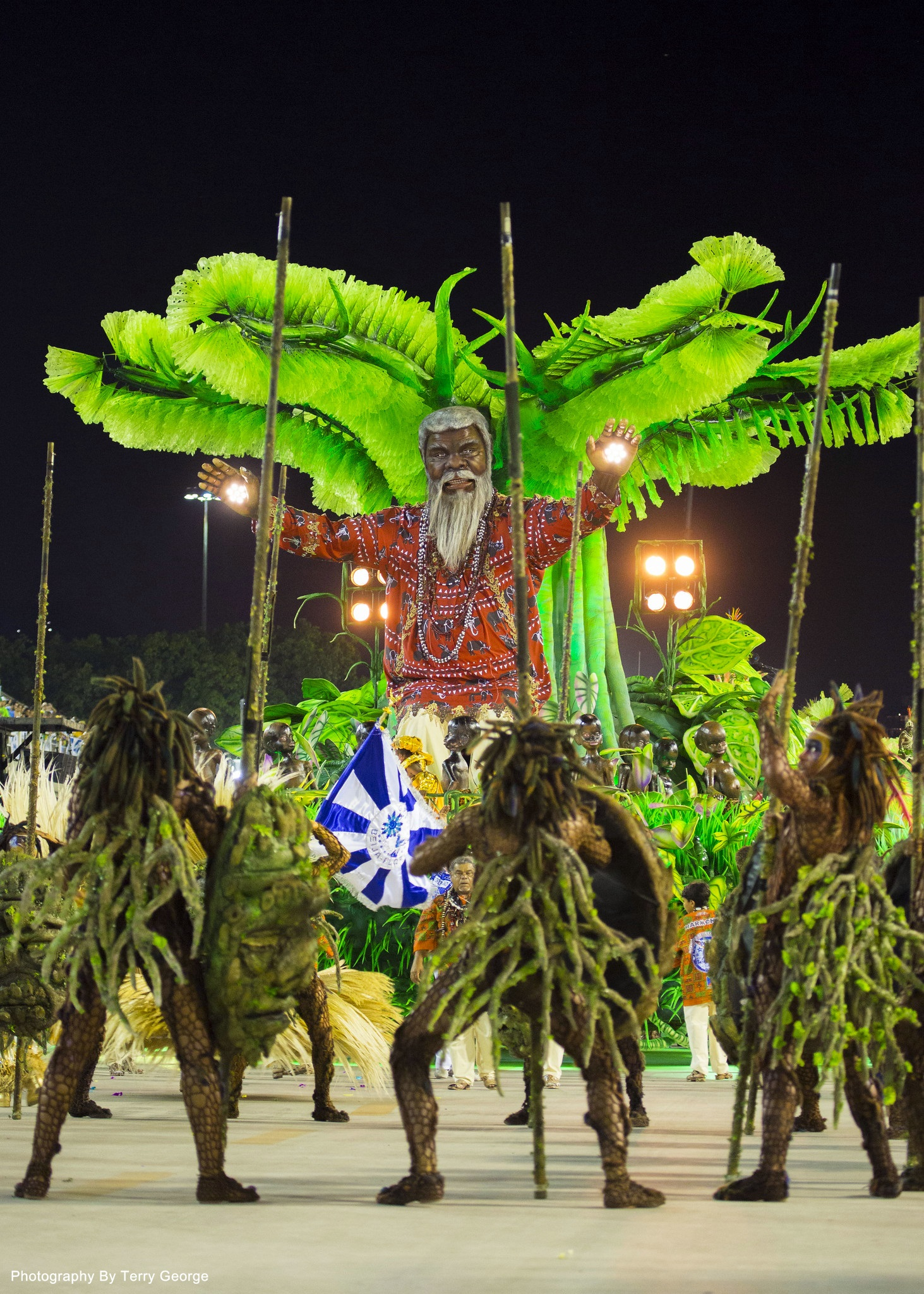
Um griô com as feições de Laíla na abertura do desfile campeão de 2015.

- 2015: "Um Griô Conta a História: Um Olhar Sobre a África e o Despontar da Guiné Equatorial. Caminhemos Sobre a Trilha de Nossa Felicidade"

No carnaval de 2015, a Beija-Flor recebeu críticas ao escolher um enredo sobre a Guiné Equatorial, país comandado por um regime ditatorial, frequentemente apontado por organizações de direitos humanos como um dos mais violentos e repressivos do continente africano. A escola optou por exaltar as belezas e riquezas naturais do país, ignorando a parte política. As críticas ao enredo se acentuaram após a notícia de que a escola ganhou cerca de 10 milhões de reais de patrocínio do regime do ditador Teodoro Obiang Nguema Mbasogo, acusado pela ONG Anistia Internacional de violações de direitos humanos, tortura e prisões arbitrárias. Segundo a agremiação e o embaixador da Guiné no Brasil, o dinheiro foi repassado por empresas brasileiras e "financiadores culturais". Um dos carnavalescos da escola, Fran Sérgio declarou que o povo da Guiné Equatorial era "apaixonado por seu presidente" e que a ditadura era "benéfica para a população do país". A relação entre Guiné e Beija-Flor começou em 2013, quando a escola de samba se apresentou em uma festa para a elite do país africano. Terceira escola a se apresentar na segunda noite (segunda-feira) do Grupo Especial, a Beija-Flor realizou um desfile técnico e luxuoso. A imprensa especializada elogiou a apresentação, apontando a escola como uma das favoritas ao título. Confirmando a expectativa, a Beija-Flor foi campeã, conquistando seu 13.º título no carnaval carioca. A escola quase atingiu a pontuação máxima, perdendo apenas um décimo no quesito Samba-enredo, vencendo a disputa com quatro décimos de vantagem sobre o vice-campeão, Salgueiro. Nas redes sociais, internautas criticaram a vitória da escola. No Desfile das Campeãs, a agremiação desfilou entre vaias e aplausos. Claudinho e Selminha Sorriso receberam quatro prêmios de melhor casal de mestre-sala e porta-bandeira. Claudinho ainda recebeu seu sexto Estandarte de Ouro de melhor mestre-sala. O samba-enredo do desfile recebeu os prêmios Estrela do Carnaval e Troféu Tupi.

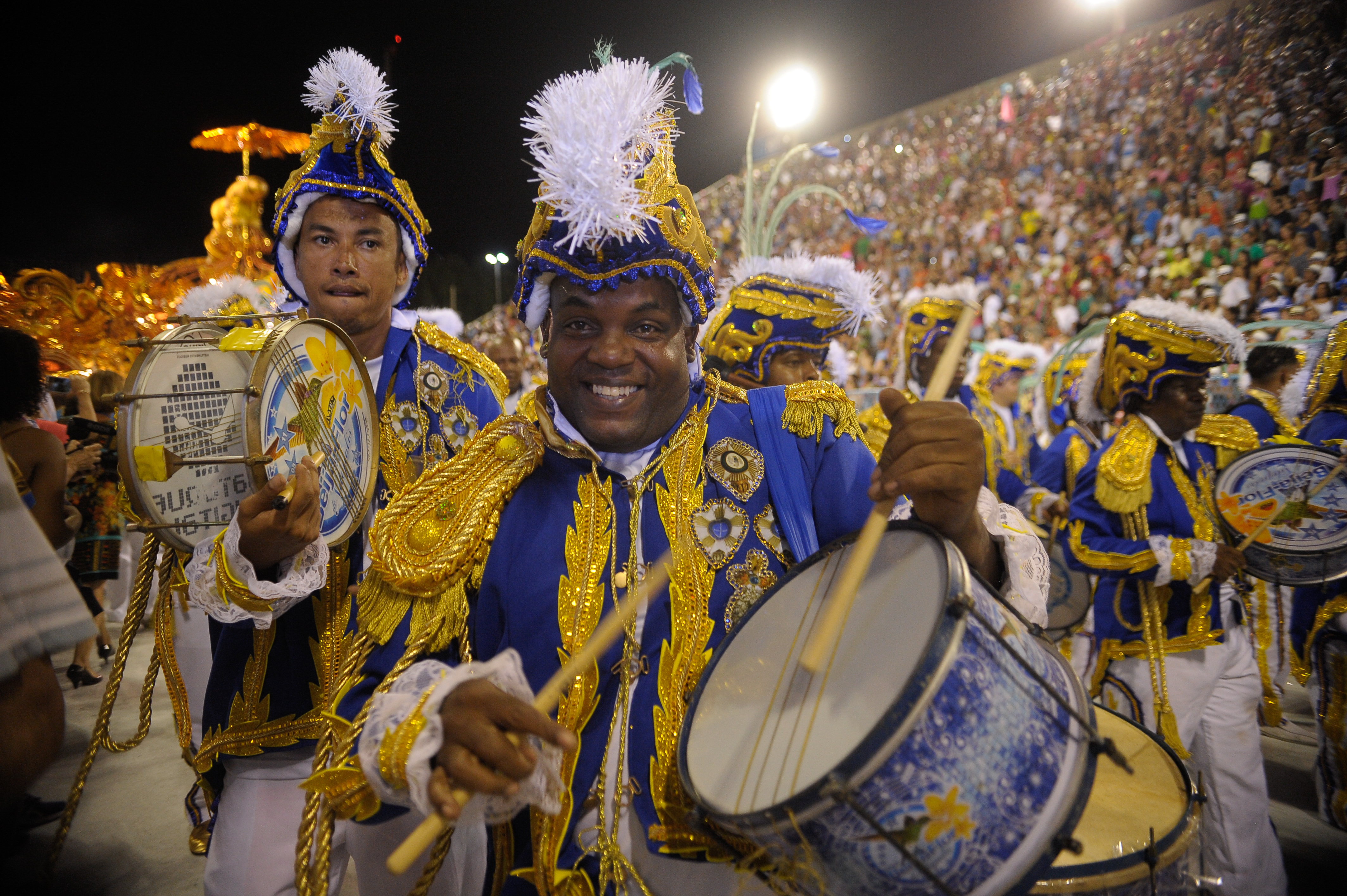
Bateria da Beija-Flor foi a mais premiada do carnaval de 2016.

- 2016: "Mineirinho Genial! Nova Lima – Cidade Natal. Marquês de Sapucaí – O Poeta Imortal!"

Para tentar conquistar o bicampeonato consecutivo, a Beija-Flor escolheu um enredo em homenagem a Cândido José de Araújo Viana, o Marquês de Sapucaí que dá nome à rua onde acontecem os desfiles das escolas de samba. A escola foi a terceira a se apresentar na primeira noite (domingo) do Grupo Especial de 2016. Especialistas apontaram a escola como o destaque da primeira noite. Com o desfile, a Beija-Flor se classificou em quinto lugar. A escola conseguiu a pontuação máxima na maioria dos quesitos, mas perdeu três décimos em Enredo, três décimos em Fantasias, e um décimo em Bateria. Apesar da perda de um décimo, a Bateria da escola foi a mais premiada do ano, recebendo seis premiações, incluindo o primeiro Estandarte de Ouro de sua história. 25 jovens da Orquestra da Maré desfilaram na bateria tocando violas e violinos. Outro destaque do desfile foi a Comissão de Frente, coreografada por Marcelo Misailidis, em que uma carroça se transformava em igreja e componentes representando escravizados ganhavam asas, se transformando em beija-flores. A Comissão recebeu três prêmios de melhor do ano.

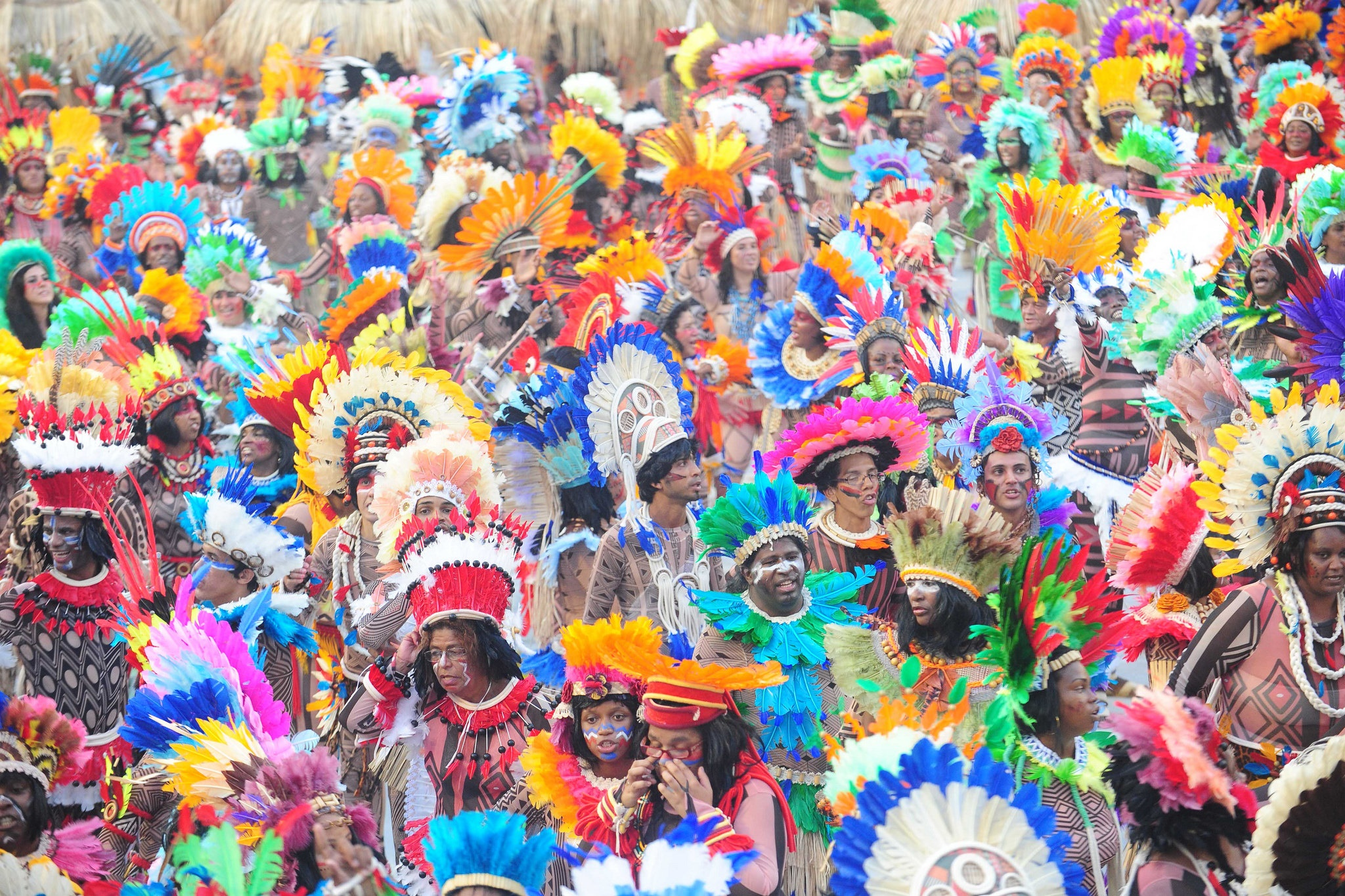
O inovador desfile "sem alas" da Beija-Flor no carnaval de 2017.

- 2017: "A Virgem dos Lábios de Mel - Iracema"

Sexta, e última, escola a se apresentar na primeira noite (domingo) do Grupo Especial de 2017, a Beija-Flor realizou um desfile baseado no romance Iracema, de José de Alencar. Desfilando com o dia claro, a escola inovou ao abolir a tradicional divisão do desfile em alas, substituindo por grandes blocos de componentes fantasiados de indígenas, com fantasias únicas, com formas e cores diferentes. Entre os blocos de indígenas, haviam atos com a teatralização do romance de 1865, que narra a história de amor entre a índia tabajara Iracema e o colonizador português Martim. A imprensa especializada elogiou o desfile, mas apontou que o excesso de fantasias de indígenas causou monotonia ao visual da escola. Com o desfile, a Beija-Flor se classificou em sexto lugar, obtendo a última vaga para o Desfile das Campeãs. A escola conseguiu a pontuação máxima na maioria dos quesitos, mas perdeu quatro décimos em Fantasias, dois décimos em Enredo, e um décimo em Samba-enredo e Mestre-sala e Porta-bandeira. A escola teve o samba-enredo mais premiado do ano, recebendo seis premiações.

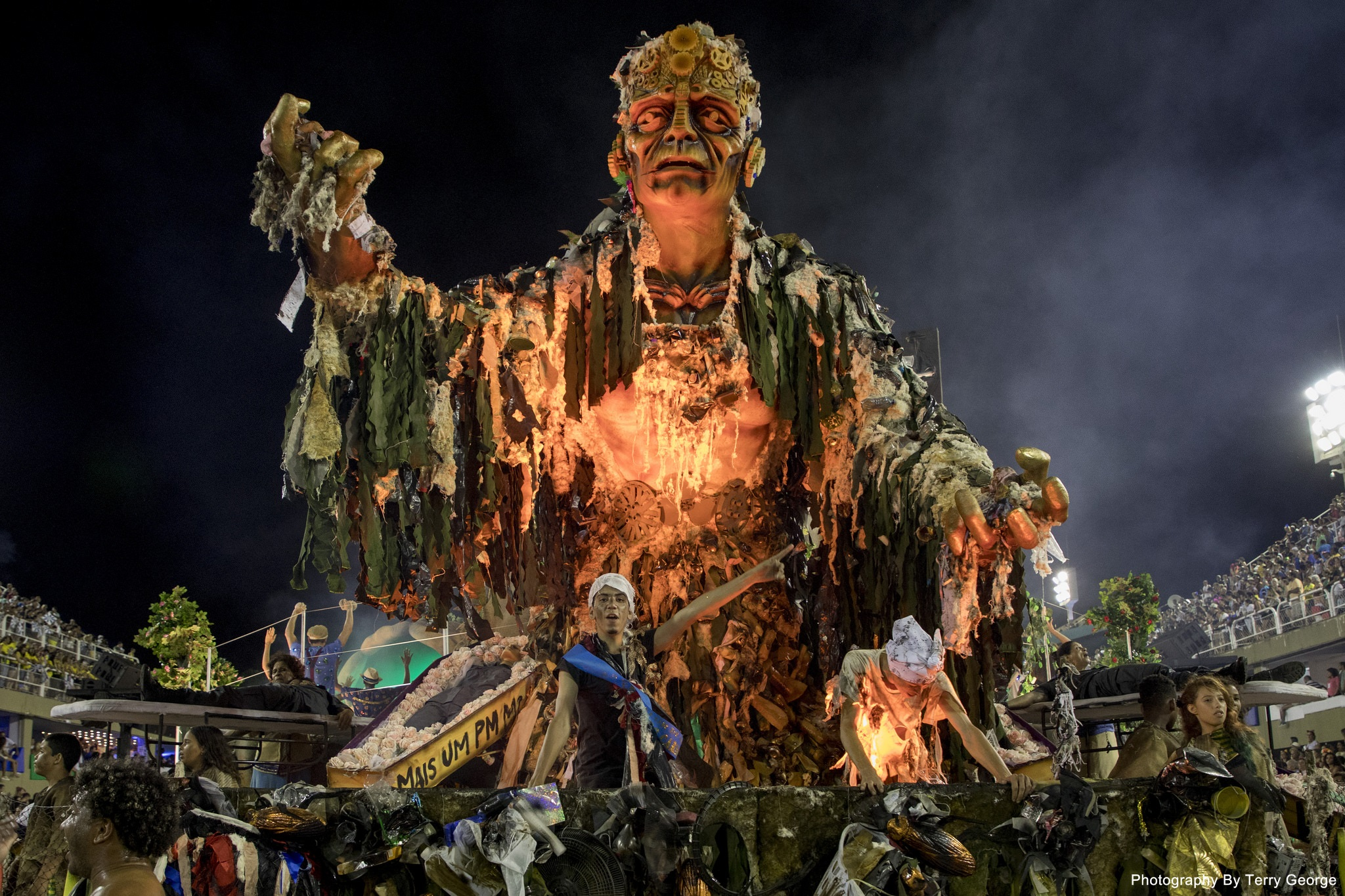
Alegoria do desfile de 2018 reproduziu um cenário caótico em meio ao lixo, com caixões e policiais feridos à espera de atendimento.

- 2018: "Monstro É Aquele Que Não Sabe Amar — os Filhos Abandonados da Pátria Que Os Pariu"

Tetracampeão com a escola (em 1998, 2003, 2004 e 2005), Cid Carvalho retornou a Comissão de Carnaval da agremiação após onze anos. Para o carnaval de 2018, o enredo da escola fez uma analogia entre a obra Frankenstein (que completou duzentos anos em 2018) e as mazelas sociais do Brasil. Na obra de Mary Shelley, a criatura é abandonada pelo seu criador, sendo vista como um monstro, assim como os diversos problemas sociais do Brasil foram diagnosticados como resultado do abandono da população pelas autoridades. Filho de Anísio Abraão David, Gabriel David teve autorização do pai para participar do processo criativo do carnaval junto à Laíla e a comissão de carnavalescos. Aos 20 anos de idade, ocupando o posto de conselheiro da agremiação, Gabriel teve a ideia de fazer um desfile cênico, que interagisse com o público. A ideia era "modernizar" o desfile com "atos" coreografados (o que já tinha sido testado no carnaval anterior) e alegorias teatralizadas, com várias encenações acontecendo ao mesmo tempo. Coreógrafo da comissão de frente da escola, Marcelo Misailidis ficou responsável pela concepção das alegorias coreografadas. Segundo Misailidis, a ideia era também atingir o público jovem. Para o coreógrafo, "houve uma pasteurização do espetáculo que não gera atração". Filho de Anísio, o ator Anderson Müller ficou responsável pela encenação dos carros alegóricos. Para investir em um visual moderno, a escola abriu mão do luxo que a caracterizou durante anos, apostando em alegorias pouco carnavalizadas. Acostumada a ter destaques de luxo em quase todos os carros, a escola decidiu reunir todos, com fantasias iguais, na última alegoria, a única com visual mais tradicional. Diante da decisão, alguns destaques decidiram não desfilar, enquanto outros escolheram desfilar noutras escolas. Esposa de Anísio e mãe de Gabriel, Fabíola David, que desfilava no abre-alas da escola, foi realocada para um tripé no início do desfile. As ideias de Gabriel e Misailidis encontraram resistência dentro da própria agremiação. O presidente, Anísio, teve que interferir algumas vezes para apaziguar os ânimos na diretoria. Acostumado a ditar as ordens na comissão de carnaval, Laíla teve sua liderança reduzida e não escondeu de ninguém seu desagrado. Fora os conflitos internos da escola, o carnaval carioca passava por um momento conturbado. Em junho de 2017, a Prefeitura do Rio anunciou o corte de 50% do repasse de verbas públicas para as escolas de samba. A decisão causou polêmica visto que em sua campanha à Prefeitura, Marcelo Crivella prometeu manter o patrocínio às agremiações. Bispo licenciado da Igreja Universal do Reino de Deus, Crivella também foi acusado de ser influenciado pela sua religião ao cortar parte da verba do carnaval. A LIESA ameaçou cancelar os desfiles e sambistas organizaram protestos, mas o Prefeito manteve o corte. Sem dinheiro, a LIESA cancelou os ensaios técnicos realizados no sambódromo, após quinze anos bancando o evento. Em janeiro de 2018, a Beija-Flor realizou um ensaio aberto na Avenida Atlântica, em Copacabana.
A Beija-Flor foi a sexta, e última, escola a desfilar na segunda noite (segunda-feira) do Grupo Especial de 2018. O desfile gerou imagens fortes como a reprodução de crianças mortas em caixões, policiais baleados, assaltos, arrastões, e um tiroteio dentro de uma sala de aula. Também foram usadas referências políticas. Uma ala representou a "farra dos guardanapos" de Sérgio Cabral Filho. A segunda alegoria reproduziu o edifício sede da Petrobras de forma "favelizada", em referência ao empobrecimento da população, que por sua vez seria um dos efeitos da corrupção na empresa. Um dos destaques do desfile foi o samba-enredo, vencedor de quatro premiações. Ao final da apresentação, o público dos camarotes e arquibancadas invadiu a pista e seguiu a escola, ato conhecido no meio carnavalesco como "arrastão", porém, de maior proporção do que o comum. Mesmo após a bateria parar de tocar, o público continuou cantando o samba-enredo à capela. O desfile dividiu a opinião dos especialistas. Foram elogiados os chamados "quesitos de chão" (harmonia e evolução), além da parte musical (bateria e samba-enredo) e o casal Selminha e Claudinho; enquanto a plástica (alegorias e fantasias), enredo e comissão de frente, foram duramente criticados. Alguns veículos de imprensa sequer listaram a Beija-Flor entre as favoritas ao título. Numa disputa acirrada, a Beija-Flor foi campeã do carnaval de 2018 com um décimo de vantagem sobre Paraíso do Tuiuti e Salgueiro, conquistando seu 14.º título de campeã da folia carioca. Após a vitória, Laíla fez críticas à perda de espaço no comando do carnaval da escola. O desabafo do diretor expôs o conflito interno dentro da agremiação após a ascensão de Gabriel David e suas ideias de modernização do desfile junto ao coreógrafo Marcelo Misailidis. Dias após o carnaval, a Beija-Flor comunicou o desligamento "amigável" de Laíla.
- 2019: "Quem não Viu, Vai Ver... As Fábulas do Beija-Flor"

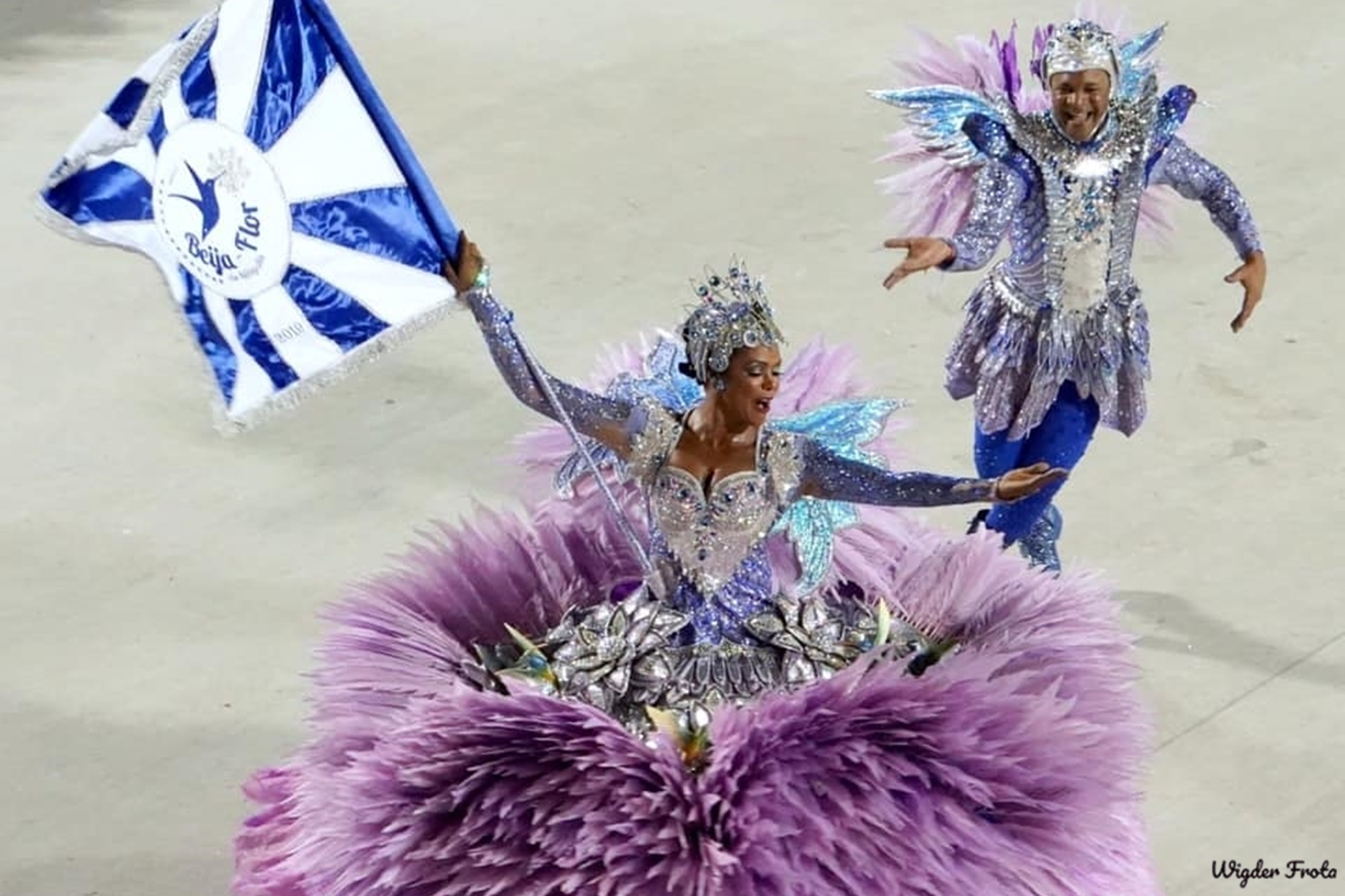
Selminha e Claudinho no desfile de 2019.

Para comemorar os setenta anos da escola, completados em dezembro de 2018, a comissão de carnaval desenvolveu um enredo sobre desfiles marcantes da agremiação, fazendo analogias com as Fábulas de Esopo. O enredo foi dividido em cinco blocos temáticos: enredos biográficos, herança africana, sátiras políticas, histórias lúdicas e críticas sociais. Pelo segundo ano consecutivo, o prefeito Marcelo Crivella cortou 50% da verba destinada às escolas que desfilam no Sambódromo. Quinta escola a se apresentar na primeira noite (domingo) do Grupo Especial do carnaval de 2019, a Beija-Flor manteve o estilo consagrado com o título de 2018, com alas e alegorias coreografadas com concepções teatrais. O resultado, porém, foi bem diferente do ano anterior. A Beija-Flor obteve um dos piores resultados de sua história, se classificando em décimo primeiro lugar, perto da zona de rebaixamento. A escola conseguiu a pontuação máxima apenas nos quesitos Bateria e Mestre-sala e Porta-bandeira.

### Década de 2020
- 2020: "Se Essa Rua Fosse Minha"

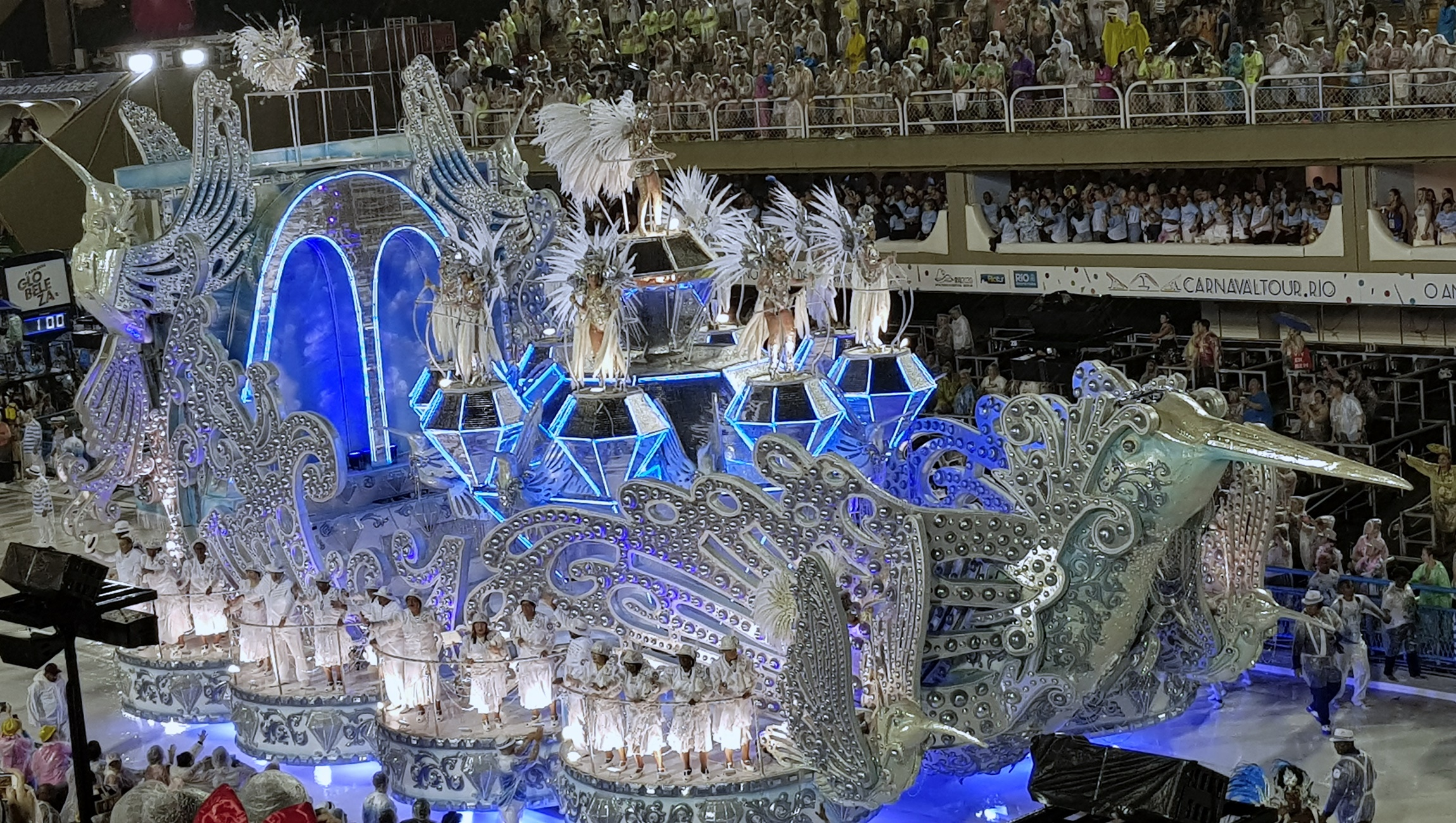
Desfile da Beija-Flor no carnaval de 2020.

Após 21 anos, passando por diversas formações, a Comissão de Carnaval da Beija-Flor foi extinta. Carnavalesco da escola entre 2007 e 2011, Alexandre Louzada retornou à agremiação. Integrando a última formação da Comissão, Cid Carvalho foi mantido como carnavalesco da escola junto à Louzada. Para o carnaval de 2020, Cid e Louzada assinaram o enredo "Se Essa Rua Fosse Minha", sobre as grandes jornadas da humanidade e as ruas famosas do mundo. Após dois anos cortando a verba pela metade, o prefeito Marcelo Crivella decidiu cortar integralmente a subvenção das escolas que desfilam no Sambódromo. A Beija-Flor foi a última escola a desfilar na segunda noite (segunda-feira), encerrando os desfiles de 2020, o que gerou expectativa, uma vez que a escola venceu o carnaval em todas as vezes que encerrou os desfiles. A apresentação da escola lembrou de logradouros famosos como Champs-Elysées, Broadway, Abbey Road, o Calçadão de Copacabana e a Rua Marquês de Sapucaí (onde são realizados os desfiles). A escola gabaritou a maioria dos quesitos, mas foi despontuada em Alegorias e Harmonia, se classificando na quarta colocação.
- 2021/2022: "Empretecer o Pensamento É Ouvir a Voz da Beija-Flor"

Em comum acordo, Beija-Flor e Cid Carvalho decidiram encerrar a parceria. A escola manteve apenas Alexandre Louzada como carnavalesco. Para 2021, foi escolhido um enredo sobre a intelectualidade afro-brasileira, a contribuição dos povos africanos para a humanidade e o combate ao racismo. A escola convidou artistas negros para auxiliar o carnavalesco Alexandre Louzada. Com o retorno de Eduardo Paes à Prefeitura do Rio de Janeiro, a subvenção voltou a ser paga às agremiações. Por causa do avanço da Pandemia de COVID-19 em todo o mundo, o desfile das escolas de samba de 2021 foi cancelado, sendo a primeira vez, desde a criação do concurso, em 1932, que o evento não foi realizado. Em 11 de dezembro de 2020, o ex-presidente da Beija-Flor, e então prefeito de Nilópolis, Farid Abrão David, morreu de COVID. Personalidade histórica da Beija-Flor, Laíla também morreu de COVID, em 18 de junho de 2021. Em homenagem, a escola batizou seu barracão, na Cidade do Samba, de Laíla. Com o agravamento da pandemia, as escolas paralisaram as atividades presenciais nas quadras e barracões, mas seguiram se programando para o desfile futuro. No final do ano, com a campanha de vacinação contra a COVID e a diminuição de mortes pela doença, as escolas retomaram os ensaios para o carnaval de 2022. Com o aumento dos casos de COVID no país devido ao avanço da variante Ómicron, o desfile das escolas de samba que ocorreriam no carnaval de 2022 foram adiados para abril do mesmo ano, durante o feriado de Tiradentes. A Beija-Flor foi a última escola a se apresentar na primeira noite (domingo) do Grupo Especial. Entre os destaques do desfile estavam a caracterização da porta-bandeira Selminha Sorriso, que usou uma touca de látex cobrindo a cabeça para parecer que estava careca; e a escultura de Laíla na última alegoria. A Beija-Flor foi vice-campeã com três décimos de diferença para a campeã, Grande Rio. Foi o 13.º vice-campeonato conquistado pela Beija-Flor no carnaval. A escola gabaritou diversos quesitos, perdendo pontos somente em Alegorias e Comissão de Frente. O samba-enredo da escola foi o único a receber nota máxima de todos os julgadores.
- 2023: "Brava Gente! O Grito dos Excluídos no Bicentenário da Independência"

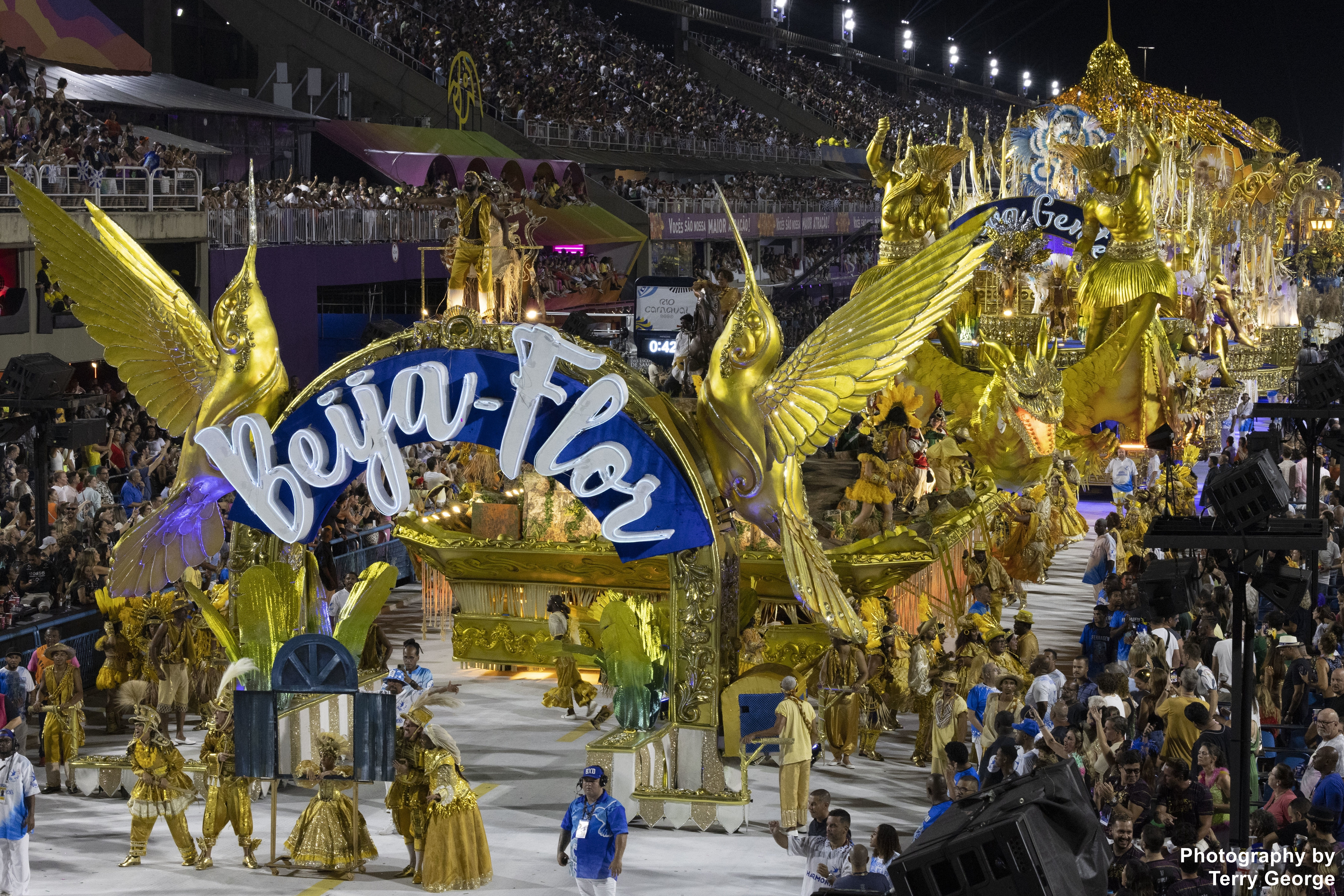
Desfile da Beija-Flor no carnaval de 2023.

Após o desfile de 2022, o carnavalesco André Rodrigues, que integrou a equipe de carnaval da escola naquele ano, foi convidado por Alexandre Louzada para dividir a assinatura do desfile de 2023 e, junto com o pesquisador Mauro Cordeiro, desenvolveram o enredo "Brava Gente! O Grito dos Excluídos no Bicentenário da Independência", sobre a Independência do Brasil na Bahia. O enredo defendeu que a Independência não deveria ser comemorada em 7 de setembro e sim em 2 de julho, data em que se celebra a expulsão das tropas portuguesas da Bahia em 1823, um triunfo nacional com forte protagonismo feminino e afro-ameríndio. O coreógrafo Marcelo Misailidis foi dispensado da escola, que contratou a dupla Jorge Teixeira e Saulo Finelon, que estavam na Mocidade. Após vinte anos como rainha de bateria da agremiação, Raíssa Oliveira foi destituída do cargo. A escola realizou um concurso para eleger a nova rainha de bateria da agremiação. A escolhida foi Lorena Raíssa, de 15 anos. A escola de Nilópolis foi a quinta a desfilar na segunda noite (segunda-feira) do Grupo Especial. Após um princípio de incêndio no abre-alas, rapidamente controlado, a agremiação entrou na avenida com o enredo "Brava Gente! O Grito dos Excluídos no Bicentenário da Independência". Apesar de ter um dos melhores sambas do ano, a Beija-Flor fez um desfile plasticamente aquém do esperado. Bastante despontuada em Enredo e Alegorias e Adereços, acabou em um modesto quarto lugar, voltando para o sábado das campeãs. A Beija-Flor recebeu o Estandarte de Ouro de melhor escola. Dias depois do desfile, foi anunciado o desligamento do carnavalesco Alexandre Louzada. Posteriormente, André Rodrigues também se desligou da escola.
- 2024: "Um Delírio de Carnaval na Maceió de Rás Gonguila"

Para o carnaval de 2024, a Beija-Flor recebeu cerca de oito milhões de reais da prefeitura de Maceió para realizar um desfile sobre a cidade, com enfoque na cultura popular da capital alagoana. A escola contratou o carnavalesco João Vitor Araújo, advindo do Paraíso do Tuiuti, que desenvolveu um enredo sobre Benedito dos Santos, um engraxate, filho de escravos, que se dizia descendente do último imperador da Etiópia. Adotando o nome de Rás Gonguila, Benedito fundou um bloco carnavalesco em Maceió, se tornando figura de destaque no carnaval alagoano do século XX. A Beija-Flor foi a segunda escola a se apresentar na primeira noite (domingo) do Grupo Especial de 2024. Especialistas elogiaram os quesitos visuais (alegorias e fantasias), mas apontaram que a escola teve problemas de evolução, especialmente com a quinta alegoria, que teve dificuldade de entrar na pista, abrindo um "buraco" entre as alas. A ala de baianas recebeu o Troféu Tupi e o Estandarte de Ouro (o primeiro da escola na categoria). Selminha e Claudinho receberam o prêmio S@mba-Net e o Troféu Explosão in Samba de melhor casal do ano. No julgamento oficial do carnaval, a Beija-Flor garantiu a pontuação máxima apenas nos quesitos Bateria, Casal e Fantasias, perdendo décimos em todos os demais. A escola obteve o oitavo lugar do Grupo Especial, ficando de fora do Desfile das Campeãs, algo que só havia ocorrido outras quatro vezes desde 1985. Após o resultado, a escola demitiu o diretor de carnaval Dudu Azevedo e o diretor de harmonia Valber Frutuoso.
- 2025: "Laíla de Todos os Santos, Laíla de Todos os Sambas"

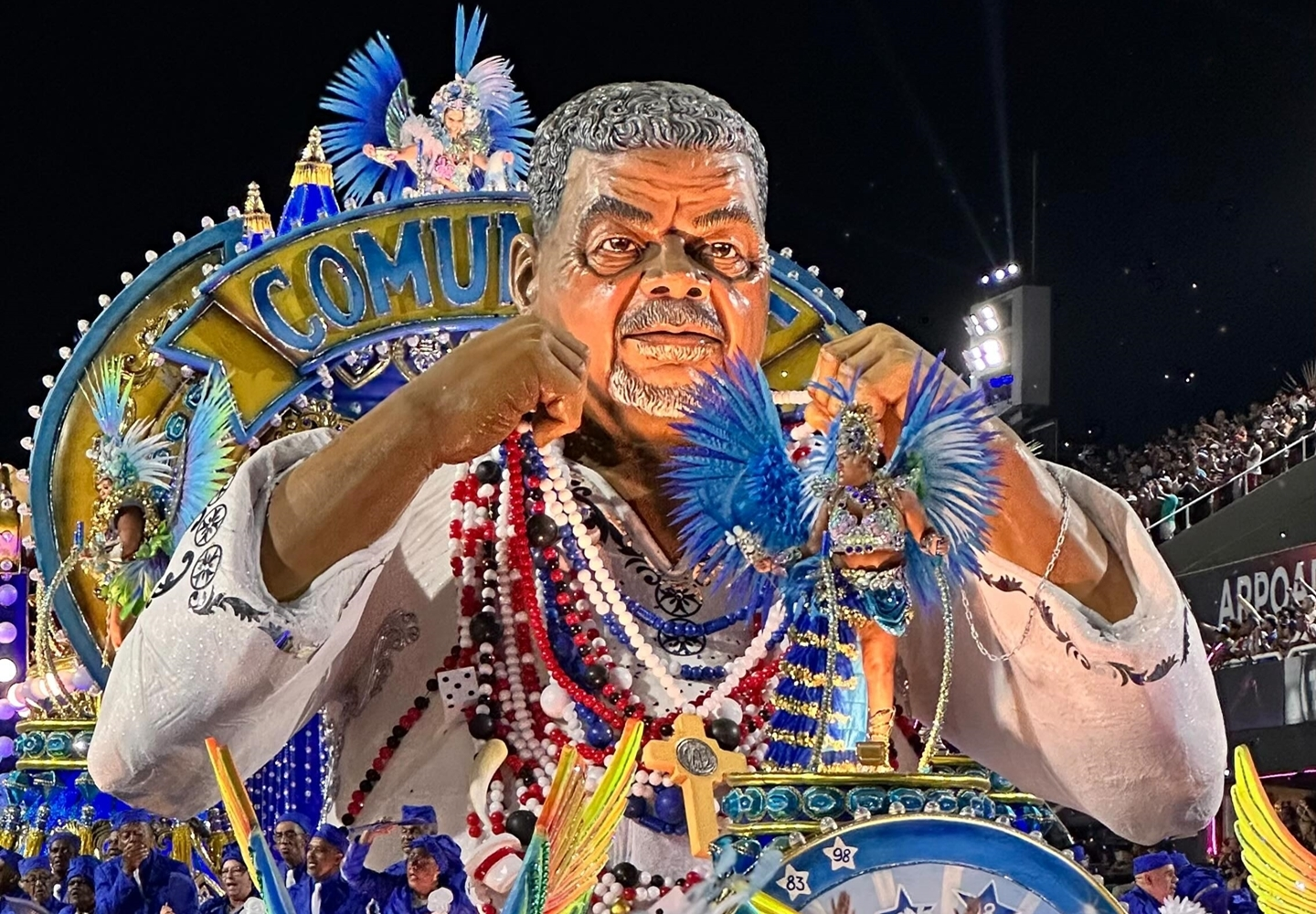
Desfile da Beija-Flor no carnaval de 2025. Com homenagem a Laíla e despedida de Neguinho da Beija-Flor, escola conquistou seu 15.º título.

Para assumir a direção de harmonia, a escola montou uma comissão formada por Michel Oliveira, Simone Sant’Ana, Shirleise Colins e Zé Carlos. Para a direção de carnaval, foi contratado Marquinho Marino, que estava na Unidos da Tijuca. Para o carnaval de 2025, a Beija-Flor escolheu um enredo em homenagem a Laíla, histórico diretor da agremiação, morto em 2021. A partir desse ano, o desfile do Grupo Especial passou a ser dividido em três noites, com quatro escolas se apresentando em cada noite. A Beija-Flor foi a segunda escola a se apresentar na segunda noite (segunda-feira). O desfile foi amplamente elogiado pela crítica especializada, recebendo adjetivos como "belo", "arrebatador", "marcante", "inesquecível" e "emocionante". Apontada como uma das favoritas, a Beija-Flor foi campeã, conquistando seu décimo quinto título no carnaval carioca, sete anos após a conquista anterior, em 2018. A escola recebeu apenas três notas abaixo da máxima, mas, seguindo o regulamento do concurso, todas foram descartadas. Com isso, a Beija-Flor foi campeã com a pontuação máxima de 270 pontos, com um décimo de vantagem sobre a vice-campeã, Grande Rio. A escola ainda recebeu diversas premiações, com destaque para o samba-enredo, que foi o mais premiado do ano. O desfile marcou a despedida de Neguinho da Beija-Flor, que antes mesmo do carnaval anunciou sua aposentadoria da função após cinquenta anos consecutivos como intérprete oficial da agremiação.
- 2026: "Bembé"

Para o carnaval de 2026, a Beija-Flor escolheu um enredo sobre o Bembé do Mercado, festividade religiosa afro-brasileira, considerado o maior candomblé de rua do mundo, e realizado desde 1889 na cidade de Santo Amaro para celebrar a Abolição da Escravatura, sendo declarado patrimônio cultural imaterial da Bahia. Para substituir Neguinho da Beija-Flor, Nino do Milênio e Jéssica Martin foram escolhidos como novos intérpretes da escola após as gravações do reality show "A Voz do Carnaval", produzido pelo canal Multishow. Os cantores faziam parte do carro de som da agremiação.

## Carnavais
| Beija-Flor | Beija-Flor                                      | Beija-Flor                                      | Beija-Flor | Beija-Flor | Beija-Flor                      |
| Ano        | Colocação                                       | Divisão                                         | Enredo | Carnavalesco | Ref.                            |
| ---------- | ----------------------------------------------- | ----------------------------------------------- | --- | --- | ------------------------------- |
| 1954       | Campeã (Promovida)                              | Grupo 2                                         | "O Caçador de Esmeraldas" (Samba-enredo composto por Ozório de Lima) | Cabana | [ 557 ] [ 558 ]                 |
| 1955       | 6.º Lugar                                       | Grupo 1                                         | "Páginas de Ouro da Poesia Brasileira" (Samba-enredo composto por Ozório de Lima) | Nilo | [ 557 ] [ 559 ]                 |
| 1956       | 12.º Lugar                                      | Grupo 1                                         | "O Gaúcho" (Samba-enredo composto por Cabana) | Nilo | [ 557 ] [ 560 ]                 |
| 1957       | 10.º Lugar                                      | Grupo 1                                         | "Riquezas Áureas do Brasil" (Samba-enredo composto por Cabana) | Augusto de Almeida | [ 557 ] [ 561 ]                 |
| 1958       | 10.º Lugar                                      | Grupo 1                                         | "Tomada de Monte Castelo ou Exaltação às Forças Armadas" (Samba-enredo composto por Vacele) | Benedito dos Santos | [ 557 ] [ 562 ]                 |
| 1959       | 9.º Lugar                                       | Grupo 1                                         | "Copa do Mundo" (Samba-enredo composto por Pardal) | Augusto de Almeida | [ 557 ] [ 563 ]                 |
| 1960       | 6.º Lugar (Rebaixada)                           | Grupo 1                                         | "Regência Prima" (Samba-enredo composto por Cabana) | Augusto de Almeida | [ 557 ] [ 564 ]                 |
| 1961       | 8.º Lugar                                       | Grupo 2                                         | "Homenagem à Brasília" (Samba-enredo composto por Cabana) | Josefá | [ 557 ] [ 565 ]                 |
| 1962       | Vice-campeã (Promovida)                         | Grupo 2                                         | "Dia do Fico" (Samba-enredo composto por Cabana) | Cabana | [ 557 ] [ 566 ]                 |
| 1963       | 10.º Lugar (Rebaixada)                          | Grupo 1                                         | "Peri e Ceci" (Samba-enredo composto por Cabana) | Josefá | [ 557 ] [ 567 ]                 |
| 1964       | 12.º Lugar (Rebaixada)                          | Grupo 2                                         | "Café, Riqueza do Brasil" (Samba-enredo composto por Cabana) | Cabana | [ 557 ] [ 568 ]                 |
| 1965       | 3.º Lugar                                       | Grupo 3                                         | "Lei do Ventre Livre" (Samba-enredo composto por Nicanor de Oliveira) | Cabana | [ 557 ] [ 569 ]                 |
| 1966       | 3.º Lugar                                       | Grupo 3                                         | "Fatos que Culminaram com a Independência do Brasil" (Samba-enredo composto por Jair e Timbó) | Augusto de Almeida | [ 557 ] [ 570 ]                 |
| 1967       | Vice-campeã (Promovida)                         | Grupo 3                                         | "A Queda da Monarquia" (Samba-enredo composto por Anésio Tavares da Silva) | Augusto de Almeida | [ 557 ] [ 571 ]                 |
| 1968       | 9.º Lugar                                       | Grupo 2                                         | "Exaltação a José de Alencar" (Samba-enredo composto por Anésio) | Anésio | [ 557 ] [ 572 ]                 |
| 1969       | 9.º Lugar                                       | Grupo 2                                         | "O Paquete do Exílio" (Samba-enredo composto por Aloísio e Ivancué) | Cabana | [ 557 ] [ 573 ]                 |
| 1970       | 6.º Lugar                                       | Grupo 2                                         | "Rio, Quatro Séculos de Glórias" (Samba-enredo composto por Walter de Oliveira) | Abílio | [ 557 ] [ 574 ]                 |
| 1971       | 7.º Lugar                                       | Grupo 2                                         | "Carnaval, Sublime Ilusão" (Samba-enredo composto por Walter de Oliveira) | Abílio | [ 557 ] [ 575 ]                 |
| 1972       | 6.º Lugar                                       | Grupo 2                                         | "Bahia dos Meus Amores" (Samba-enredo composto por Adeson, Isaias Pereira e Sebastião Adilson) | Abílio | [ 576 ] [ 557 ]                 |
| 1973       | Vice-campeã (Promovida)                         | Grupo 2                                         | "Educação para o Desenvolvimento" (Samba-enredo composto por César Roberto Neves e Darvin) | Manuel Antônio Barroso | [ 557 ] [ 577 ]                 |
| 1974       | 7.º Lugar                                       | Grupo 1                                         | "Brasil Ano 2000" (Samba-enredo composto por João Rosa e Walter de Oliveira) | Manuel Antônio Barroso e Rosa Magalhães | [ 578 ] [ 557 ]                 |
| 1975       | 7.º Lugar                                       | Grupo 1                                         | "O Grande Decênio" (Samba-enredo composto por Bira Quininho) | Manuel Antônio Barroso | [ 579 ] [ 557 ]                 |
| 1976       | Campeã                                          | Grupo 1                                         | "Sonhar com Rei Dá Leão" (Samba-enredo composto por Neguinho da Beija-Flor) | Joãosinho Trinta | [ 580 ] [ 557 ]                 |
| 1977       | Campeã                                          | Grupo 1                                         | "Vovó e o Rei da Saturnália na Corte Egipciana" (Samba-enredo composto por Luciano da Beija-Flor e Savinho da Beija-Flor) | Joãosinho Trinta | [ 581 ] [ 557 ]                 |
| 1978       | Campeã                                          | Grupo 1                                         | "A Criação do Mundo na Tradição Nagô" (Samba-enredo composto por Gilson Dr., Mazinho e Neguinho da Beija-Flor) | Joãosinho Trinta | [ 582 ] [ 557 ]                 |
| 1979       | Vice-campeã                                     | Grupo 1A                                        | "O Paraíso da Loucura" (Samba-enredo composto por Luciano da Beija-Flor, Savinho da Beija-Flor e Walter de Oliveira) | Joãosinho Trinta | [ 557 ] [ 583 ]                 |
| 1980       | Campeã (Junto com Imperatriz e Portela)         | Grupo 1A                                        | "O Sol da Meia-noite, Uma Viagem ao País das Maravilhas" (Samba-enredo composto por Alceu, Wilson Bombeiro e Zé do Maranhão) | Joãosinho Trinta | [ 584 ] [ 585 ]                 |
| 1981       | Vice-campeã                                     | Grupo 1A                                        | "Carnaval do Brasil, a Oitava das Sete Maravilhas do Mundo" (Samba-enredo composto por Dicró, Neguinho da Beija-Flor e Picolé) | Joãosinho Trinta | [ 585 ] [ 586 ]                 |
| 1982       | 6.º Lugar                                       | Grupo 1A                                        | "O Olho Azul da Serpente" (Samba-enredo composto por Carlinhos Bagunça, Joel Menezes e Wilson Bombeiro) | Joãosinho Trinta | [ 78 ] [ 585 ]                  |
| 1983       | Campeã                                          | Grupo 1A                                        | "A Grande Constelação das Estrelas Negras" (Samba-enredo composto por Nêgo e Neguinho da Beija-Flor) | Joãosinho Trinta | [ 585 ] [ 587 ]                 |
| 1984       | 3.º Lugar                                       | Grupo 1A (Segunda-feira)                        | "O Gigante em Berço Esplêndido" (Samba-enredo composto por Nêgo e Neguinho da Beija-Flor) | Joãosinho Trinta | [ 588 ] [ 589 ] [ 590 ] [ 591 ] |
| 1984       | 5.º Lugar                                       | Super-campeonato                                | "O Gigante em Berço Esplêndido" (Samba-enredo composto por Nêgo e Neguinho da Beija-Flor) | Joãosinho Trinta | [ 588 ] [ 589 ] [ 590 ] [ 591 ] |
| 1985       | Vice-campeã                                     | Grupo 1A                                        | "A Lapa de Adão e Eva" (Samba-enredo composto por Carnaval, Carlinhos Bagunça, H.O., Patrício e Zé do Cavaco) | Joãosinho Trinta | [ 592 ] [ 593 ]                 |
| 1986       | Vice-campeã                                     | Grupo 1A                                        | "O Mundo É Uma Bola" (Samba-enredo composto por Betinho e Jorge Canuto) | Joãosinho Trinta | [ 594 ] [ 593 ]                 |
| 1987       | 4.º Lugar                                       | Grupo 1                                         | "As Mágicas Luzes da Ribalta" (Samba-enredo composto por Gilson Dr. e Mazinho) | Joãosinho Trinta | [ 595 ] [ 593 ]                 |
| 1988       | 3.º Lugar                                       | Grupo 1                                         | "Sou Negro, do Egito à Liberdade" (Samba-enredo composto por Aloísio Santos, Cláudio Inspiração, Ivancué e Marcelo Guimarães) | Joãosinho Trinta | [ 596 ] [ 593 ]                 |
| 1989       | Vice-campeã                                     | Grupo 1                                         | "Ratos e Urubus, Larguem Minha Fantasia" (Samba-enredo composto por Betinho, Glyvaldo, Osmar e Zé Maria) | Joãosinho Trinta | [ 597 ] [ 593 ]                 |
| 1990       | Vice-campeã                                     | Especial                                        | "Todo Mundo Nasceu Nu" (Samba-enredo composto por Aparecida, Betinho, Bira e Jorginho) | Joãosinho Trinta | [ 598 ] [ 593 ]                 |
| 1991       | 4.º Lugar                                       | Especial                                        | "Alice no Brasil das Maravilhas" (Samba-enredo composto por Cláudio Inspiração, Paulo Roberto, Pelé e Tonho Magrinho) | Joãosinho Trinta | [ 599 ] [ 593 ]                 |
| 1992       | 7.º Lugar                                       | Especial                                        | "Há Um Ponto de Luz na Imensidão" (Samba-enredo composto por Dinoel Sampaio, Itinho e Neguinho da Beija-Flor) | Joãosinho Trinta | [ 600 ] [ 593 ]                 |
| 1993       | 3.º Lugar                                       | Especial                                        | "Uni-duni-tê, a Beija-Flor Escolheu: É Você" (Samba-enredo composto por Edeor de Paula, Sérgio Fonseca e Wilson Bombeiro) | Maria Augusta | [ 601 ] [ 593 ]                 |
| 1994       | 5.º Lugar                                       | Especial                                        | "Margareth Mee, a Dama das Bromélias" (Samba-enredo composto por Almir Moreira, Arnaldo Matheus e J. Santos) | Milton Cunha | [ 602 ] [ 593 ]                 |
| 1995       | 3.º Lugar                                       | Especial                                        | "Bidu Sayão e o Canto de Cristal" (Samba-enredo composto por Bira, Zé Carlos do Cavaco, Tião Barbudo, Dequinha Pottier e Jorginho) | Milton Cunha | [ 603 ] [ 593 ]                 |
| 1996       | 3.º Lugar                                       | Especial                                        | "Aurora do Povo Brasileiro" (Samba-enredo composto por Miro Barbosa) | Milton Cunha | [ 604 ] [ 593 ]                 |
| 1997       | 4.º Lugar                                       | Especial                                        | "A Beija-Flor É Festa na Sapucaí" (Samba-enredo composto por Almir Sereno, Arnaldo Matheus, J. Santos e Wilson Bombeiro) | Milton Cunha | [ 605 ] [ 593 ]                 |
| 1998       | Campeã (Junto com Mangueira)                    | Especial                                        | "O Mundo Místico dos Caruanas nas Águas do Patu-Anu" (Samba-enredo composto por Alencar de Oliveira, Baby, Marcão, Noel Costa e Wilsinho Paz) | Cid Carvalho, Amarildo de Mello, Anderson Müller, Fran Sérgio, Nélson Ricardo, Paulo Führo, Ubiratan Silva e Victor Santos                                                       | [ 606 ] [ 593 ]                 |
| 1999       | Vice-campeã                                     | Especial                                        | "Araxá, Lugar Alto Onde Primeiro Se Avista o Sol" (Samba-enredo composto por Wilsinho Paz, Noel Costa e Serginho do Porto) | Cid Carvalho, Fran Sérgio, Nélson Ricardo, Shangai e Ubiratan Silva | [ 593 ] [ 607 ]                 |
| 2000       | Vice-campeã                                     | Especial                                        | "Brasil, Um Coração que Pulsa Forte. Pátria de Todos ou Terra de Ninguém?" (Samba-enredo composto por Igor Leal e Amendoim da Beija-Flor) | Cid Carvalho, Fran Sérgio, Nélson Ricardo, Shangai e Ubiratan Silva | [ 608 ] [ 609 ]                 |
| 2001       | Vice-campeã                                     | Especial                                        | "[A Saga de Agotime, Maria Mineira Naê" (Samba-enredo composto por Déo, Caruso, Cleber e Osmar) | Cid Carvalho, Fran Sérgio, Nélson Ricardo, Shangai e Ubiratan Silva | [ 608 ] [ 610 ]                 |
| 2002       | Vice-campeã                                     | Especial                                        | "O Brasil Dá o Ar de Sua Graça. De Ícaro a Rubem Berta, o Ímpeto de Voar" (Samba-enredo composto por: Wilsinho Paz, Elcy, Gil das Flores, Alexandre Moraes, Tamir, Tom Tom e Igor Leal) | Laíla, Cid Carvalho, Fran Sérgio, Nélson Ricardo, Shangai, Ubiratan Silva e Victor Santos                                                                                        | [ 608 ] [ 611 ]                 |
| 2003       | Campeã                                          | Especial                                        | "O Povo Conta a Sua História: Saco Vazio não Para em Pé. A Mão que Faz a Guerra Faz a Paz" (Samba-enredo composto por Betinho, J.C.Coelho, Ribeirinho e Glyvaldo) | Laíla, Cid Carvalho, Fran Sérgio, Shangai e Ubiratan Silva | [ 608 ] [ 612 ]                 |
| 2004       | Campeã                                          | Especial                                        | "Manôa, Manaus, Amazônia, Terra Santa: Alimenta o Corpo, Equilibra a Alma e Transmite a Paz" (Samba-enredo composto por Cláudio Russo, José Luis, Marquinhos e Jessey Beija-Flor) | Laíla, Cid Carvalho, Fran Sérgio, Shangai e Ubiratan Silva | [ 608 ] [ 613 ]                 |
| 2005       | Campeã                                          | Especial                                        | "O Vento Corta as Terras dos Pampas. Em Nome do Pai, do Filho e do Espírito Guarani. Sete Povos na Fé e na Dor... Sete Missões de Amor" (Samba-enredo composto por J.C. Coelho, Ribeirinho, Adilson China, Serginho Sumaré, Domingos P.S., Sidney de Pilares, Zequinha do Cavaco, Wanderley Novidade, Jorginho Moreira, Paulinho Rocha e Walnei Rocha) | Laíla, Cid Carvalho, Fran Sérgio, Shangai e Ubiratan Silva | [ 608 ] [ 614 ]                 |
| 2006       | 5.º Lugar                                       | Especial                                        | "Poços de Caldas Derrama Sobre a Terra Suas Águas Milagrosas. Do Caos Inicial à Explosão da Vida... Água - A Nave-mãe da Existência" (Samba-enredo composto por Wilsinho Paz, Noel Costa, Alexandre Moraes e Silvio Romai) | Laíla, Cid Carvalho, Fran Sérgio, Shangai e Ubiratan Silva | [ 608 ] [ 615 ]                 |
| 2007       | Campeã                                          | Especial                                        | "Áfricas - Do Berço Real à Corte Brasiliana" (Samba-enredo composto por Cláudio Russo, J. Veloso, Carlinhos do Detran e Gilson Dr.) | Laíla, Fran Sérgio, Shangai, Ubiratan Silva e Alexandre Louzada | [ 608 ] [ 616 ]                 |
| 2008       | Campeã                                          | Especial                                        | "Macapaba: Equinócio Solar, Viagens Fantásticas ao Meio do Mundo" (Samba-enredo composto por Cláudio Russo, Carlinhos Detran, J. Veloso, Gilson Dr., Kid e Marquinhos) | Laíla, Fran Sérgio, Shangai, Ubiratan Silva e Alexandre Louzada | [ 608 ] [ 617 ]                 |
| 2009       | Vice-campeã                                     | Especial                                        | "No Chuveiro da Alegria, Quem Banha o Corpo Lava a Alma na Folia" (Samba-enredo composto por Tom Tom, Marcelo Guimarães, Lopita, Jorge Augusto e Veni Vieira) | Laíla, Fran Sérgio, Ubiratan Silva e Alexandre Louzada | [ 618 ] [ 608 ]                 |
| 2010       | 3.º Lugar                                       | Especial                                        | "Brilhante ao Sol do Novo Mundo, Brasília: Do Sonho à Realidade, a Capital da Esperança" (Samba-enredo composto por Picolé da Beija Flor, Serginho Sumaré, Samir Trindade, Serginho Aguiar, Dison Marimba e André do Cavaco) | Laíla, Fran Sérgio, Ubiratan Silva e Alexandre Louzada | [ 619 ] [ 608 ]                 |
| 2011       | Campeã                                          | Especial                                        | "A Simplicidade de Um Rei" (Samba-enredo composto por Samir Trindade, Serginho Aguiar, JR Beija Flor, Sidney de Pilares, Jorginho Moreira e Théo M. Neto) | Laíla, Fran Sérgio, Ubiratan Silva, Alexandre Louzada e Victor Santos | [ 620 ] [ 608 ]                 |
| 2012       | 4.º Lugar                                       | Especial                                        | "São Luís - O Poema Encantado do Maranhão" (Samba-enredo composto por J. Velloso, Adilson China, Carlinhos do Detran, Silvio Romai, Hugo Leal, Gilberto Oliveira, Samir Trindade, Serginho Aguiar, Jr Beija-Flor, Ricardo Lucena, Thiago Alves e Romulo Presidente)                                                                                    | Laíla, Fran Sérgio, Ubiratan Silva, Victor Santos e André Cezari | [ 621 ] [ 608 ]                 |
| 2013       | Vice-campeã                                     | Especial                                        | "Amigo Fiel - Do Cavalo do Amanhecer ao Manga-larga Marchador" (Samba-enredo composto por J Veloso, Ribeirinho, Marquinho Beija-Flor, Gilberto, Silvio Romai e Dilson Marimba) | Laíla, Fran Sérgio, Ubiratan Silva, Victor Santos, André Cezari e Bianca Behrends                                                                                                | [ 622 ] [ 608 ]                 |
| 2014       | 7.º Lugar                                       | Especial                                        | "O Astro Iluminado da Comunicação Brasileira" (Samba-enredo composto por J. Beija-Flor, Sidney de Pilares, Júnior Trindade, Adilson Brandão, Zé Carlos, Diogo Rosa, Carlinhos e Samir Trindade) | Laíla, Fran Sérgio, Ubiratan Silva, Victor Santos, André Cezari, Bianca Behrends e Adriane Lins                                                                                  | [ 623 ] [ 608 ]                 |
| 2015       | Campeã                                          | Especial                                        | "Um Griô Conta a História: Um Olhar Sobre a África e o Despontar da Guiné Equatorial. Caminhemos Sobre a Trilha de Nossa Felicidade" (Samba-enredo composto por J.Velloso, Samir Trindade, JR Beija-Flor, Marquinhos Beija-Flor, Gilberto Oliveira, Elson Ramires, Dílson Marimba e Sílvio Romai)                                                      | Laíla, Fran Sérgio, Ubiratan Silva, Victor Santos, André Cezari, Bianca Behrends e Cláudio Russo                                                                                 | [ 608 ] [ 624 ]                 |
| 2016       | 5.º Lugar                                       | Especial                                        | "Mineirinho Genial! Nova Lima – Cidade Natal. Marquês de Sapucaí – O Poeta Imortal!" (Samba-enredo composto por Marcelo Guimarães, Sidney de Pilares, Manolo, Jorginho Moreira, Kirraizinho e Diogo Rosa) | Laíla, Fran Sérgio, Victor Santos, André Cezari, Bianca Behrends e Cláudio Russo                                                                                                 | [ 625 ] [ 608 ]                 |
| 2017       | 6.º Lugar                                       | Especial                                        | "A Virgem dos Lábios de Mel - Iracema" (Samba-enredo composto por Claudemir, Maurição, Ronaldo Barcellos, Bruno Ribas, Fábio Alemão, Wilson Tatá, Alan Vinicius e Betinho Santos) | Laíla, Fran Sérgio, Ubiratan Silva, André Cezari, Bianca Behrends, Cristiano Bara, Rodrigo Pacheco, Wladimir Morellembaum, Brendo Vieira, Gabriel Mello, Adriane Lins, Léo Mídia | [ 608 ] [ 626 ]                 |
| 2018       | Campeã                                          | Especial                                        | "Monstro É Aquele que não Sabe Amar. Os Filhos Abandonados da Pátria que os Pariu" (Samba-enredo composto por Di Menor BF, Kiraizinho, Diego Oliveira, Bakaninha Beija Flor, J.J. Santos, Júlio Assis e Diogo Rosa) | Laíla, Marcelo Misailidis, Cid Carvalho, Victor Santos, Bianca Behrends, Rodrigo Pacheco e Léo Mídia                                                                             | [ 627 ] [ 628 ] [ 629 ]         |
| 2019       | 11.º Lugar                                      | Especial                                        | "Quem não Viu Vai Ver… As Fábulas do Beija-Flor" (Samba-enredo composto por Di Menor BF, Júlio Assis, Kiraizinho, Diego Oliveira, Fabinho Ferreira e Diogo Rosa) | Marcelo Misailidis, Cid Carvalho, Victor Santos, Bianca Behrends, Rodrigo Pacheco, Léo Mídia e Válber Frutuoso                                                                   | [ 630 ] [ 628 ] [ 631 ]         |
| 2020       | 4.º Lugar                                       | Especial                                        | "Se Essa Rua Fosse Minha" (Samba-enredo composto por Magal Clareou, Diogo Rosa, Julio Assis, Jean Costa, Dario Jr e Thiago Soares) | Alexandre Louzada e Cid Carvalho | [ 632 ] [ 633 ]                 |
| 2021       | Não houve desfile devido a pandemia de Covid-19 | Não houve desfile devido a pandemia de Covid-19 | Não houve desfile devido a pandemia de Covid-19 | Não houve desfile devido a pandemia de Covid-19 | [ 634 ]                         |
| 2022       | Vice-campeã                                     | Especial                                        | "Empretecer o Pensamento É Ouvir a Voz da Beija-Flor" (Samba-enredo composto por J. Velloso, Léo do Piso, Beto Nega, Júlio Assis, Manolo e Diego Rosa) | Alexandre Louzada | [ 635 ]                         |
| 2023       | 4.º Lugar                                       | Especial                                        | "Brava Gente! O Grito dos Excluídos no Bicentenário da Independência" (Samba-enredo composto por Beto Nega, Diego Oliveira, Diogo Rosa, Julio Assis, Léo do Piso e Manolo) | Alexandre Louzada e André Rodrigues | [ 636 ]                         |
| 2024       | 8.º Lugar                                       | Especial                                        | "Um Delírio de Carnaval na Maceió de Rás Gonguila" (Samba-enredo composto por Kirraizinho, Lucas Gringo, Wilsinho Paz, Venir Vieira, Marquinhos Beija-Flor e Dr. Rogério) | João Vitor Araújo | [ 637 ]                         |
| 2025       | Campeã                                          | Especial                                        | "Laíla de Todos os Santos, Laíla de Todos os Sambas" (Samba-enredo composto por Romulo Massacesi, Junior Trindade, Serginho Aguiar, Centeno, Ailson Picanço, Gladiador e Felipe Sena) | João Vitor Araújo | [ 638 ] [ 639 ]                 |
| 2026       |                                                 | Especial                                        | "Bembé" | João Vitor Araújo | [ 640 ] [ 641 ]                 |

## Títulos
| Títulos da Beija-Flor | Títulos da Beija-Flor | Títulos da Beija-Flor                                                                    |
| --------------------- | --------------------- | ---------------------------------------------------------------------------------------- |
| Divisão               | Títulos               | Carnavais                                                                                |
| Primeira Divisão      | 15                    | 1976, 1977, 1978, 1980, 1983, 1998, 2003, 2004, 2005, 2007, 2008, 2011, 2015, 2018, 2025 |
| Segunda Divisão       | 1                     | 1954                                                                                     |

## Premiações
A Beija-Flor tem uma vasta lista de prêmios recebidos ao longo de sua história. A escola é uma das maiores vencedoras do Estandarte de Ouro, considerado o "óscar do carnaval carioca". Também conquistou diversas outras premiações como Tamborim de Ouro; S@mba-Net; Estrela do Carnaval; Prêmio SRzd; entre outros. Em 2022, a Beija-Flor foi declarada como patrimônio cultural de natureza imaterial do Estado do Rio de Janeiro.

## Homenagens
- Em 2009, a escola de samba Piratas da Batucada, de Macapá, foi campeã do Grupo Especial do Carnaval do Amapá com um desfile em homenagem a Beija-Flor.[642] O enredo "Da Fortaleza de Macapá ao Cristo Redentor: Piratão e Beija-Flor, Uma Maravilhosa História de Amor" foi uma retribuição ao desfile de 2008 da Beija-Flor, que teve como tema Macapá.[643]
- Em 2014, a Tradição reeditou o samba "Sonhar com Rei Dá Leão" (1976), se classificando em 17.º lugar na Série A (a segunda divisão do carnaval).[644][645]
- Em 2016, a Acadêmicos do Tatuapé homenageou a Beija-Flor com o enredo "É Ela, a Deusa da Passarela - Olha a Beija-Flor Aí Gente!", conquistando o vice-campeonato do Grupo Especial do Carnaval de São Paulo.[646] O desfile contou com a presença de ícones da Beija-Flor como Selminha Sorriso, Claudinho e Pinah Ayoub.[647]
- Em 2018, a Chatuba de Mesquita homenageou os setenta anos da Beija-Flor com o enredo "Beija-Flor, a Deusa da Passarela. 70 Anos de Glória!", conquistando a sexta colocação do Grupo D, a quinta divisão do carnaval carioca.[648]

## Segmentos

### Presidência de Honra

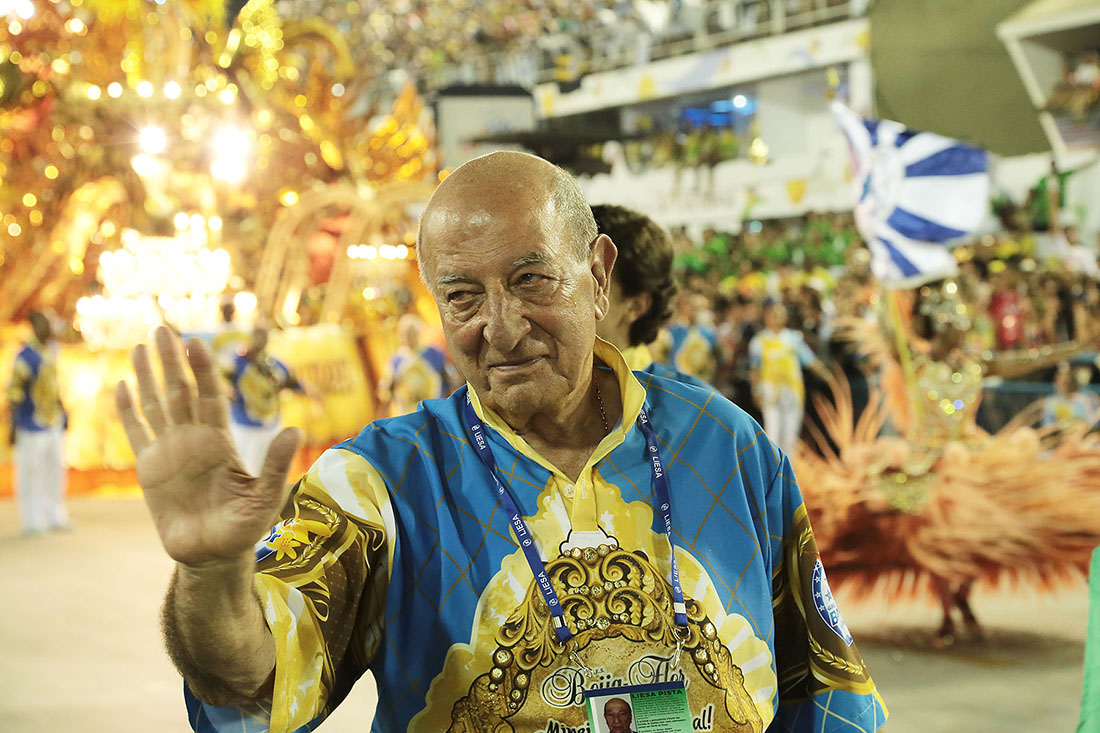
Presidente de honra e patrono da Beija-Flor, Anísio Abraão David, no desfile de 2016 da escola.

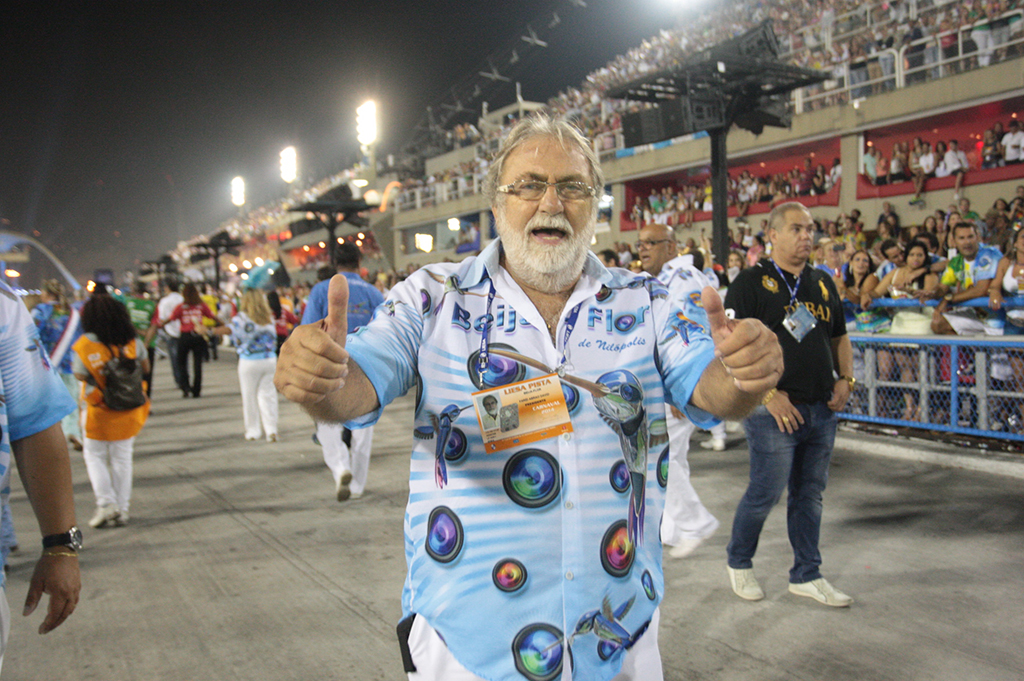
Farid Abrão David (1944-2020) foi o presidente da Beija-Flor por mais tempo.

| Presidente de Honra | Mandato       | Ref.   |
| ------------------- | ------------- | ------ |
| Anísio Abraão David | 1973–presente | [ 32 ] |

### Presidentes
| Presidentes                              | Mandato       | Ref.    |
| ---------------------------------------- | ------------- | ------- |
| Milton de Oliveira                       | 1948–1949     | [ 649 ] |
| Helles Ferreira da Silva                 | 1949–1953     | [ 649 ] |
| José Rodrigues Sennas                    | 1953–1958     | [ 649 ] |
| Vilson Neves                             | 1958–1960     | [ 649 ] |
| Helles Ferreira da Silva                 | 1960–1962     | [ 649 ] |
| Arthur Severino Pinto                    | 1962–1963     | [ 649 ] |
| Heitor Silva                             | 1963–1965     | [ 649 ] |
| Anísio Abraão David                      | 1965–1966     | [ 649 ] |
| Heitor Silva                             | 1966–1972     | [ 649 ] |
| Nelson Abrahão David                     | 1972–1983     | [ 649 ] |
| Farid Abrahão David                      | 1984–1986     | [ 649 ] |
| Anísio Abraão David                      | 1987–1990     | [ 649 ] |
| Nelson Abrahão David                     | 1991          | [ 649 ] |
| Luiz Carlos Duarte Baptista              | 1992–1993     | [ 649 ] |
| Farid Abrahão David                      | 1994–2011     | [ 649 ] |
| Nelson Alexandre Sennas David (Nelsinho) | 2012–2013     | [ 649 ] |
| Farid Abrahão David                      | 2013–2016     | [ 403 ] |
| Ricardo Abrahão David                    | 2017–2021     | [ 650 ] |
| Almir Reis                               | 2021–presente | [ 651 ] |

### Intérpretes

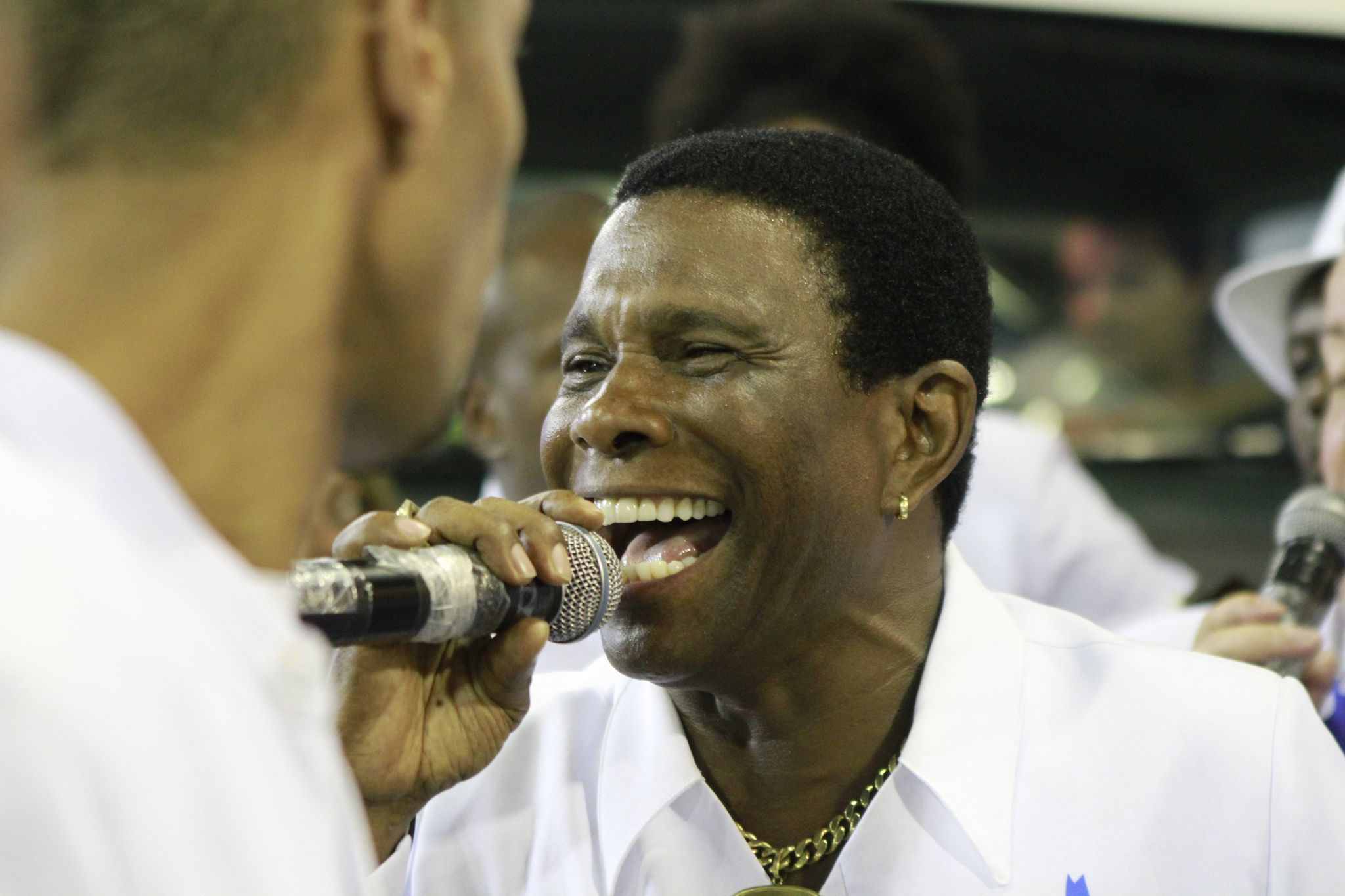
Neguinho da Beija-Flor foi o intérprete oficial da escola por quase cinquenta anos ininterruptos.

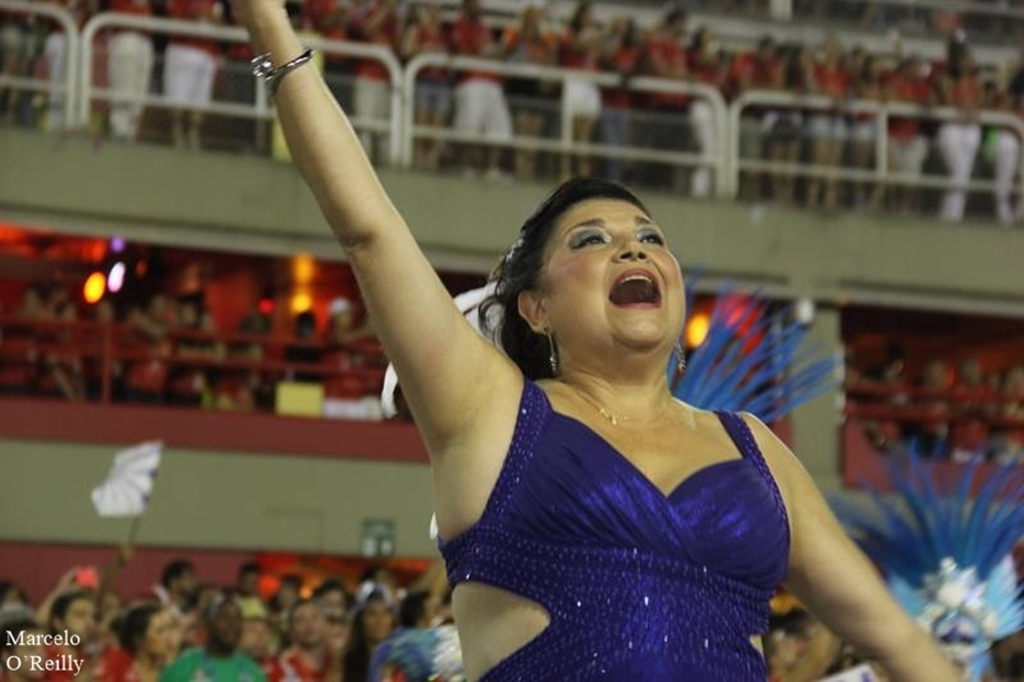
A coreógrafa Ghislaine Cavalcanti marcou época na Beija-Flor, participando da conquista de seis títulos da escola.

| Intérpretes                      | Carnavais | Ref.                            |
| -------------------------------- | --------- | ------------------------------- |
| Sílvio                           | 1972      | [ 652 ]                         |
| Zamba                            | 1974      | [ 653 ]                         |
| Bira Quininho                    | 1975      | [ 654 ] [ 655 ]                 |
| Neguinho da Beija-Flor           | 1976–2025 | [ 656 ] [ 657 ] [ 658 ] [ 659 ] |
| Nino do Milênio e Jéssica Martin | 2026–     | [ 660 ]                         |

### Comissão de Frente
| Coreógrafos(as)                                                    | Carnavais     | Ref.                                            |
| ------------------------------------------------------------------ | ------------- | ----------------------------------------------- |
| Amir Haddad                                                        | 1989–1990     | [ 661 ] [ 662 ]                                 |
| Geraldo Laclau                                                     | 1991          | [ 663 ]                                         |
| Ramilton Fernandes                                                 | 1993          | [ 664 ]                                         |
| Carlos Muvuca                                                      | 1994–1996     | [ 665 ] [ 666 ]                                 |
| Ghislaine Cavalcanti                                               | 1997–2010     | [ 365 ]                                         |
| Carlinhos de Jesus                                                 | 2011          | [ 667 ] [ 668 ]                                 |
| Fábio de Mello                                                     | 2012          | [ 669 ]                                         |
| Augusto Vargas, Marlus Fraga, Ruidglan Barros e Raimundo Rodrigues | 2013          | [ 670 ] [ 671 ]                                 |
| Marcelo Misailidis                                                 | 2014–2022     | [ 650 ] [ 650 ] [ 672 ] [ 673 ] [ 674 ] [ 675 ] |
| Jorge Teixeira e Saulo Finelon                                     | 2023–presente | [ 531 ]                                         |

### Mestre-sala e porta-bandeira

#### Primeiro casal

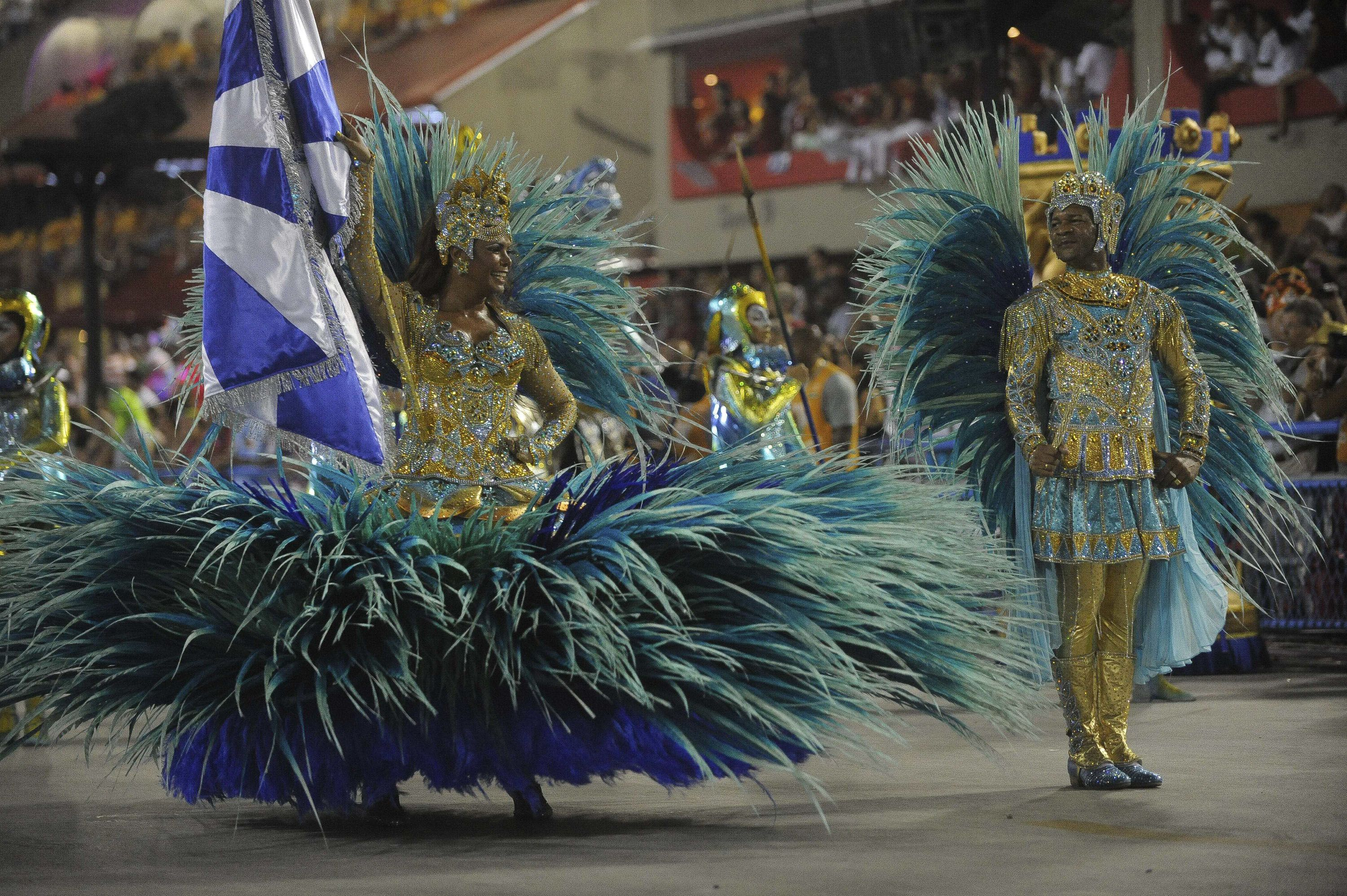
Claudinho e Selminha Sorriso no desfile de 2014.

| Primeiro casal               | Carnavais     | Ref.                    |
| ---------------------------- | ------------- | ----------------------- |
| Zequinha e China             | 1973–1975     | [ 676 ]                 |
| Zequinha e Juju Maravilha    | 1976–1977     | [ 677 ] [ 678 ]         |
| Élcio PV e Juju Maravilha    | 1978–1983     | [ 679 ]                 |
| Élcio PV e Dóris             | 1984–1988     | [ 680 ] [ 681 ]         |
| Marco Aurélio e Rosária      | 1989–1990     | [ 661 ] [ 662 ]         |
| Marco Aurélio e Rosana       | 1991–1992     | [ 663 ] [ 682 ]         |
| Edmar e Juju Maravilha       | 1993–1995     | [ 664 ] [ 683 ]         |
| Claudinho e Selminha Sorriso | 1996–presente | [ 650 ] [ 666 ] [ 684 ] |

#### Segundo casal

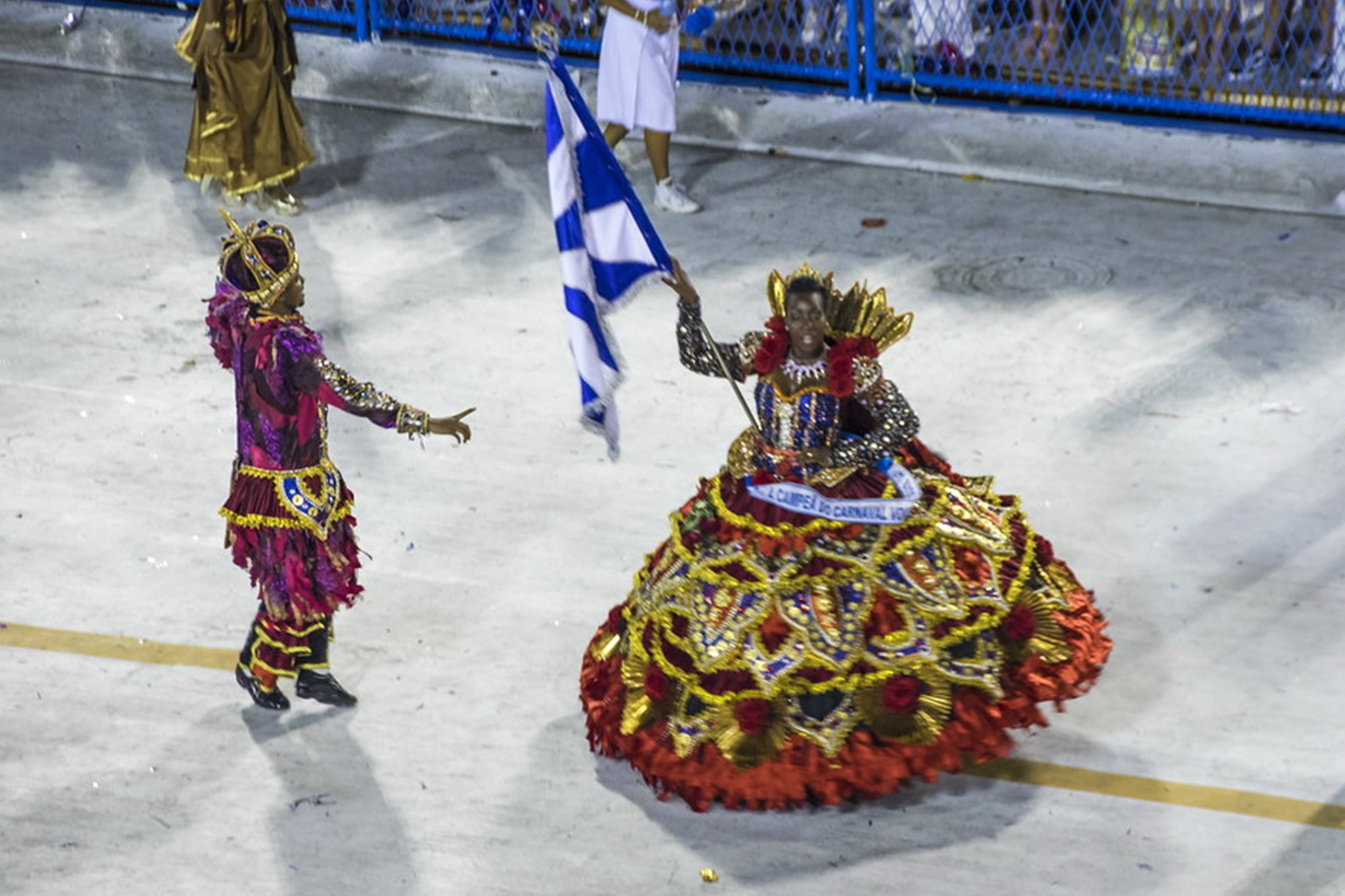
David Sabiá e Fernanda Love no desfile de 2018.

| Segundo casal                  | Carnavais     | Ref.            |
| ------------------------------ | ------------- | --------------- |
| Jorginho e Neuza               | 1990          | [ 685 ]         |
| Eduardo Belo e Sônia Bambaia   | 1994          | [ 686 ]         |
| Carlos Augusto e Sônia Bambaia | 1995          | [ 687 ]         |
| Carlos Augusto e Janailce      | 1996–1999     | [ 688 ] [ 689 ] |
| Felipe e Janailce              | 2000          | [ 690 ]         |
| Carlos Augusto e Janailce      | 2001          | [ 691 ]         |
| Eduardo Belo e Janailce        | 2002–2003     | [ 692 ] [ 693 ] |
| Carlos Augusto e Janailce      | 2004–2009     | [ 694 ] [ 695 ] |
| David Sabiá e Janailce         | 2010–2012     | [ 696 ] [ 697 ] |
| David Sabiá e Fernanda Love    | 2013–presente | [ 698 ]         |

### Bateria
A bateria da Beija-Flor é apelidada de "Soberana". No ano de 2016, a bateria da escola recebeu o seu primeiro Estandarte de Ouro de melhor bateria, entre outros prêmios como o Estrela do Carnaval, Prêmio SRZD-Carnaval e Prêmio S@mba-Net.

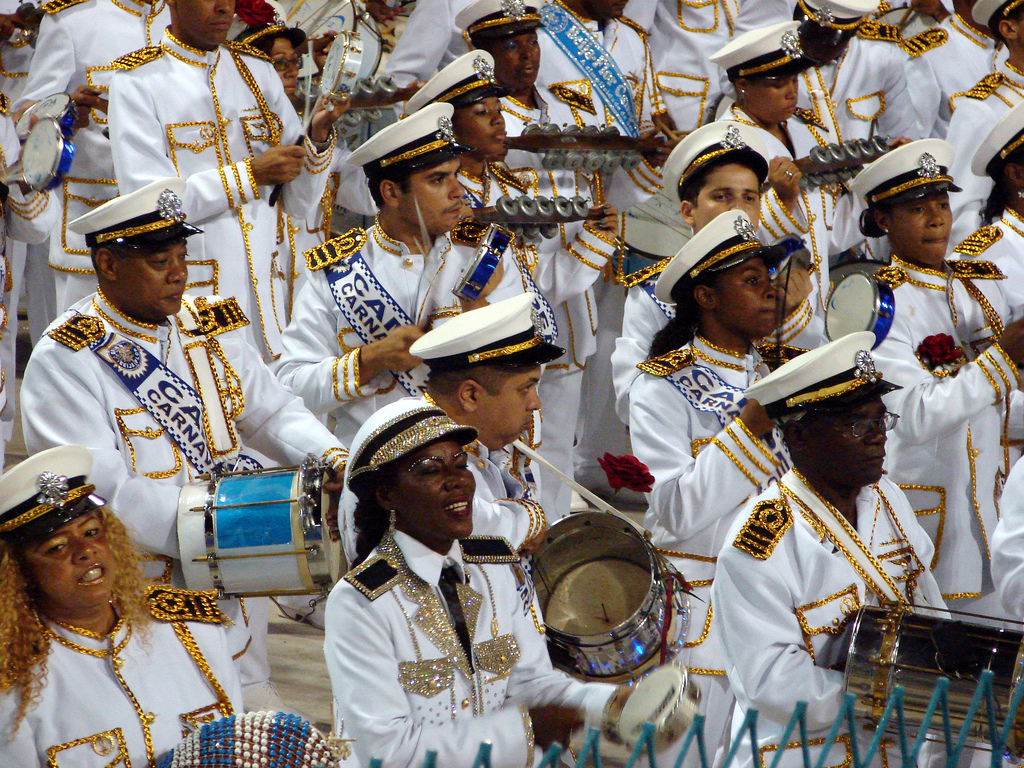
A Bateria Soberana da Beija-Flor no desfile campeão de 2011.

#### Mestres
| Diretores de bateria   | Carnavais     | Ref.                    |
| ---------------------- | ------------- | ----------------------- |
| Pelé                   | 1977-1985     | [ 680 ] [ 704 ]         |
| Pelé, Bitinho, Janinho | 1986-1987     | [ 705 ] [ 706 ]         |
| Pelé                   | 1988-1989     | [ 661 ] [ 681 ]         |
| Pelé e Bitinho         | 1990          | [ 662 ]                 |
| Pelé                   | 1991-1992     | [ 663 ] [ 682 ]         |
| Odilon                 | 1993-1995     | [ 664 ] [ 683 ]         |
| Pelé                   | 1996          | [ 666 ]                 |
| Plínio                 | 1997          | [ 707 ]                 |
| Plínio e Paulinho      | 1998-2009     | [ 708 ] [ 709 ]         |
| Plínio, Rodney e Binho | 2010-2012     | [ 710 ] [ 669 ] [ 711 ] |
| Plínio e Rodney        | 2013-presente | [ 650 ] [ 670 ] [ 712 ] |

#### Rainhas

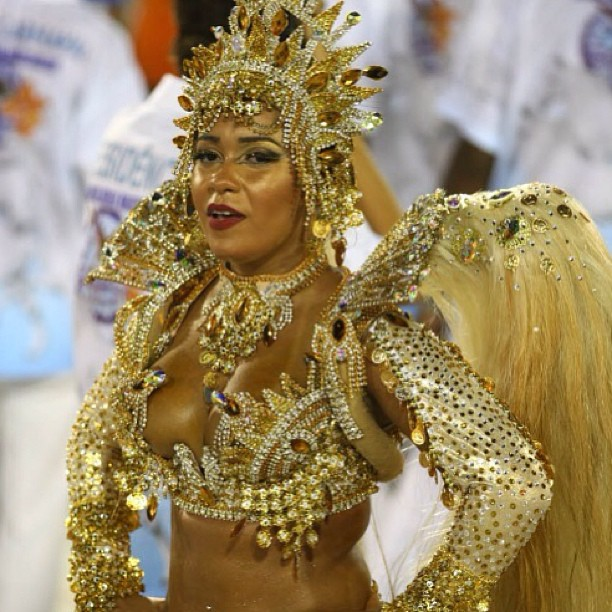
Raíssa de Oliveira foi rainha de bateria da Beija-Flor entre 2003 e 2022.

| Rainhas de bateria   | Carnavais     | Ref.          |
| -------------------- | ------------- | ------------- |
| Eloína dos Leopardos | 1976-1978     | [ 40 ] [ 41 ] |
| Soninha Capeta       | 1983-2002     | [ 713 ]       |
| Raíssa de Oliveira   | 2003-2022     | [ 714 ]       |
| Lorena Raíssa        | 2023-presente | [ 533 ]       |

### Direção de Carnaval

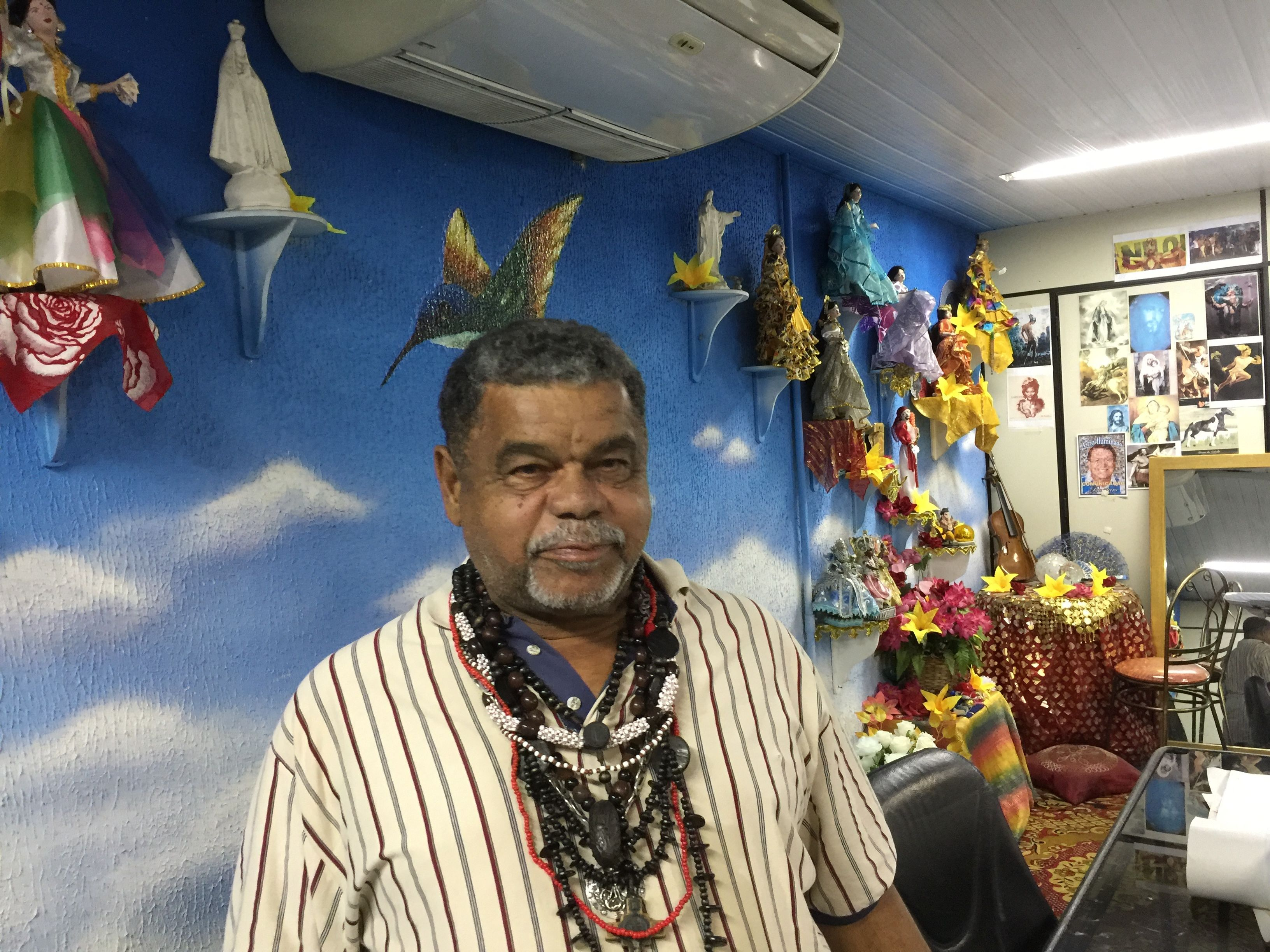
Laíla foi diretor geral de carnaval, de harmonia e coordenador da comissão de carnaval da Beija-Flor, estando presente em 13 títulos da escola.

| Diretores de carnaval                                                                     | Carnavais | Ref.            |
| ----------------------------------------------------------------------------------------- | --------- | --------------- |
| Laíla                                                                                     | 1976-1980 | [ 677 ] [ 716 ] |
| Laíla                                                                                     | 1989-1993 | [ 717 ]         |
| Ramilton Farias Fernandes                                                                 | 1994      | [ 665 ]         |
| Luis Carlos Batista                                                                       | 1995      | [ 683 ]         |
| Laíla                                                                                     | 1996-2018 | [ 666 ]         |
| Válber Frutuoso, Cid Carvalho, Victor Santos, Bianca Behrends, Rodrigo Pacheco, Léo Mídia | 2019      | [ 718 ]         |
| Dudu Azevedo                                                                              | 2020-2024 | [ 650 ]         |
| Marco Antônio Marino                                                                      | 2025-     | [ 550 ]         |

### Direção de Harmonia
| Diretores de harmonia                                          | Carnavais | Ref.            |
| -------------------------------------------------------------- | --------- | --------------- |
| Laíla                                                          | 1976-1980 | [ 677 ] [ 716 ] |
| César Roberto Neves e Hamilton                                 | 1986-1988 | [ 705 ]         |
| Laíla                                                          | 1989-1993 | [ 706 ] [ 717 ] |
| César Roberto Neves                                            | 1994      | [ 665 ]         |
| Laíla                                                          | 1995-2018 | [ 683 ]         |
| Válber Frutuoso                                                | 2019      | [ 718 ]         |
| Válber Frutuoso e Simone Sant’Ana                              | 2020-2024 | [ 650 ]         |
| Michel Oliveira, Simone Sant’Ana, Shirleise Colins e Zé Carlos | 2025-     | [ 549 ]         |

## Discografia
Além das aparições nos álbuns de samba-enredo, a Beija-Flor lançou os seguintes trabalhos fonográficos:
- 1976 - História do Grêmio Recreativo Escola de Samba Beija-Flor
- 1978 - Escola de Samba Beija-Flor
- 1993 - Escola de Samba Enredos - Beija-Flor
- 2006 - Os Sambas da Beija-Flor
- 2021 - Coletânea Beija-Flor de Nilópolis